# Tankowanie w powietrzu

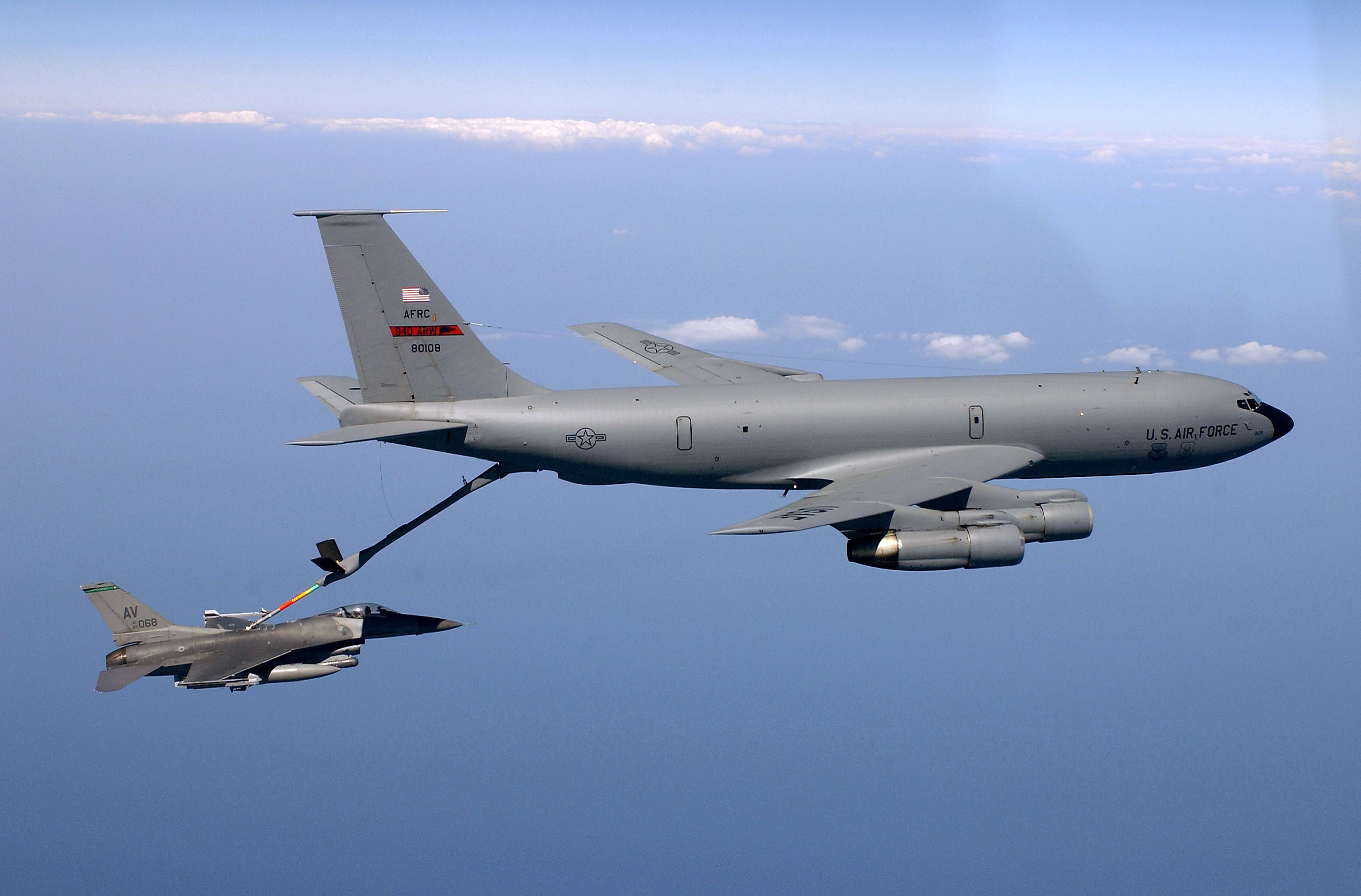
Tankowanie amerykańskiego myśliwca F-16C z samolotu KC-135E za pomocą sztywnego przewodu

Tankowanie w powietrzu – popularne określenie uzupełniania paliwa przez samoloty lub śmigłowce w locie. Służą do tego specjalne samoloty nazywane powietrznymi tankowcami (lub powietrznymi zbiornikowcami, samolotami-zbiornikowcami, samolotami-cysternami, latającymi cysternami).
Tankowane w powietrzu są głównie bombowce, które dzięki temu, bez międzylądowań, dostarczają ładunek bojowy na większą odległość, uzupełniając paliwo (także w drodze powrotnej) z wysyłanych tam samolotów-cystern. Uzupełnianie paliwa w locie stosowane jest także w przypadku myśliwców i innych samolotów bojowych oraz samolotów transportowych i (rzadziej) śmigłowców.
Drugim celem tankowania w powietrzu jest wykorzystanie pełnego udźwigu uzbrojenia samolotu bojowego, zwłaszcza startującego z lotnisk o krótkim pasie lub słabej nawierzchni lub lotniskowców. W takiej sytuacji samolot startujący z niepełnym zapasem paliwa może zabrać większą ilość uzbrojenia podwieszanego (bomb, pocisków rakietowych), a po starcie uzupełnić paliwo w powietrzu.
Systemy tankowania w powietrzu wprowadzono w siłach lotniczych najsilniejszych państw w latach 50 XX w., a na większą skalę dopiero w kolejnej dekadzie.
Obecnie stosowane są dwa sposoby tankowania w powietrzu: za pomocą przewodu elastycznego (ang. probe and drogue) i za pomocą przewodu sztywnego (ang. boom and receiver). Co za tym idzie, stosowane są różne rodzaje instalacji do tankowania w powietrzu.

## Historia

### Geneza

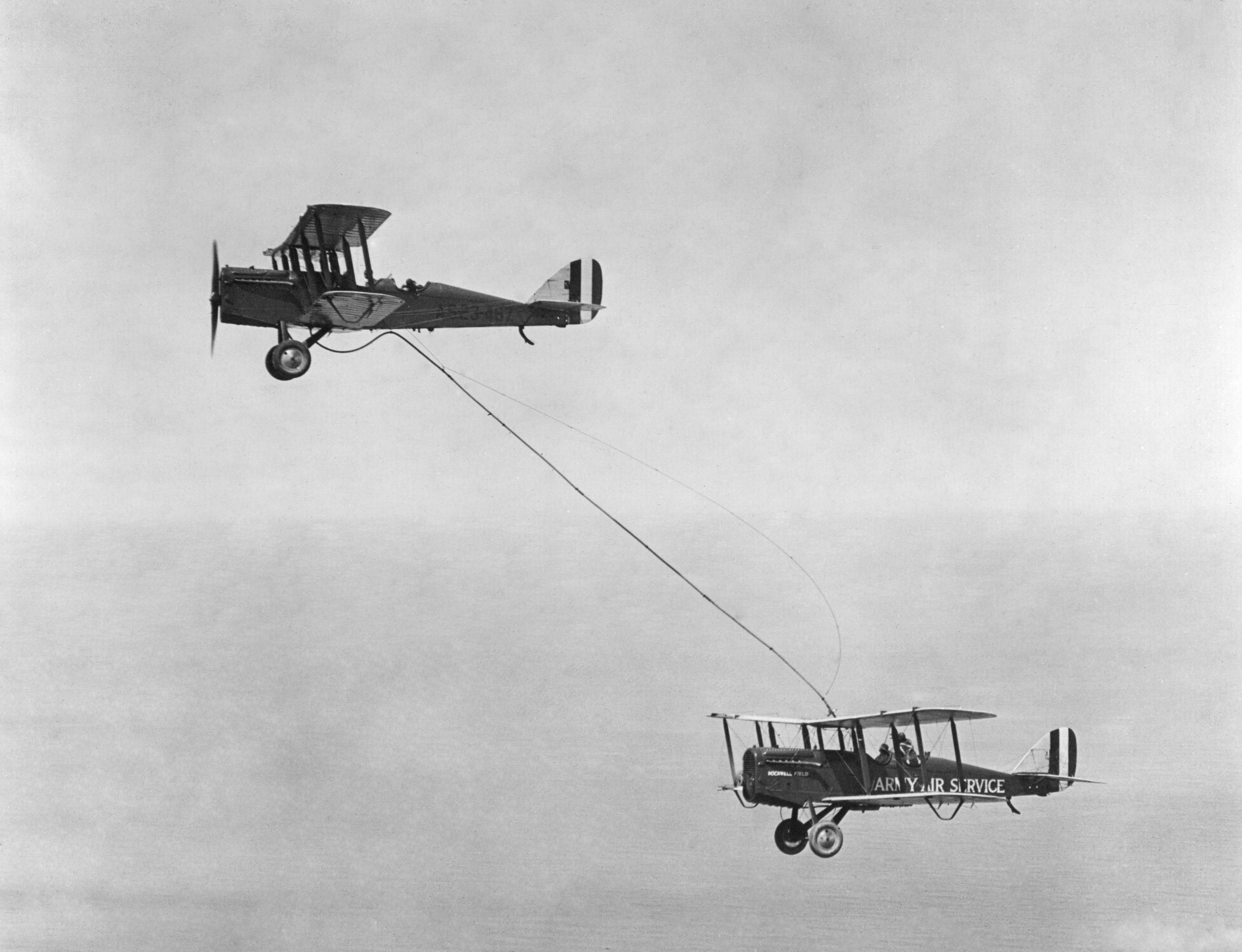
Lowell H. Smith i Lt. John P. Richter podczas lotu 27 czerwca 1923 roku

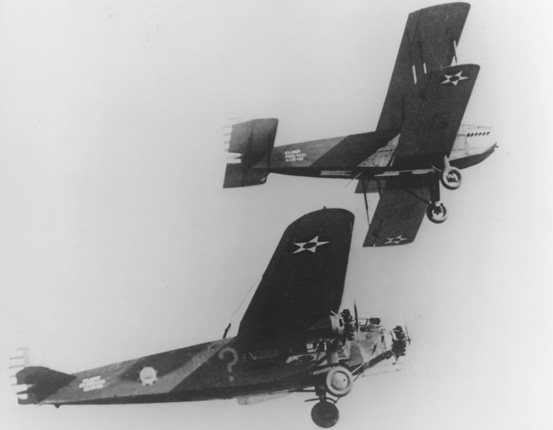
Styczeń 1929, rekordowy lot maszyny Atlantic-Fokker C-2A pobierającej paliwo z Douglasa C-1

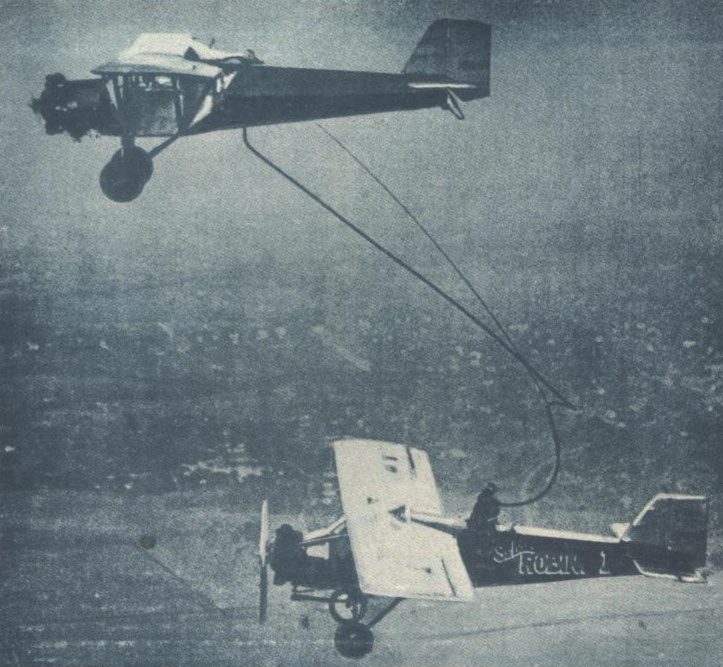
Dwa samoloty Curtiss Robin, na których piloci Dale Jackson i Forest O’Brine w dniach 13–30 lipca 1929 roku ustanowili rekord przebywania w powietrzu – 17 dni, 12 godzin i 17 minut

Idea tankowania samolotów w powietrzu narodziła się w Stanach Zjednoczonych. Z racji swojego położenia, potencjalny napastnik miał do pokonania ocean aby móc zbliżyć się do wybrzeży Stanów Zjednoczonych i je zaatakować. Decydującą rolę w odparciu ataku miała odegrać United States Navy jednak wraz z zakończeniem I wojny światowej pojawiła się nowa siła, która po zakończeniu działań wojennych przeżywała gwałtowny rozwój, lotnictwo bojowe. Jednym z orędowników użycia samolotów bombowych w powstrzymywaniu i niszczeniu przeciwnika na dalekich podejściach do amerykańskich wybrzeży był generał William Lendrum Mitchell. W 1921 roku przeprowadził on serię ćwiczeń znanych jak Project B, w których amerykańskie bombowce armii i marynarki atakowały okręty. Rezultatem prób było zatopienie kilku jednostek jakie amerykańska marynarka przejęła od pokonanej Kaiserliche Marine. Idea samolotu bombowego zdolnego do dalekich przelotów, mogącego atakować wrogie jednostki daleko od macierzystych wybrzeży wymagała odpowiedniej konstrukcji. Duży udźwig bomb zmniejszał zapas przewożonego na pokładzie paliwa. Duży zasięg możliwy był tylko kosztem zmniejszenia przenoszonego ładunku bojowego. Tym samym pomysł aby zaopatrywać samoloty w paliwo w powietrzu trafił na podatny grunt. Innym pionierem idei pobierania paliwa w locie był rosyjski pilot, konstruktor i wizjoner lotnictwa Aleksandr Prokofjew-Siewierski, który już w 1917 roku zaproponował zwiększenie zasięgu samolotów poprzez przystosowanie ich do pobierania paliwa w locie. Siewierski był również autorem pierwszego patentu na urządzenie umożliwiające tego typu operacje z 1921 roku.

### Pionierzy
Pierwsze udokumentowane tankowanie w powietrzu odbyło się 12 listopada 1921 roku. Nie miało ono nic wspólnego z koncepcjami Mitchella. Wesley May z przytroczonym do pleców kanistrem z benzyną, przeskoczył, przechodząc po skrzydłach z samolotu Lincoln Standard na pokład maszyny Curtiss JN-4, do której zbiornika przelał przyniesione paliwo. Wszystko to działo się podczas jednego z popularnych w latach 20. i 30. XX wieku w Stanach Zjednoczonych pokazów lotniczych. Dwa lata później podjęto zdecydowanie bardziej ambitną i poważną próbę. Generał Henry H. Arnold był inicjatorem pobicia rekordu w długotrwałości lotu. Aby osiągnąć wyznaczony cel, podjęto próby tankowania w powietrzu. Zmodyfikowano dwa samoloty Airco DH.4B. Z jednego z nich opuszczano gumowy wąż, który przechwytywał pilot pobierającego paliwo samolotu. Następnie wykorzystując siłę grawitacji przelewano paliwo z jednej maszyny do drugiej. Pierwsza tego typu operacja odbyła się 27 czerwca 1923 roku (lub jak podają niektóre źródła 20 kwietnia 1923 roku). Za sterami powietrznego tankowca siedzieli Virgil Hine i Frank W. Seifert, a w samolocie pobierającym paliwo Lowell H. Smith i John P. Richter. W dniach 27–28 sierpnia 1923 roku wykorzystując dwa samoloty DH.4B jako powietrzne tankowce i jeden odbierający paliwo. Maszyna za sterami której siedzieli Lowell H. Smith i John P. Richter utrzymała się w powietrzu przez 37 godzin i 15 minut tankując czternaście razy paliwo. 18 listopada 1923 roku wykorzystanie tej samej techniki na jednym z pokazów lotniczych doprowadziło do katastrofy i była to pierwsza katastrofa, która wydarzyła się podczas pobierania paliwa w powietrzu. Podobną próbę przeprowadzono w czerwcu 1928 roku w Belgii. Wykorzystując identyczną technikę tankowania w powietrzu, piloci Louis Crooy i Victor Groenen przebywali w powietrzu ponad 60 godzin. Jednak w Belgii nie widziano potrzeby posiadania takiego systemu. Amerykanie nie pozostali w tyle i już rok później, grupa oficerów, której przewodził Carl Andrew Spaatz opracowała metodę tankowania w powietrzu z użyciem samolotów o zamkniętych kabinach. Ich celem było pobicie belgijskiego rekordu. Do wykonania zadania wybrano samoloty Atlantic-Fokker C-2A, który miał odbierać paliwo i otrzymał nazwę własną Question Mark oraz dwa Douglas C-1 pełniące rolę latających cystern. C-1 miały specjalnie do tego celu wycięty otwór w podłodze kadłuba, przez który wypuszczano gumowy wąż podający paliwo. Odbiorcą był C-2A, w jego dachu umieszczony był właz, przez który członek załogi samolotu chwytał wąż i wkładał go do zbiornika zamontowanego w kadłubie. Paliwo grawitacyjnie przelewane było z jednego samolotu do drugiego. Paliwo ze zbiorników kadłubowych C-2A, ręcznie przetaczane było do zbiorników umieszczonych w skrzydłach samolotu, a stamtąd do silników maszyny. Modyfikacje pozwoliły 1 stycznia 1929 roku rozpocząć lot, który po 42 tankowaniach w dzień i w nocy zakończył się z powodu awarii jednego z silników, zmuszając tym pilota do lądowania po 150 godzinach i 14 minutach. Za sterami Question Mark siedział Carl Spaatz. Nie był to koniec „rekordowych” możliwości przebywania człowieka w powietrzu. Bracia Fred i Al Key, wykorzystując dwa samoloty Curtiss Robin, przebywali w powietrzu 653 godzin i 34 minuty, tankując samolot łącznie 484 razy. Lot rozpoczął się 4 czerwca, a zakończył 1 lipca 1935 roku. Drogą powietrzną dostarczano nie tylko paliwo, ale również niezbędną przy tak długotrwałym locie żywność i wodę.

### Praktycy
W 1930 roku prace mające na celu opracowanie metody skutecznego tankowania w powietrzu podjęto w Royal Aircraft Establishment. Inicjatorem było brytyjskie Ministerstwo Lotnictwa. Celem programu było znalezienie sposobu na zwiększenie zasięgu i masy przenoszonych bomb, przez bombowce Royal Air Force. Maszyny startujące z mniejszą ilością paliwa, mogły zabrać na swoje pokłady większy ładunek bombowy. Jednak, aby nie pogorszyło to ich zasięgu, musiały zostać zatankowane w locie. Opracowano dwie metody tankowania w powietrzu. Obie polegały na połączeniu obydwu maszyn linami, po których wciągany był do samolotu tankującego wąż z paliwem podawanym z tankowca. Problemem było zaczepienie ze sobą w powietrzu obydwu lin, które wypuszczały tankowiec i samolot pobierający paliwo, ale metoda została skutecznie przetestowana przez linie lotnicze Imperial Airways, utrzymujące transatlantyckie połączenia lotnicze. RAF stracił zainteresowanie całym projektem w momencie wprowadzenia na uzbrojenie samolotów Vickers Wellington, maszyn o satysfakcjonującym lotnictwo zasięgu i masie przenoszonego uzbrojenia. Producentem zestawów do tankowania w powietrzu opracowanych w Royal Aircraft Establishment została założona w 1934 roku przez Alana Cobhama firma Flight Refuelling Limited, znana obecnie jako Cobham plc i zajmująca się produkcją systemów tankowania w powietrzu do dziś.

### II wojna światowa
Podczas wojny nie doszło do operacyjnego wykorzystania powietrznych tankowców. Na przeszkodzie stanęły nie brak możliwości technicznych, ale brak potrzeby sięgania po takie rozwiązanie. Rozważano wykorzystanie systemu powietrznego zaopatrywania samolotów w paliwo w celu zwiększenia ich zasięgu w kontekście uzupełnienia luki atlantyckiej. Niechronionego i niepatrolowanego z powietrza obszaru na środku Atlantyku, na którym operowały niemieckie U-Booty. W Wielkiej Brytanii rozważano przystosowanie samolotów Short Stirling do zwalczania okrętów podwodnych, wydłużając ich zasięg poprzez zaopatrywanie maszyn w paliwo w powietrzu. Pojawienie się maszyn typu Consolidated B-24 Liberator o wystarczającym zasięgu, zapewniło powietrzną ochronę atlantyckim konwojom na całej ich trasie. Ogromne obszary Pacyfiku stanowiły w początkowym okresie wojny granicę nie do przekroczenia dla amerykańskiego lotnictwa bombowego zamierzającego uderzyć na macierzyste wyspy japońskie. Nalot na Tokio podpułkownika Jamesa „Jimmy” Doolittle’a mógł zostać przeprowadzony tylko jednorazowo. Jednym z rozpatrywanych projektów było przystosowanie bombowców Boeing B-17 Flying Fortress do pobierania paliwa w locie od maszyn B-24 przystosowanych do pełnienia roli latającej cysterny. Tak zmodyfikowane samoloty mogłyby wziąć udział w planowanych nalotach na wyspy japońskie startując z lotnisk położonych na Aleutach. Innym rozpatrywanym projektem był atak na Tokio przy użyciu maszyn B-24 startujących z Hawajów, które w drodze powrotnej pobierałyby paliwo od Consolidated PBY Catalina. Pojawienie się bombowców typu Boeing B-29 Superfortress i zdobywanie kolejnych pacyficznych wysp umożliwiło realizacje tego zamiaru bez potrzeby uciekania się do tankowania w powietrzu. W 1945 roku Brytyjczycy sformowali tzw. Tiger Force. Siły bombowe skierowane do walki z Japonią. W ich skład weszły samoloty Avro Lancaster i Avro Lincoln. W 1944 podjęto próby zaopatrywania z powietrza w paliwo bombowców Lancaster, ale okazało się, że maszyny Lincoln dysponują wystarczającym zasięgiem do wykonywania misji nad wyspami japońskimi. Szybkie zakończenie wojny na Pacyfiku spowodowało, iż brytyjskie samoloty nie musiały wchodzić do walki.
Wykorzystanie techniki tankowania w powietrzu rozpatrywane było w ramach prac prowadzonych w III Rzeszy nad projektem określanym jako Amerika-Bomber. Budowy strategicznego bombowca zdolnego do zaatakowanie wschodniego wybrzeża Stanów Zjednoczonych i powrotu do Europy. Amerika-Bomber było szeregiem projektów, które w zdecydowanej większości pozostały jedynie na papierze. Tego typu bombowce nie należały do priorytetów Reichsluftfahrtministerium (Ministerstwo Lotnictwa Rzeszy) dlatego też i plany użycia powietrznych tankowców rozpatrywane były jedynie teoretycznie.

### Okres powojenny

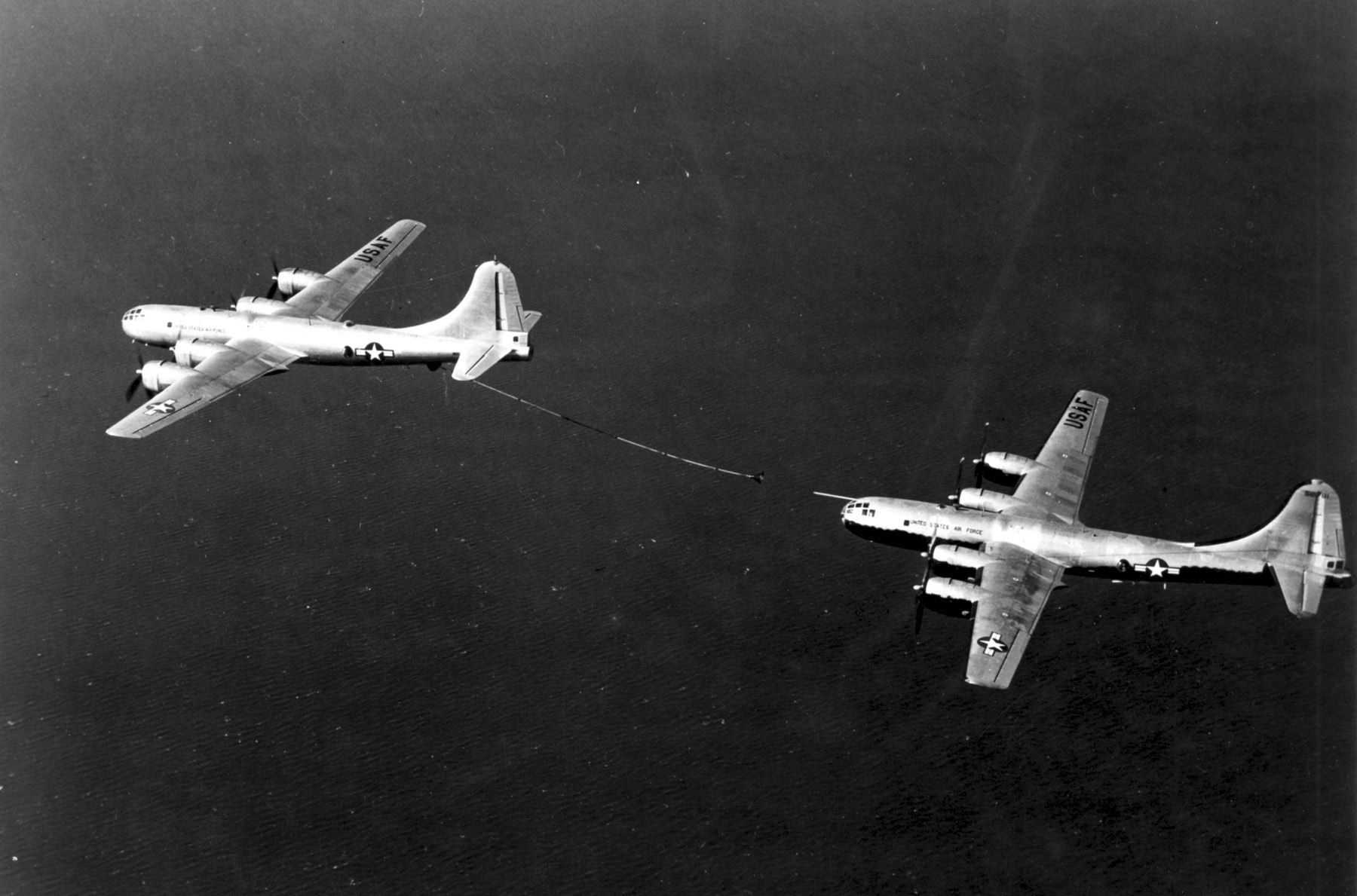
KB-29M podaje paliwo B-29MR

26 marca 1946 roku powstało Strategic Air Command (SAC), amerykańskie dowództwo grupujące strategiczne bombowce, których zadaniem w przypadku potencjalnego konfliktu było wykonanie uderzenia na dowolny cel na kuli ziemskiej. Jednak aby zrealizować zadanie faktycznie gdziekolwiek na świecie, maszyny B-29, Boeing B-50 Superfortress i Convair B-36, pomimo bardzo dużego zasięgu musiały uzupełnić paliwo w locie. Do czasu wdrożenia niezawodnej i skutecznej metody, wykorzystywano system, w którym członek załogi samolotu pobierającego paliwo, łapał specjalnym wysięgnikiem wypuszczony przez tankowiec wąż i po wciągnięciu go do wnętrza maszyny, podłączał do zbiorników. 12 lipca 1948 roku SAC powołał do życia jednostkę 43d Air Refueling Squadron, a 19 lipca tego samego roku 509th Air Refueling Squadron. Były to pierwsze w United States Air Force eskadry samolotów – tankowców. W ich skład weszły specjalnie do tego celu przebudowane maszyny B-29, oznaczone jako KB-29M. Bombowce przystosowane do pobierania paliwa w locie, oznaczono jako B-29MR. W sumie SAC zlecił zmodyfikowanie do wersji KB-29M 92 samolotów i 76 maszyn do wersji B-29MR. Poza zadaniami taktycznymi, widowiskowym sprawdzianem nowej techniki był przelot maszyny B-50 o nazwie własnej Lucky Lady II, która 26 lutego 1949 roku wystartowała do lotu dookoła świata bez lądowania. Lot trwał 94 godziny i jedną minutę, w tym czasie Lucky Lady II przeleciała 37741 km, czterokrotnie tankując paliwo z KB-29M.

### System z przewodem elastycznym

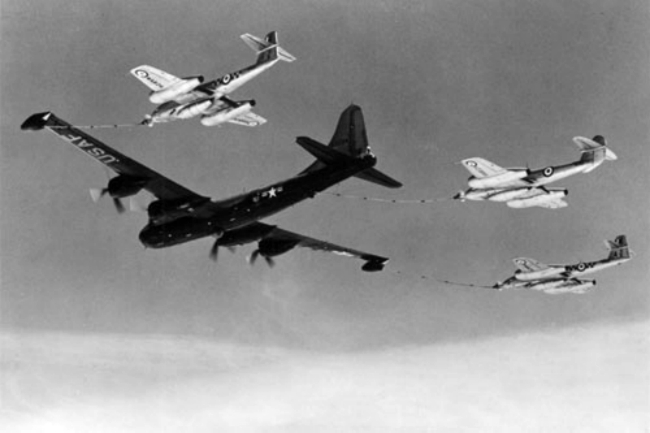
YKB-29T podaje paliwo trzem Meteorom

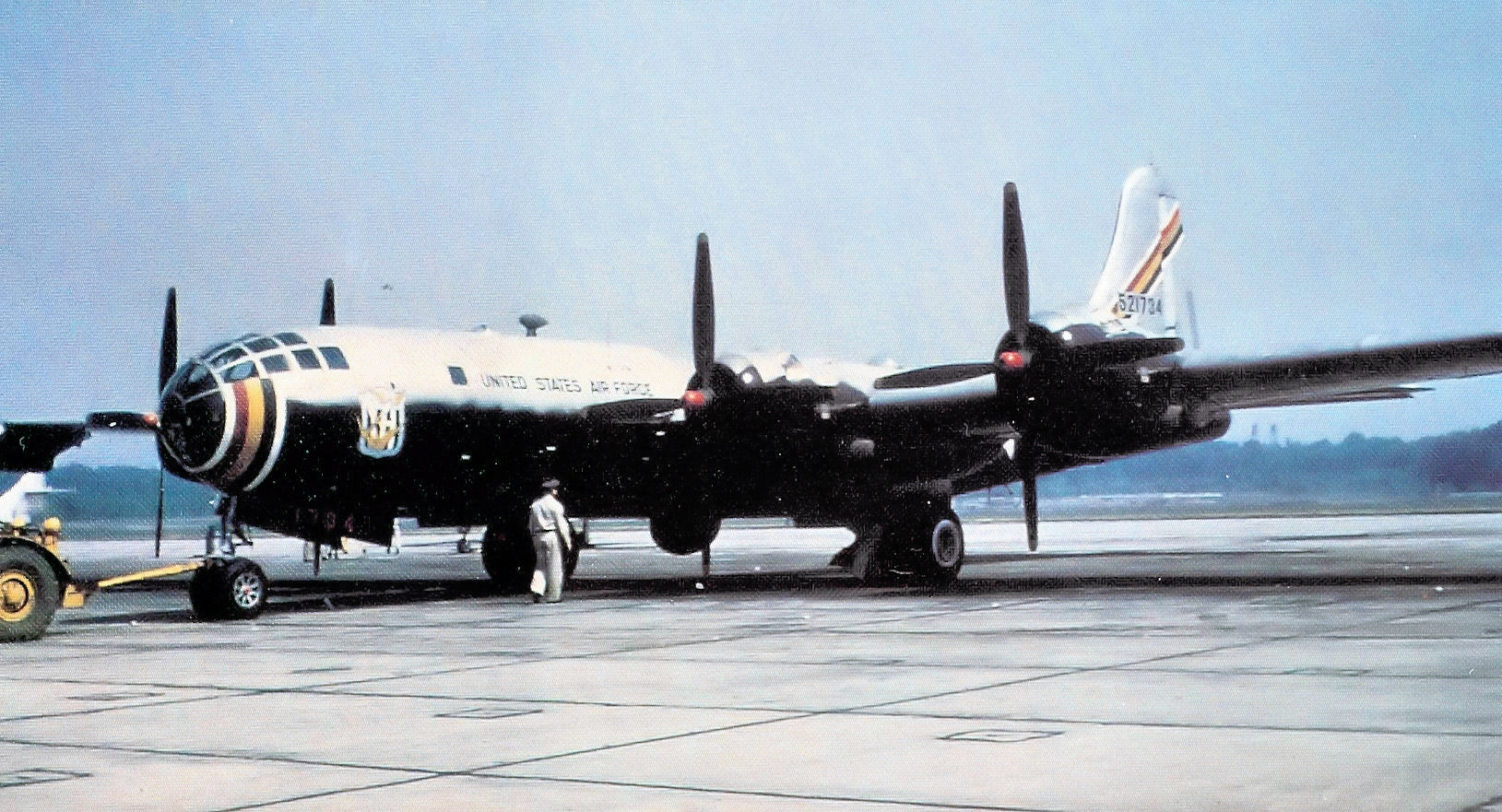
YKB-29T

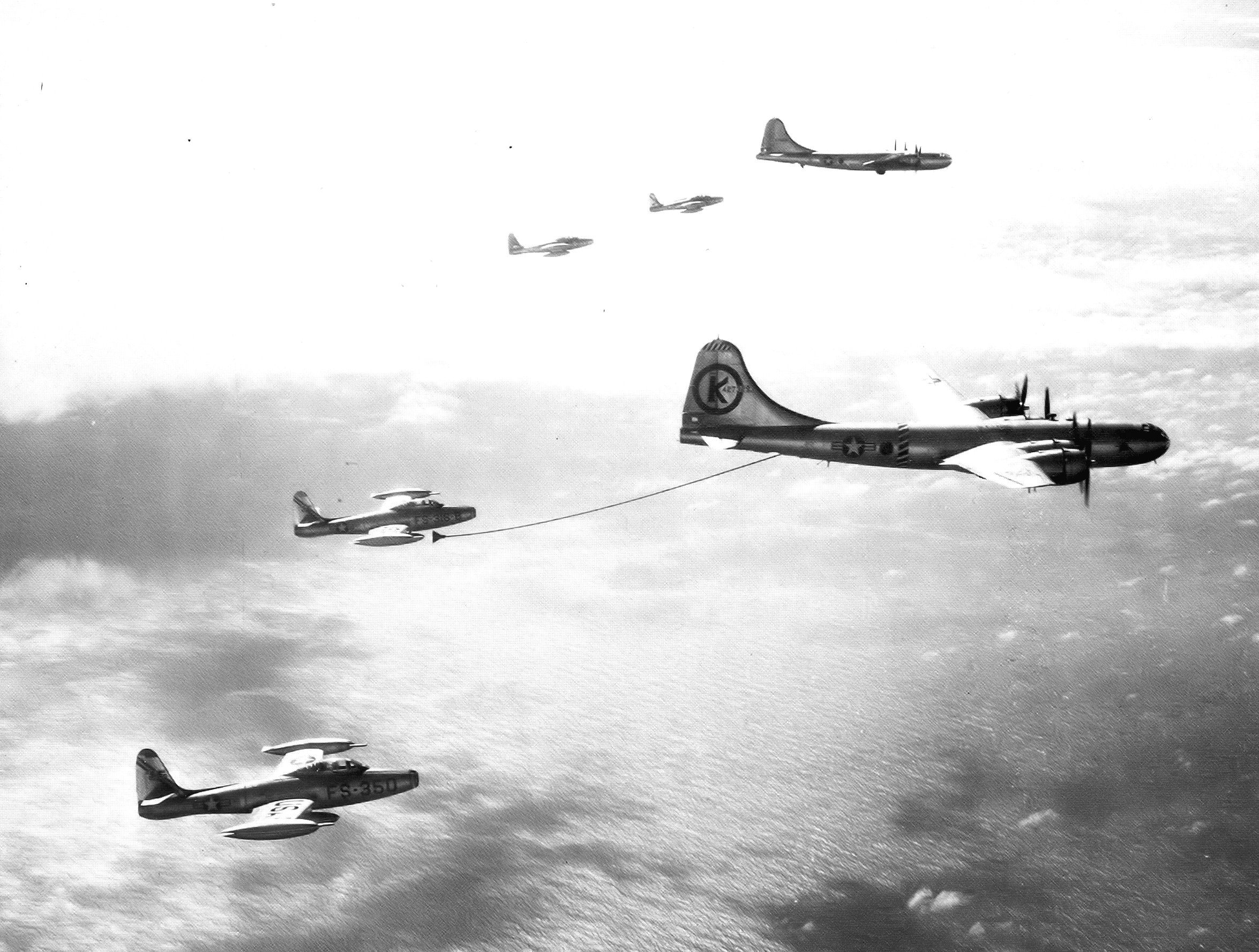
KB-29M z 43d Air Refueling Squadron tankuje F-84

Przełomowym momentem dla pobierania paliwa w powietrzu było opracowanie w 1948 roku systemu z przewodem elastycznym. Brytyjska firma Flight Refuelling Limited, pionier w budowie systemów tankowania w powietrzu opracowała instalacje z giętkim wężem podającym paliwo. Kluczem do sukcesu było opracowanie dwóch istotnych elementów całej instalacji. Pierwszym z nich był elektromagnetyczny zatrzask na samolocie pobierającym paliwo. W chwili zetknięcia się podającego węża ze sztywną sondą odbierającą, następowało automatyczne unieruchomienie końcówki węża na sondzie. Wąż podający zaopatrzony został w końcówkę w kształcie rozszerzającego się stożka przypominającą koszyk, ułatwiającą trafienie sondą odbierającą w końcówkę węża. Drugim elementem, dzięki któremu cały system działał efektywnie był hydrauliczny system zwijający wąż w chwili jego poluźnienia. Przewód podający nawinięty był na bęben, poluźnienie przewodu w chwili kiedy trafiał na sondę, jeszcze przed uruchomieniem zatrzaskującego mechanizmu sondy, powodowało odwracanie się kosza i jego spadanie z sondy odbierającej. System sprężynujący automatycznie zwijał wąż przy każdym jego poluźnieniu, utrzymując przewód podający cały czas we właściwej pozycji. Dzięki takiemu rozwiązaniu możliwe stało się wyeliminowanie osoby odpowiedzialnej na pokładzie samolotu pobierającego paliwo za przechwycenie węża i podłączenie go do własnej instalacji paliwowej, a tym samym zdolność pobierania paliwa w locie uzyskały jednomiejscowe samoloty myśliwskie. Flight Refuelling Limited przetestowała swój system, który otrzymał nazwę probe-and-drogue na specjalnie do tego celu przebudowanych samolotach Avro Lancaster i Gloster Meteor zaopatrzonych w sondę do pobierania paliwa. Pierwsze połączenie z użyciem instalacji z przewodem elastycznym, ale jeszcze bez przetaczania paliwa odbyło się 4 kwietnia 1949 roku. 24 kwietnia tego samego roku, specjalnie zmodyfikowany Lancaster G-33-2 podał po raz pierwszy paliwo innej maszynie, którym był Meteor Mk. III wykorzystując do tego elastyczny przewód. 7 sierpnia tego samego roku, podawanie paliwa przez elastyczny wąż pozwoliło Meteorowi na utrzymanie się w powietrzu przez ponad 12 godzin.
Bardzo szybko brytyjskim wynalazkiem zainteresowali się Amerykanie. Co prawda wątpliwości wzbudzało uzależnienie się od zagranicznego dostawcy, ale założenie amerykańskiej filii Flight Refuelling Limited, pod nazwą Flight Refueling Incorporation otworzyło drogę do zastosowania systemu w US Air Force. W 1949 roku do Wielkiej Brytanii trafiły cztery maszyny B-29 i dwa myśliwce Republic F-84 Thunderjet celem zamontowania nowej instalacji pobierania paliwa. Dwa B-29 przystosowano do tankowania umieszczając odbiornik sondy w przedniej części na górze kadłuba, a trzecią maszynę zmodyfikowano do wersji oznaczonej jako YKB-29T. Mogła ona podawać paliwo z trzech punktów. Pierwszy z nich umieszczony był klasycznie w tylnej części u dołu kadłuba, a dwa pozostałe w zasobnikach pod skrzydłami. Czwarty B-29 przysłany do Anglii pełnił funkcję maszyny zapasowej. Oba F-84 przystosowano do pobierania paliwa w locie montując sondę do pobierania na krawędzi natarcia lewego skrzydła. Po serii prób w locie, oba F-84 wyruszyły 22 września 1950 roku w transoceaniczny lot do USA. Do kraju dotarła tylko jedna maszyna, za sterami której siedział pilot Davida Schilling i był to pierwszy przelot przez Atlantyk jednoosobowego samolotu myśliwskiego, jak również pierwszy, transatlantycki przelot samolotu z napędem odrzutowym. Drugi F-84 w wyniku awarii sondy pobierającej paliwo podczas trzeciego tankowania nie był w stanie ponownie zatankować i spadł do oceanu. Pilot, William Ritchie wyskoczył na spadochronie. Obie maszyny korzystały z paliwa podawanego przez specjalnie do tego celu przystosowaną maszynę Avro Lincoln. W lipcu 1951 roku po raz pierwszy tankowano w powietrzu trzy samoloty jednocześnie. Amerykański YKB-29T podawał paliwo trzem Meteorom.

### W akcji
W 1951 roku, podczas wojny w Korei nowy system został po raz pierwszy wykorzystany w warunkach bojowych. 6 lipca 1951 roku, trzy rozpoznawcze RF-80A startujące z miejscowości Taegu w Korei Południowej wykonały swoje zadanie tankując w powietrzu z samolotu KB-29M u wybrzeży w pobliżu miasta Wŏnsan. W listopadzie 1951 roku do Yokota Air Base w Japonii przybył oddelegowany z 43d Air Refueling Squadron, Detachment A, w którego skład wchodziły KB-29M oraz rozpoznawcze RF-80 z 67th Tactical Reconnaissance Wing, przystosowane do pobierania paliwa w locie. Sukces z RF-80 i zdobyte doświadczenie skłoniło US Air Force do przysłania do Korei 116th Fighter-Bomber Wing, w którego skład wchodziły przystosowane do tankowania w powietrzu samoloty F-84E. Maszyny stacjonowały na stałe w Misawa Air Base w Japonii i lecąc na misje nad Półwysep Koreański pobierały paliwo z KB-29M. Musiały również to uczynić podczas powrotu do Japonii.
W instalacji z przewodem elastycznym samolot-cysterna zaopatrzony jest w jedno lub więcej stanowisk (w praktyce do 3), z których wypuszczany jest w locie elastyczny przewód. Wąż ten po wypuszczeniu jest holowany za samolotem. Samoloty tankowane wyposażone są w krótką sztywną sondę paliwową, zwykle znajdującą się z prawej strony kabiny lub przed kabiną. Samolot tankowany podlatuje do zbiornikowca od tyłu, lecąc z prędkością zbliżoną do prędkości zbiornikowca i jego pilot manewrując samolotem umieszcza końcówkę sondy w stożku lecącego swobodnie przewodu paliwowego. Po ich połączeniu następuje przetaczanie paliwa, po czym samoloty rozłączają się. System taki jest stosowany w siłach powietrznych większości europejskich państw NATO, w Rosji i Australii, na mniejszą skalę w USA (obecnie w lotnictwie marynarki amerykańskiej). Przy większej liczbie stanowisk umożliwia on tankowanie 2 lub 3 samolotów naraz (w przeszłości sporadycznie stosowano nawet 4 stanowiska). Stanowiska do tankowania umieszczone są zwykle pod ogonem i po jednym pod skrzydłami zbiornikowca. System ten stosowany jest także w samolotach mniejszych, np. na rosyjskich myśliwcach wielozadaniowych, które po wyposażeniu w podczepiany agregat z wężem mogą zaopatrywać w paliwo z własnych zbiorników inne samoloty.

### System ze sztywnym przewodem

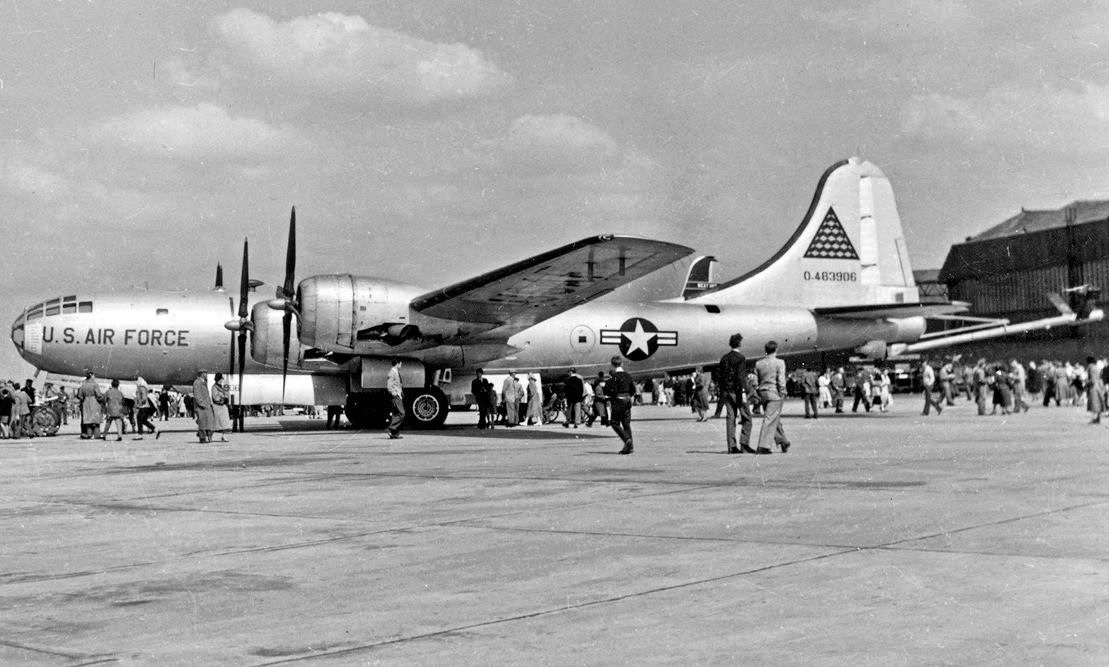
Boeing KB-29P

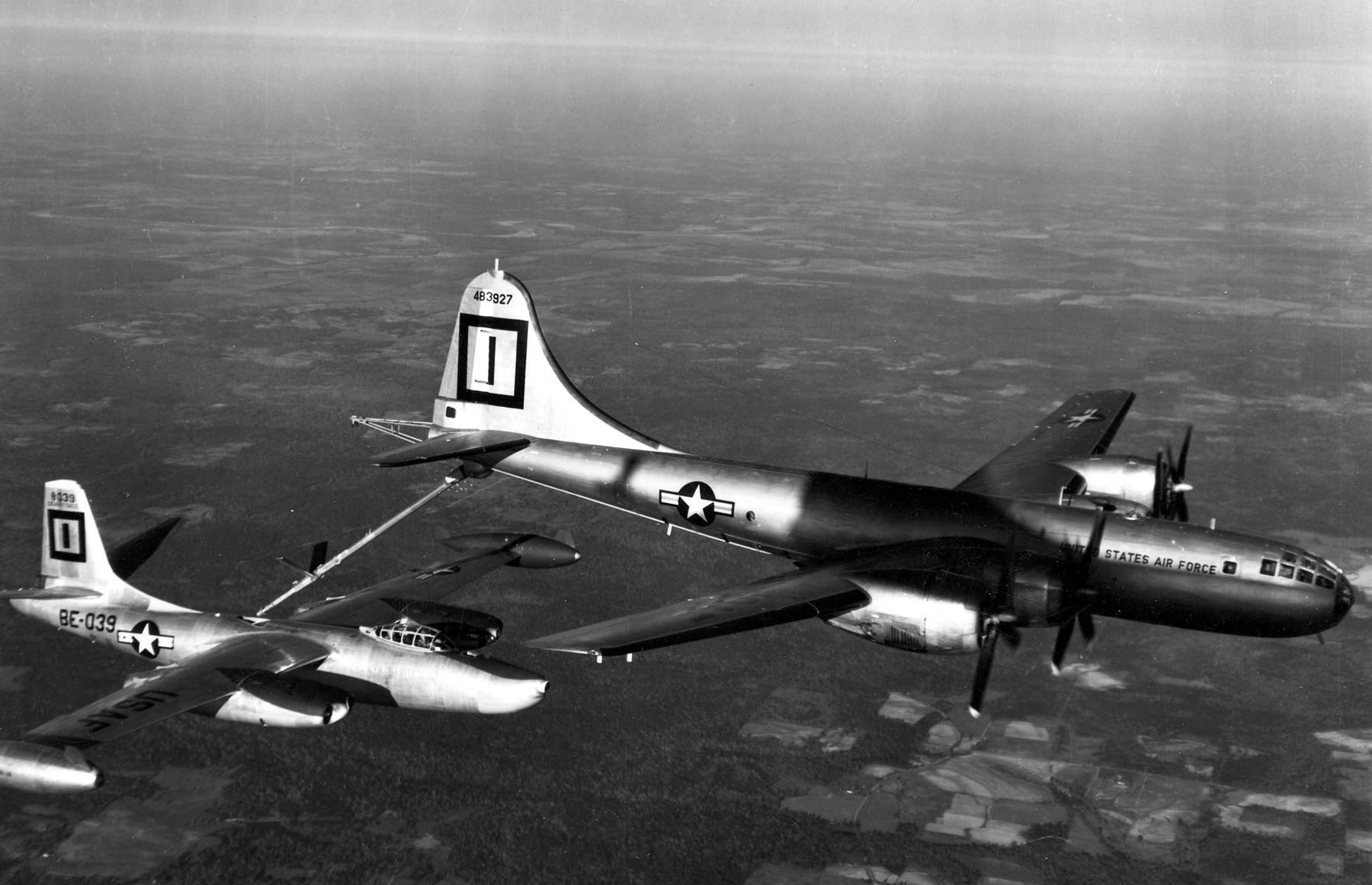
Boeing KB-29P podaje paliwo maszynie North American RB-45C

Tankowanie przy użyciu elastycznego przewodu miało swoje wady, a podstawową z nich z punktu widzenia Strategic Air Command była niewielka wydajność na poziomie 750 dm³/min. SAC wymagało co najmniej 1900 dm³/min. Było to tym bardziej istotne, że z chwilą wejścia do użycia nowoprojektowanych maszyn Boeing B-47 Stratojet i Boeing B-52 Stratofortress, podawanie paliwa przez giętki przewód w tempie jakie oferował ów system, zajęłoby kilka godzin, a samoloty w tym czasie przebyłyby kilkaset kilometrów. Dodatkowo podczas złych warunków atmosferycznych pobranie paliwa z giętkiego węża poruszającego się na wietrze było praktycznie niemożliwe. Podnoszono również kwestię, iż na wysokości rzędu 10 000 metrów, na której operują bombowce strategiczne, panuje temperatura około –50 °C, przy której guma, będąca elementem węża, traci swoją elastyczność. W drugiej połowie lat 40. XX wieku, generał Curtis LeMay, głównodowodzący SAC, zwrócił się do firmy Boeing z zapytaniem o możliwość opracowania systemu tankowania w powietrzu o większej wydajności tempa przetaczania paliwa. Prace sformalizowano kiedy Air Material Command w 1947 roku podpisało z Boeingiem kontrakt na rozpoczęcie prac. Ich efektem był system ze sztywnym przewodem. Początkowo teleskopowo składany sztywny bom umieszczony miał być z przodu latającej cysterny i wysuwany do góry, do przodu. Jednak za namową kapitana Macka Elliotta, nadzorującego projekt ze strony sił powietrznych, który dostrzegł potencjalne niebezpieczeństwo takiego manewru, zmieniono ustawienie i to nie tankowiec miał podlatywać od dołu do pobierającego paliwo samolotu, ale odbiorca miał podlatywać do latającej cysterny. Na końcu kadłuba nosiciela paliwa zainstalowano sztywny przewód, zakończony teleskopowo wysuwanym wysięgnikiem z automatycznym zatrzaskiem, podobnym do zastosowanego w systemie elastycznym, blokującym podajnik we wlewie paliwa samolotu odbierającego. Całe, sztywne ramię podajnika zamocowane jest do kadłuba powietrznej cysterny na ruchomym przegubie, zapewniając w ten sposób odpowiednią swobodę ruchów. W przypadku sztywnego montażu, jakikolwiek ruch jednej lub drugiej maszyny skończył by się wyłamaniem całej instalacji. Dodatkowo podajnik wyposażony jest w niewielkie skrzydła, dzięki którym sterujący całym ramieniem operator znajdujący się na pokładzie zbiornikowca umieszcza sondę przewodu w porcie do tankowania, znajdującym się zwykle na grzbiecie tankowanego samolotu. System ten stosowany jest obecnie w lotnictwie USA i części państw NATO. Podstawową zaletą nowo opracowanego systemu było większe tempo przetaczania paliwa. Drugą, niebagatelną zaletą było zdjęcie z pilota samolotu pobierającego paliwo obowiązku wcelowania sondą do końcówki węża podającego. W przypadku systemu sztywnego pilot podlatuje pod samolot cysternę i ustawia się we właściwej pozycji, to na barkach operatora przewodu na pokładzie latającej cysterny spoczywa ciężar wcelowania sondą podającą do wlewu paliwa. Miało to istotne znaczenie w przypadku samolotów bombowych, manewrowanie którymi, z racji ich rozmiarów, nie należało do najłatwiejszych. Z drugiej strony, wielogodzinne loty załóg bombowych powodowały ich zmęczenie, a tym samym trudności z koncentracją w chwili tankowania, wymagającej dużego skupienia. Nowy system znany był pod nieoficjalną nazwą Boeing Flying Boom. Pierwsze próby nowego rozwiązania przeprowadzono w październiku 1948 roku. Do tego celu przebudowano dwa egzemplarze YB-29J (44-86398 i 44-86402), które otrzymały nowe oznaczenie YKB-29J. Samoloty otrzymały 8,5-metrowy podajnik, który po wysunięciu na długość 14,6 m mógł zaopatrywać maszyny w paliwo. Po zakończonej operacji tankowania, ramię podajnika ustawiane było do pozycji marszowej przy pomocy stalowej liny. Na końcu ramienia zainstalowano dwa skrzydełka umożliwiające manewrowanie podajnikiem. Stanowisko operatora urządzono na miejscu tylnego strzelca. Do nowego sposobu podawania paliwa w swoich zakładach w Renton Boeing zmodernizował 116 samolotów, które otrzymały oznaczenie KB-29P. Pierwszą tak zmodyfikowaną maszynę, w której luku bombowym zamontowano zbiorniki paliwa mogły przenosić prawie 45 500 litrów paliwa dostarczono SAC 1 września 1950 roku. KB-29P znalazły się na wyposażeniu 11 dywizjonów i służyły do 1957 roku kiedy pojawiły się pierwsze tankowce z napędem odrzutowym. 2 lutego 1951 roku po raz pierwszy podano paliwo przy użyciu sztywnego przewodu maszynie z napędem odrzutowym. KB-29P zaopatrzył North American RB-45C Tornado. Pierwsze bojowe użycie nowego systemu miało miejsce podczas wojny w Korei 14 lipca 1952 roku kiedy to również samolotem zaopatrywanym w paliwo był RB-45C Tornado. Pierwsze masowe zastosowanie sztywnego bomu umożliwiło przeprowadzenie operacji znanych pod kryptonimem Fox Peter One i Fox Peter Two. Do Japonii ze Stanów Zjednoczonych przebazowano 31st Fighter-Escort Wing i 27th Fighter-Escort Wing składające się z samolotów Republic F-84 Thunderjet. Tankowanie w powietrzu umożliwiło przebazowanie w locie.

## Cel: Związek Radziecki

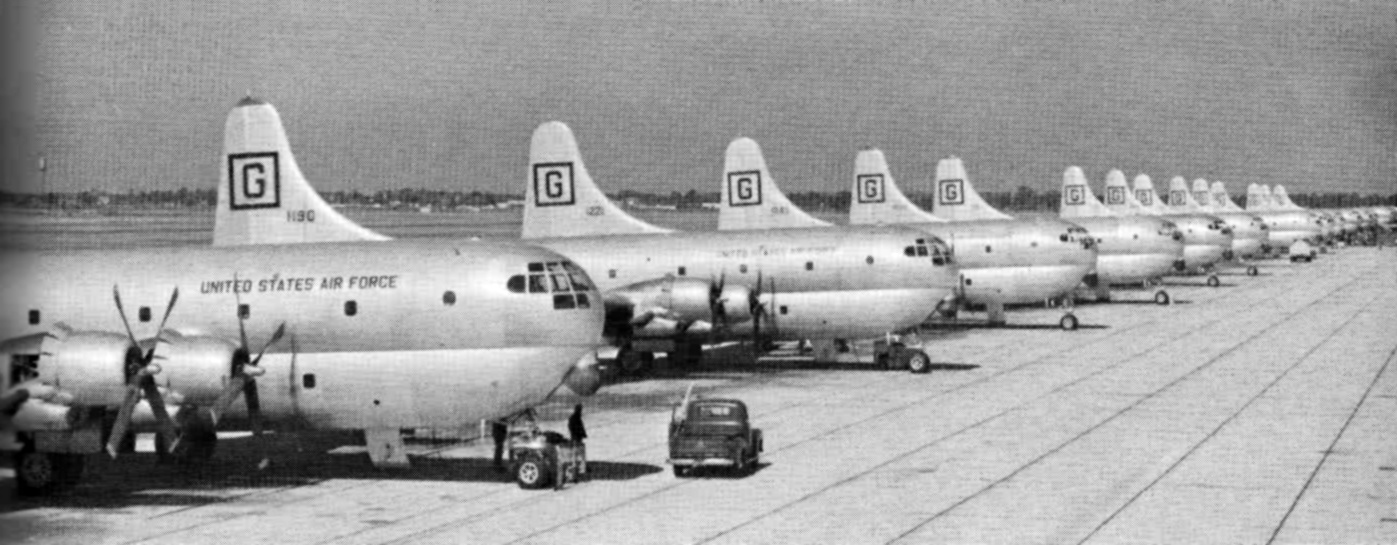
Tankowce KC-97E należące do 306th Air Refueling Squadron

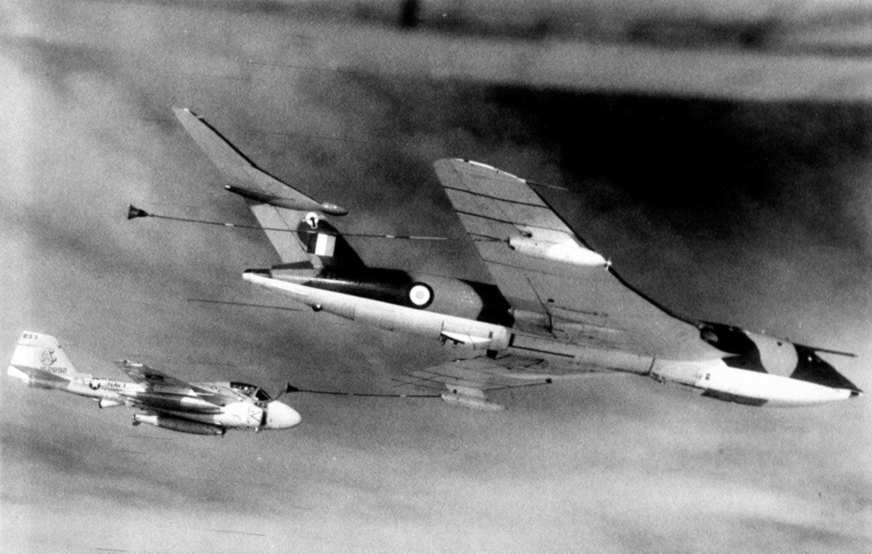
Handley Page Victor podający paliwo maszynie Grumman A-6 Intruder

17 grudnia 1947 roku do swojego dziewiczego lotu wzbił się bombowiec Boeing B-47 Stratojet, który stał się podstawową siłą uderzeniową SAC. Jego głównym zadaniem był atak na Związek Radziecki w przypadku kiedy Zimna Wojna zamieniłaby się w wojnę prawdziwą. Tłokowe KB-29P nie za bardzo nadawały się do współpracy z napędzanymi sześcioma silnikami turboodrzutowymi B-47. Silniki odrzutowe pochłaniały ogromne ilości paliwa, różnica prędkości pomiędzy obydwiema maszynami była za duża, jak również odrzutowe bombowce operowały na dużo większej wysokości, niż tłokowe tankowce. Sytuacji nie poprawiło również wprowadzenie do linii w latach 50. tankowców KC-97, maszyn opartych na płatowcu transportowym Boeing C-97 Stratofreighter, które również napędzane były silnikami tłokowymi. Pierwszy z nich znalazł się na wyposażeniu 306th Air Refueling Squadron 14 lipca 1951 roku. Łącznie SAC otrzymał 811 egzemplarzy wszystkich wersji KC-97. Sytuacji nie poprawiło również wprowadzenie do użycia wersji KC-97L z dwoma podwieszonymi pod skrzydłami silnikami odrzutowymi J47, dzięki którym wzrosła prędkość tankowca. W 1955 roku SAC otrzymała pierwsze, ośmiosilnikowe bombowce Boeing B-52 Stratofortress. Samoloty, w których projekcie uwzględniono atakowanie celów w Związku Radzieckim według profilu lotu z tankowaniem w powietrzu. Pobieranie paliwa przez B-52 z KC-97 zmuszało jednak bombowiec do obniżenia pułapu, a sama procedura tankowania przebiegała z wypuszczonym podwoziem i wysuniętymi klapami B-52, który dzięki temu mógł utrzymać się na zadanej wysokości z minimalną sterownością. Po zatankowaniu B-52 ponownie wzbijał się na pułap przelotowy, wykorzystując do tego właśnie co pobrane paliwo.
Podobną taktykę przyjęła Wielka Brytania, której siły bombowe miały dokonywać ataków jądrowych na terytorium ZSRR od północy. Taki profil misji zakładał tankowanie w powietrzu nad Morzem Norweskim. Aby tego dokonać brytyjskie Ministerstwo Lotnictwa podjęło decyzje aby V bomber, czyli strategiczne bombowce typu Vickers Valiant, Avro Vulcan i Handley Page Victor wyposażyć w instalacje do pobierania paliwa w locie. Odpowiednim samolotem cysterną dla odrzutowych bombowców musiała być również maszyna z napędem odrzutowym. Prace nad przystosowaniem pierwszego z serii V bomber, samolotu Valiant do pobierania paliwa w locie rozpoczęto już w 1951 roku. Próby instalacji rozpoczęto w Wielkiej Brytanii w 1955 roku. Tradycyjnie już firma Flight Refuelling Limited przystosowała dwa samoloty Canberra B2 (WH734 i WK143) do pełnienia roli tankowców za pomocą przewodu elastycznego, do odbioru paliwa przystosowano samoloty Meteor i Gloster Javelin (pierwsze odrzutowe myśliwce, seryjnie wyposażone w system pobierania paliwa w locie). 4 kwietnia 1957 roku, Duncan Sandys, minister obrony w rządzie Harolda Macmillana ogłosił białą księgę (Defence White Paper), raport, w którym nakreślił przyszłość lotnictwa bojowego. Prognozując, iż to pociski rakietowe będą dominującą bronią na polu walki, a w związku z tym klasyczne samoloty bojowe stracą swoją rację bytu. Konsekwencją podjętych decyzji było zahamowanie dalszych prac. Pomimo tego, w 1958 roku rozpoczęto formowanie pierwszego dywizjonu powietrznych tankowców No. 214 Squadron RAF (214 Dywizjonu RAF stacjonującego w Marham). Samolotem dedykowanym do tej roli został Vickers Valiant, który po umieszczeniu w komorze bombowej zbiornika mieszczącego 45 500 litrów paliwa oraz instalacji do przetaczania mógł zaopatrywać jeden tankujący samolot. W 1962 roku dywizjon formalnie został przemianowany na Flight Refuelling Tanker Squadron. Różnica w tempie pobierania paliwa pomiędzy systemem ze sztywnym przewodem a przewodem elastycznym została rozwiązana w ten sposób, iż zwiększono ciśnienie pod jakim przetaczano paliwo. Pozwoliło to uzyskać szybkość pobierania nieodbiegającą od maszyn wyposażonych w sztywny przewód. W kwietniu 1962 roku gotowość operacyjną uzyskał kolejny dywizjon również wyposażony w Valianty, No. 90 Squadron RAF (90 Dywizjon z bazy RAF Honington). Istniały plany organizacji trzeciego dywizjony Valiantów w roli latających cystern. Jednak w listopadzie 1962 roku podjęto decyzje aby kolejna z tego typu jednostek wyposażona była w samoloty Handley Page Victor. Była to o tyle trafna decyzja, iż zmieniono taktykę nalotów. Obowiązująca w latach 50. zakładała „wysoko i szybko”. Na początku lat 60. zdano sobie sprawę, że nie uchroni to przed wykryciem i przeciwdziałaniem ze strony nieprzyjacielskiej obrony wyposażonej w rakietowe pociski przeciwlotnicze. Tym samym teraz, miano latać nisko, tuż nad ziemią. Miało to zapewnić możliwość skrytego podejścia do celów. Valianty projektowane były do lotów na dużych wysokościach. Loty na niskim pułapie, w turbulentnym środowisku spowodowały wykrycie w 1964 roku w strukturze płatowca pęknięć wywołanych zmęczeniem materiału. W konsekwencji w 1965 roku wstrzymano loty wszystkich Valiantów. Tym samym z dnia na dzień RAF pozbawiony został wsparcia ze strony powietrznych tankowców. W zaistniałej sytuacji do tej roli przystosowane samoloty Handley Page Victor.

## Który system jest lepszy

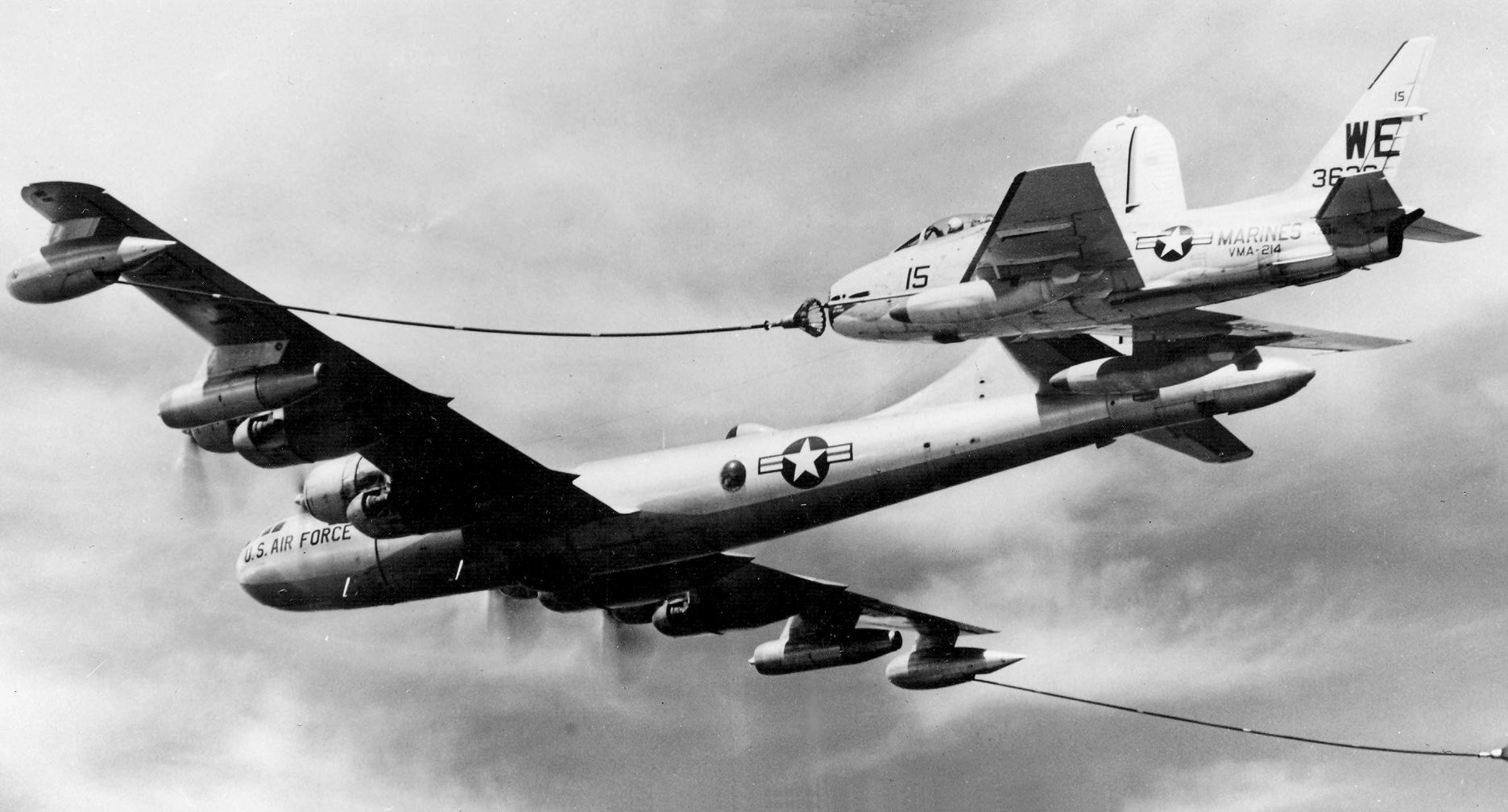
KB-50J podaje paliwo maszynie FJ-4B

SAC, po pierwszych doświadczeniach z systemem z elastycznym przewodem, swoją flotę tankowców oparła jednak o samoloty ze sztywnym bomem i taki system promowany był przez SAC oraz jej głównodowodzącego, generała Curtisa LeMaya. Inaczej jednak sytuacja przedstawiała się w drugim z filarów, na których opierały się amerykańskie siły powietrzne, utworzonym w 1946 roku Tactical Air Command (TAC). TAC skłaniała się w kierunku systemu z elastycznym przewodem. Za takim wyborem przemawiały większa prostota systemu, mniejsze koszty budowy tankowców oraz brak potrzeby szkolenia dodatkowego personelu latającego, odpowiedzialnego za obsługę sztywnych bomów. Równie ważnym elementem decydującym za takim wyborem była również sytuacja w siłach powietrznych państw europejskich, które skłaniały się również w kierunku systemu z przewodem elastycznym. Zatem wybór takiego rozwiązania, zapewniałby możliwość współdziałania amerykańskich tankowców z samolotami pozostałych państw NATO, jak również taktycznych maszyn US Air Force z europejskimi tankowcami. W odróżnieniu od maszyn SAC, piloci samolotów myśliwskich i szturmowych należących do Tactical Air Command nie mieli problemów w manewrowaniu swoimi niewielkimi w porównaniu do ciężkich bombowców SAC maszynami w celu trafienia w wąż podający paliwo. Na początku lutego 1951 roku w Offutt Air Force Base przeprowadzono próby porównawcze obydwu systemów, które potwierdziły, iż załogi bombowców zdecydowanie lepiej radziły sobie z pobieraniem paliwa z latających cystern ze sztywnym przewodem w odróżnieniu od pilotów jednoosobwych samolotów, preferujących cysterny z przewodem elastycznym. 11 lipca 1952 roku, United States Air Force Research and Development Command zarekomendowała do użycia w siłach powietrznych metody z elastycznym wężem. Zwrócono uwagę iż koszt systemu z elastycznym przewodem jest o połowę niższy niż z przewodem sztywnym, mniej czasu pochłania wyszkolenie załogi tankowca, system jest bezpieczniejszy w użyciu, dzięki modyfikacjom istnieje możliwość zwiększenia tempa podawania paliwa poprzez system z elastycznym przewodem. Miesiąc później, 13 sierpnia 1952 roku, Roswell Gilpatric, podsekretarz sił powietrznych (United States Under Secretary of the Air Force) zatwierdził system jako obowiązujący w US Air Force. W marcu 1954 roku TAC sformowało swoje pierwsze dwa dywizjony powietrznych tankowców. Na ich wyposażeniu znalazły się maszyny KB-29P. Pod koniec lat 50. TAC zaczęło przejmować wycofywane ze Strategic Air Command samoloty Boeing B-50 Superfortress, które zmodernizowano do pełnienia roli latających tankowców z elastycznymi wężami. Tak zmodyfikowane maszyny, oznaczone jako KB-50J posiadały trzy punkty tankowania. Jeden pod kadłubem, a dwa pozostałe pod skrzydłami. Maszyny zaczęły wchodzić do floty TAC w 1958 roku. Wybór systemu z elastycznym przewodem jako obowiązującego dla całych sił powietrznych nie był jednak ostateczny. Wraz z pojawieniem się taktycznych maszyn Lockheed F-104 Starfighter i Republic F-105 Thunderchief stało się jasne, że dalsze zaopatrywanie samolotów odrzutowych z tłokowych tankowców jest już niemożliwe. Do marca 1965 roku TAC wycofała wszystkie swoje tankowce z elastycznym przewodem. Tym samym, jedyną amerykańską latającą cysterną został wprowadzony do służby w 1957 roku w SAC Boeing KC-135 Stratotanker ze sztywnym przewodem. 14 lipca 1958 roku siły powietrzne podjęły decyzję, iż obowiązującym systemem zaopatrywania samolotów w paliwo w powietrzu będzie system ze sztywnym przewodem zmuszając tym samym TAC do przystosowania swoich maszyn do sztywnego bomu.
Oprócz systemów z elastycznym przewodem i sztywnym przewodem, stosowany był w przeszłości na małą skalę w ZSRR system tankowania za pomocą węża elastycznego, łączącego skrzydła samolotów (skrzydło-skrzydło), w którym przewód wypuszczany ze skrzydła jednego samolotu był automatycznie podchwytywany i kotwiczony na skrzydle drugiego, m.in. na samolotach Tu-16.

## Narodziny symbolu

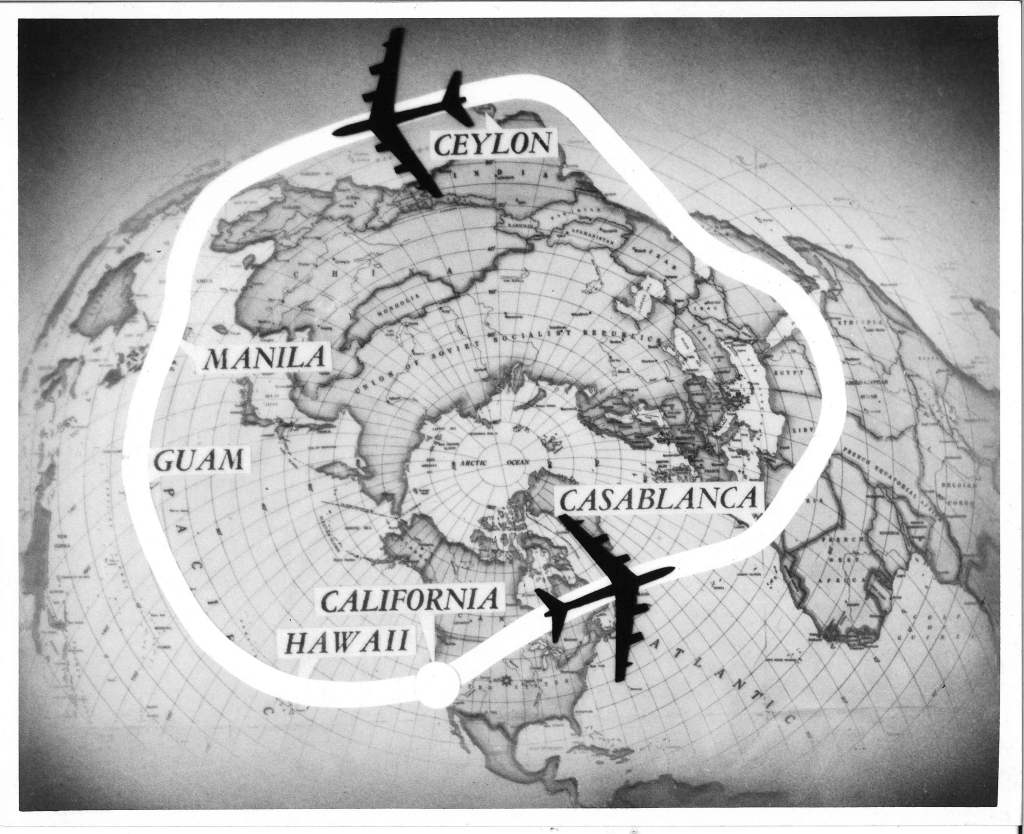
Trasa przelotu B-52B w ramach operacji Power Flite

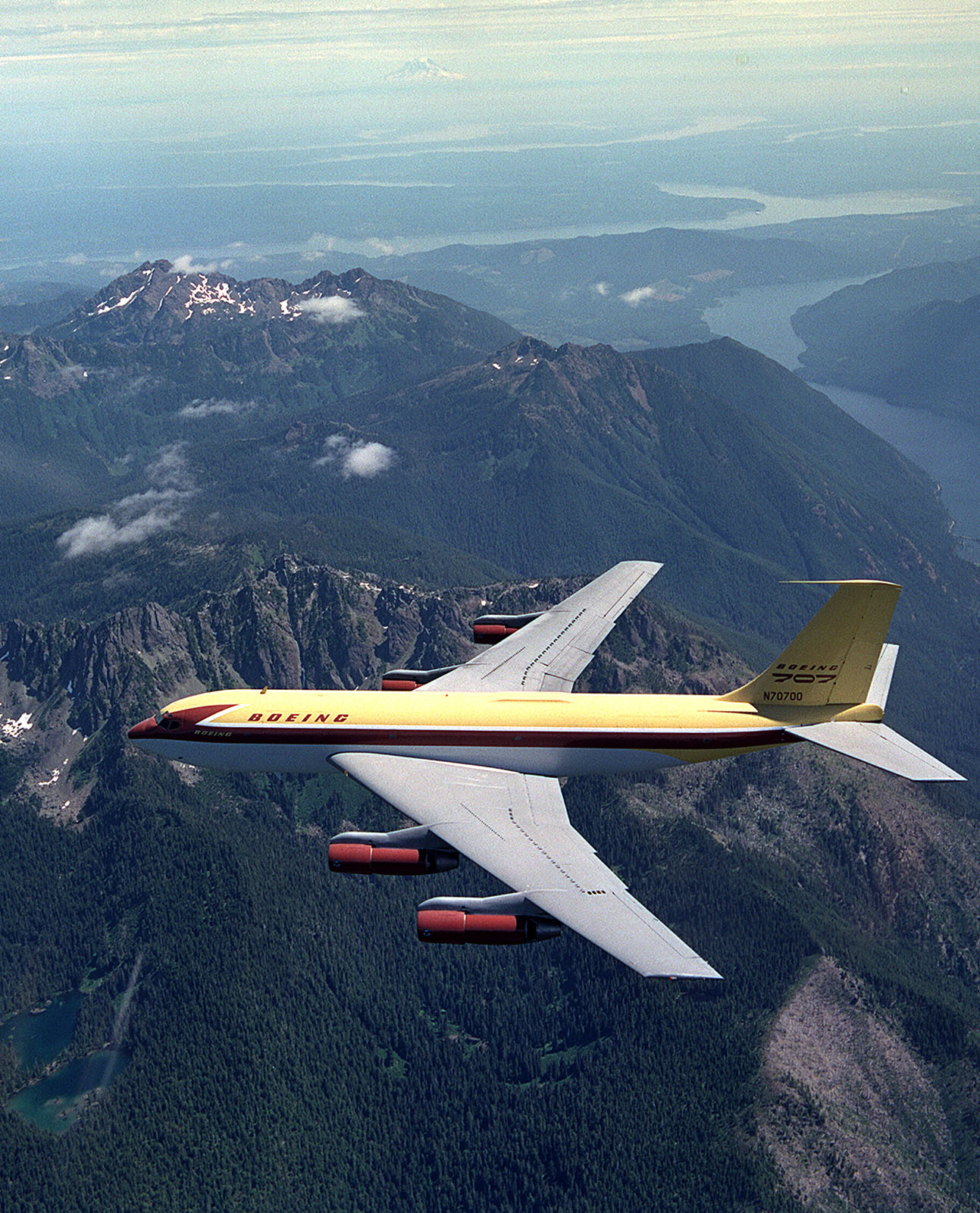
Boeing 367-80 znany jako Dash 80

W 1957 roku SAC zorganizowało operacje Power Flite, która polegała na wysłaniu trzech samolotów B-52 w lot dookoła świata trwający non-stop 45 godzin i 19 minut. Operacja była demonstracją siły i możliwości SAC do wykonywaniu zadań gdziekolwiek na świecie. Był to również pierwszy lot samolotów z napędem odrzutowym dookoła świata. Lot trzech maszyn zabezpieczało 78 latających cystern KC-97. Uzyskane podczas trwania operacji dane wskazywały, że dwie maszyny KC-97, są w stanie zabezpieczyć jedynie 26% zapotrzebowania jednego B-52 na paliwo. Dłużej nie można było czekać na nowy tankowiec. Propozycja zmodyfikowania przez Boeinga turbośmigłowych KC-97 do użycia napędu odrzutowego została przez siły powietrzne odrzucona. Podobny los spotkał propozycje Douglasa i jego XC-132 napędzany silnikami turbośmigłowymi.
W 1954 roku ogłoszono konkurs na projekt i budowę nowej latającej cysterny z napędem odrzutowym. Do prac zaproszono firmy Boeing, Convair, Douglas, Fairchild, Lockheed i Martin. Pomimo tego, iż wybór nowego samolotu miał odbyć się w warunkach konkursu, jedna z wytwórni była daleko przed swoimi konkurentami.
W 1952 roku Boeing podjął decyzje o samodzielnym zaprojektowaniu i zbudowaniu nowego samolotu z napędem odrzutowym, przeznaczonego na rynek cywilny i wojskowy. Decyzja ta było o tyle ryzykowna, iż firma nie dysponowała zamówieniami ze strony linii lotniczych, wyposażonych w doskonałe samoloty z napędem tłokowym ani zamówieniami ze strony wojska. Wszystkie koszty ponosił Boeing, który wyasygnował na ten cel sumę 16 mln dolarów. 15 lipca 1954 roku w powietrze wzbiła się maszyna oznaczona jako Boeing 367-80, a nieoficjalnie znana jako Dash 80. Pomimo tego, że siły powietrzne nie brały udziału w pracach nad samolotem to z uwagą przyglądały się nowej konstrukcji. Zadbał o to sam Boeing ogłaszając, iż nowa maszyna idealnie spełnia wymagania na nową latającą cysternę z napędem odrzutowym. Doskonałe wrażenie jakie wywarł samolot Boeinga było powodem, dla którego jeszcze przed zakończeniem konkursu, w sierpniu 1954 roku SAC ogłosiło zakup 29 maszyn Boeinga oznaczonych jako 367-138B, a następnie jako Model 717, które zapewnią SAC dostęp do odrzutowych tankowców w okresie przejściowym do czasu wyłonienia zwycięzcy konkursu. W zaistniałej sytuacji, dla wszystkich stało się jasne, że to Boeing i jego KC-135 Stratotanker bo takie wojskowe oznaczenie otrzymała nowa konstrukcja, jest już „nieoficjalnym” zwycięzcą. W sytuacji kiedy projekty pozostałych firm biorących udział w konkursie pozostawały jeszcze na papierze, samolot Boeinga już latał i przeprowadził również próby z atrapą sztywnego przewodu przeznaczonego do tankowania. Istotnie, w lutym 1955 roku zwycięzcą konkursu ogłoszono konstrukcję Lockheeda, która przynajmniej na papierze miała większe możliwości niż KC-135 dzięki większej masie i wymiarach. Zaakceptowano również zakup kolejnych „przejściowych” KC-135 mających na celu zapewnienie możliwości operacyjnych SAC do czasu wprowadzenie do służby samolotu Lockheeda. Oczywiste było, iż sił powietrznych nie będzie stać na utrzymywanie dwóch równorzędnych typów samolotów przeznaczonych do wypełniania tych samych zadań. Tym samym jedynym samolotem, zapewniającym bombowcom SAC zdolność do atakowania celów na całym świecie stał się KC-135.

## KC-135
18 lipca 1956 roku pierwszy KC-135A Stratotanker (o numerze seryjnym 55-3118) został wytoczony (roll-out) z hali zakładów Boeinga w Renton (niektóre źródła podają, że miało to miejsce 20 lipca). Uroczystość zbiegła się z ukończeniem ostatniego egzemplarza KC-97. Maszynie nadano nawę własną „City of Renton”, a matką chrzestną samolotu została żona burmistrza Renton. Chrztu dokonano dość niezwykłą jak na tego typu zwyczaje butelką pełną wody z pobliskiej rzeki. 31 sierpnia 1956 roku maszyna wzbiła się do swojego pierwszego lotu. Za sterami samolotu siedzieli Richard L. „Dix” Loesch i Alvin M. Johnston. Po locie trwającym godzinę i 19 minut samolot wylądował na lotnisku Boeinga w Seattle. 28 czerwca 1957 roku Boeing dostarczył pierwszy egzemplarz KC-135A (niektóre źródła podają, iż miało to miejsce w kwietniu tego samego roku). Maszyna trafiła do 93rd Air Refueling Squadron. Do końca roku samoloty weszły również w skład 42nd Air Refueling Squadron, 99th Air Refueling Squadron i 4050 th Air Refueling Wing. Nie obyło się bez problemów, zastosowane w samolocie silniki J57-43W okazały się być za słabe, zwłaszcza gdy samolot operował z pełnym obciążeniem, a działo się tak w przypadku startów alarmowych. Kolejnym problemem był użyty w samolocie sztywny przewód, który był zaadaptowanym bomem z samolotu KC-97. Operator bomu miał duże trudności z operowaniem nim przy dużych prędkościach. Urządzenie sprawdzało się doskonale przy prędkościach z jakimi podawano paliwo z turbośmigłowego KC-97, ale większa prędkość odrzutowego KC-135A zmniejszała sprawność usterzenia ramienia wysięgnika tym samym utrudniając sterowanie nim. Było to powodem ograniczenia prędkości tankowania do 415 km/h. Poradzono sobie z tym opracowując ramię przystosowane do wyższych prędkości (high speed boom) umożliwiające podawanie paliwa z prędkością rzędu 900 km/h. High speed boom nie sprawdzał się jednak przy mniejszych prędkościach, zatem przy operacjach, w których uczestniczyły samoloty o mniejszych osiągach, pozostawiono możliwość instalacji na KC-135 wysięgnika określanego mianem low speed boom. Problem z niewystarczająco mocnym silnikiem został rozwiązany dopiero w latach 80. XX wieku kiedy to część floty KC-135 wyposażono w nowe jednostki napędowe Pratt & Whitney TF-33-PW-102, a pozostałe samoloty w CFM International CFM56. W grudniu 1964 roku, po dziewięciu latach produkcji z linii montażowej zszedł ostatni, 732 KC-135A, samoloty które na długo stały się symbolem latających cystern.

## Advanced Tanker Cargo Aircraft

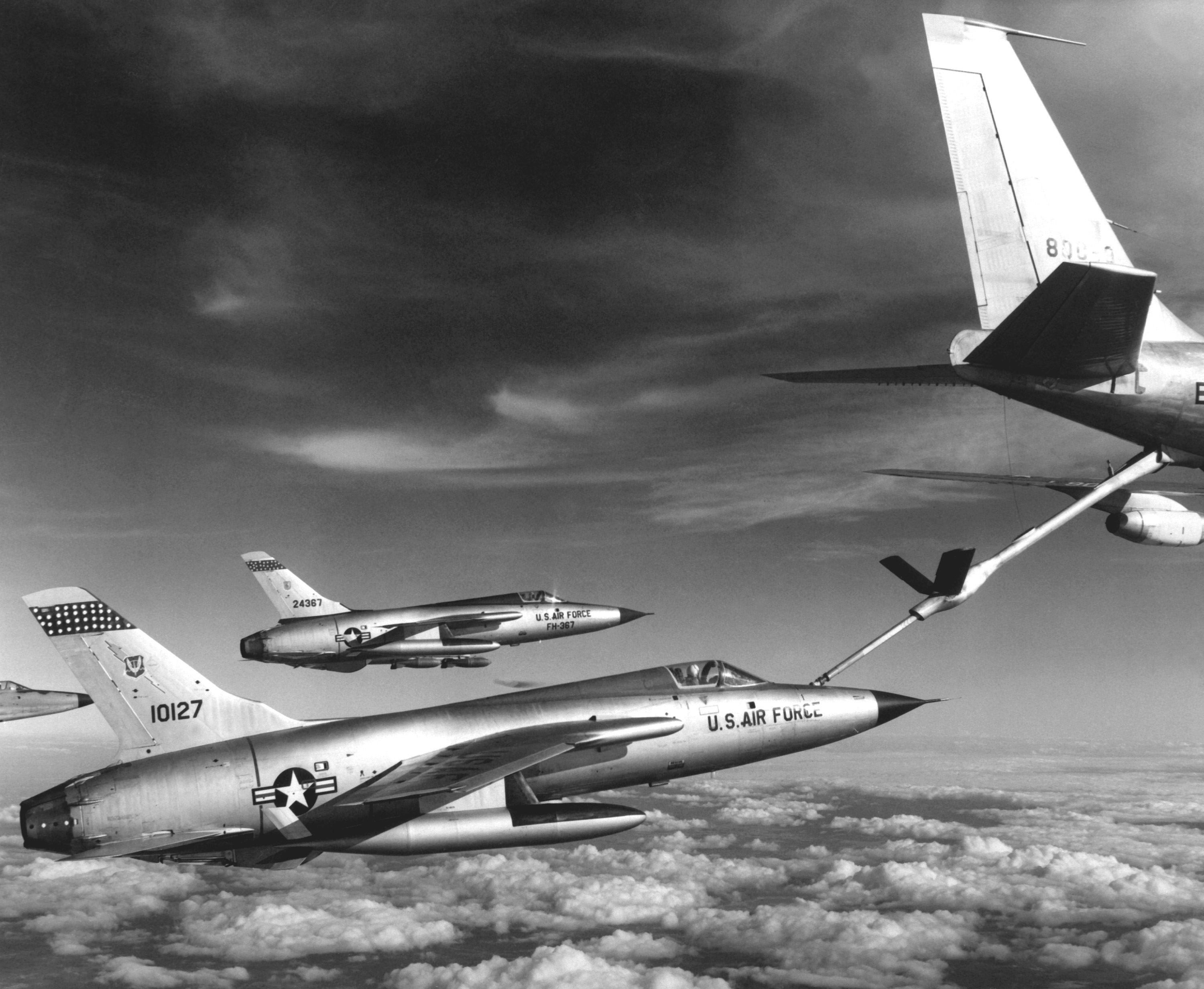
F-105D Thunderchief pobierający paliwo podczas akcji nad Wietnamem

Pierwszym większym konfliktem, w którym przyszło działać KC-135 była wojna w Wietnamie. Już w 1961 roku KC-135 rozpoczęły operacje wspierające inne samoloty nad Wietnamem. Pierwszą z nich była operacja Pipe Stem, w której tankowce zabezpieczały loty rozpoznawcze prowadzone nad terytorium Wietnamu przez samoloty RF-101C Voodoo. KC-135 podawały również paliwo samolotom dokonującym transoceanicznych przelotów pomiędzy terytorium Stanów Zjednoczonych a bazami ulokowanymi w południowo-wschodniej Azji. Pierwsza misja tankowców zabezpieczających operację bojową odbyła się 9 czerwca 1964 roku kiedy to cztery KC-135 podawały paliwo dziewięciu North American F-100 Super Sabre biorących udział w akcji nad Laosem. Tak jak w przypadku zabezpieczenia operacji prowadzonych z użyciem B-52 lub taktycznych F-4 i F-105 nie było problemu z użyciem sztywnego wysięgnika podającego paliwo, w przypadku starszych samolotów takich jak F-100, F-104 czy EB-66, przystosowanych do tankowania z elastycznego węża musiano zastosować inne rozwiązanie. Wykorzystano sztywny boom, na którego końcu zainstalowano elastyczną końcówkę z koszem (boom drogue adapter units), do którego swoje sondy do pobierania paliwa kierowały samoloty przystosowane do tego typu systemu. Dzięki takiemu rozwiązaniu, KC-135 mogły wspomagać nie tylko maszyny należące do Tactical Air Command, ale również samoloty marynarki i piechoty morskiej. Kolejnym problemem z jakim musiały zmagać się KC-135 był klimat. Gorący i wilgotny klimat zwrotnikowy południowo-wschodniej Azji zmniejszał sprawność i moc używanych silników J57. Do stycznia 1973 roku kiedy to w Paryżu podpisano porozumienie pokojowe kończące militarną obecność Stanów Zjednoczonych w Wietnamie, KC-135 wykonały 194 687 misji, uzupełniając paliwo 813 878 razy. Doświadczenia zdobyte podczas eksploatacji samolotów, skłoniły SAC do rozpoczęcia w czerwcu 1967 roku poszukiwań nowych powietrznych cystern. Program znany jako Advanced Tanker Cargo Aircraft (ATCA – Zaawansowany Samolot Transportowo-Tankujący). zakładał pozyskanie samolotów zdolnych nie tylko do wypełniania zadań latających cystern, ale również misji transportowych. Pod koniec 1969 roku Air Force Systems Command rekomendowała do wykorzystania samoloty Boeing 747 lub Lockheed C-5 Galaxy z kolei Departament Sił Powietrznych (United States Department of the Air Force) skłaniał się w kierunku modernizacji wykorzystywanych KC-135. W połowie 1972 roku Boeing zaprezentował swoją wersję Boeinga 747 przystosowaną do podawania paliwa z wykorzystaniem sztywnego łącza i górnym pokładem przeznaczonym dla przewożonych ładunków. Potencjalny KC-5 Galaxy miał mieć zainstalowany sztywny, podkadłubowy wysięgnik oraz dwa podskrzydłowe zasobniki z elastycznymi wężami.

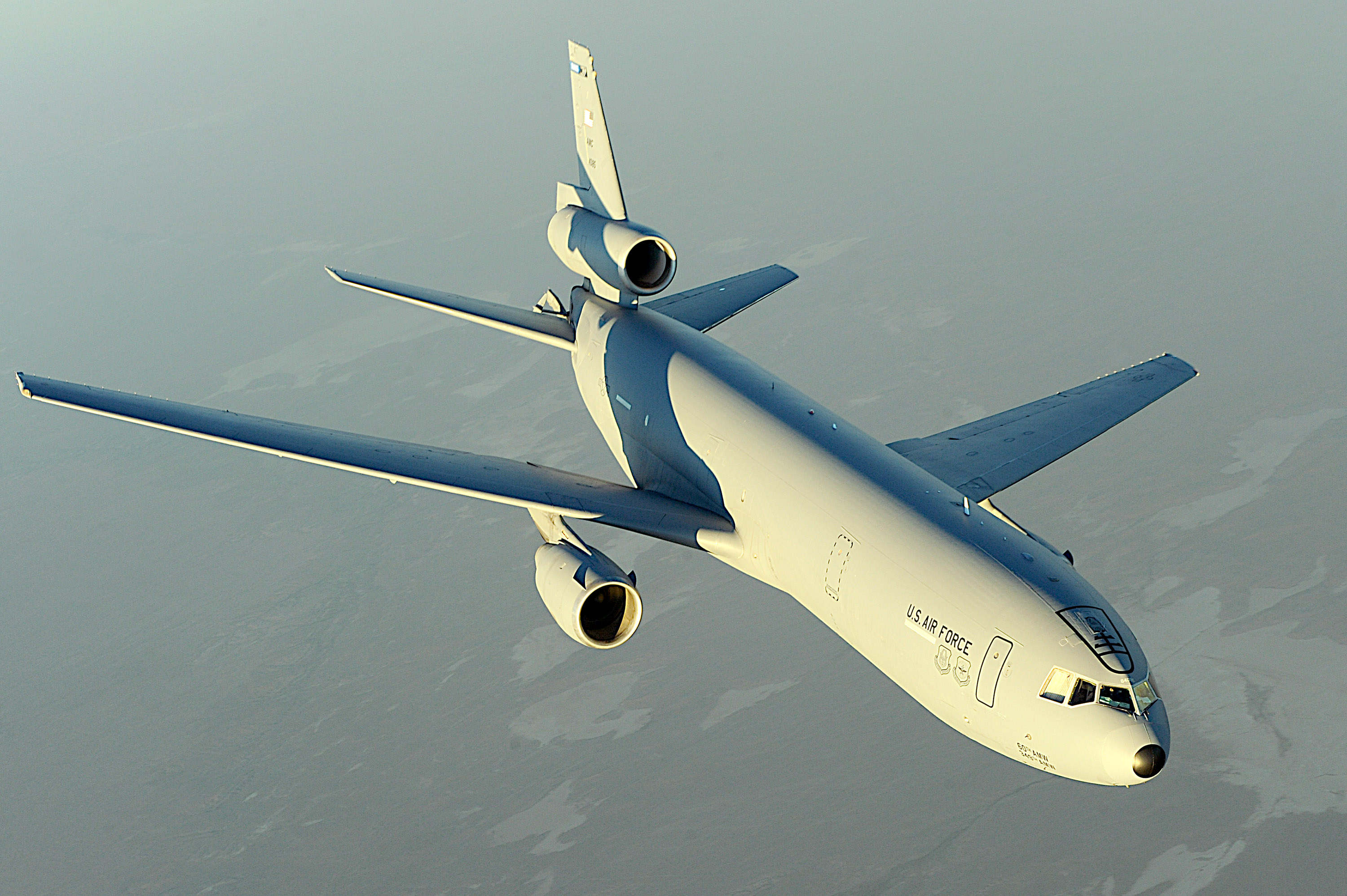
KC-10 Extender

W październiku 1973 roku wybuchła wojna Jom Kipur, Izrael został zaatakowany przez współdziałające ze sobą wojska Egiptu i Syrii. W ramach operacji znanej pod kryptonimem Nickel Grass Stany Zjednoczone udzieliły Izraelowi znaczącej pomocy militarnej polegającej na dostarczeniu na Bliski Wschód ponad 22 tys. ton zaopatrzenia. Czołgów, dział, amunicji, części zamiennych. Wszystko to przewiozły na swoich pokładach podlegające dowództwu Military Airlift Command (MAC) samoloty Lockheed C-141 Starlifter i C-5 Galaxy. Używane w operacji C-141A nie miały możliwości pobierania paliwa w locie, a C-5 obsługiwane były przez załogi, których wyszkolenie zostało uznane za niewystarczające do tankowanie samolotów w powietrzu. Przy braku zgody amerykańskich sojuszników w Europie na udostępnienie własnych lotnisk do uzupełnienia paliwa, dopiero decyzja Portugalii zezwalającej na skorzystanie z jej bazy na Azorach pozwoliła amerykanom na przeprowadzenie operacji. Zaangażowane zostały również KC-135, również korzystające z bazy na Azorach, ale ich udział ograniczył się do zabezpieczenia przelotu samolotów A-4 i F-4 bezpośrednio z terytorium USA do Izraela. Przebieg operacji oraz wcześniejsze doświadczenia w działaniach nad Wietnamem, uwypukliły problemy z realizacją zadań transportowych na duże odległości w oddaleniu od własnych baz. 15 grudnia 1973 roku SAC przedstawił nowe wymagania jakie powinna spełniać maszyna pozyskana w ramach programu ATCA. Obok roli latającej cysterny zdolnej do zaopatrywania w paliwo obecnych i przyszłych bombowców SAC, samolotów MAC miały być równie zdolne do transportu przerzucanego wyposażenia. Zakładano również, że nowy samolot będzie oparty na cywilnej konstrukcji pasażerskiego samolotu szerkokadłubowego. Wśród rozpatrywanych kandydatur znalazły się samolotu C-5 Galaxy, McDonnell Douglas DC-10, Boeing 747 i Lockheed L-1011. Jako że produkcję C-5 zakończono w 1973 roku, a Lockheed nie dysponował wówczas towarową wersją L-1011 i nie był zainteresowany uczestnictwem w konkursie, jedynie DC-10 i 747 brane były pod uwagę jako przyszłe samoloty Tanker Cargo. Na przełomie 1973 i 1974 roku program został znaczenie przyspieszony, a Boeing zyskał wsparcie w osobie Jamesa R. Schlesingera, sekretarza obrony, który 22 listopada 1974 roku rekomendował jak najszybsze przystosowanie sześciu samolotów 747 do wersji ATCA. Boeing zaoferował 747 MF/T (Military Freighter/Tanker), wyposażony w sztywny, podkadłubowy wysięgnik oraz dwa podskrzydłowe zasobniki z elastycznymi przewodami. Górny pokład samolotu miał służyć do przewożenia ładunków lub żołnierzy. Tak zmodyfikowana maszyna wzięła udział w próbnych, zakończonych sukcesem tankowaniach samolotów General Dynamics F-111, B-52, Lockheed SR-71 Blackbird. Tymczasem 6 listopada 1976 roku Sekretarz Obrony Donald Rumsfeld wydał zgodę na budowę prototypu McDonnella Douglasa. 19 grudnia 1977 roku ogłoszono ostateczną decyzję, nową latającą cysterną z możliwością przewożenia ładunków została konstrukcja oparta na płatowcu DC-10, oznaczona jako KC-10 Extender. Wśród decydujących o wyborze elementów wymieniono zdolność do startu KC-10 z maksymalną masą startową z krótszych pasów, z których równie obciążony 747 nie mógł korzystać. 14 grudnia 1979 ukończono pierwszy egzemplarz KC-10A wybudowany na bazie DC-10-30CF. Maszynę oblatano 12 lipca 1980 roku, a w marcu 1981 roku dostarczono do Barksdale Air Force Base w Luizjanie. Pierwsze zamówienie opiewało na 12 egzemplarzy, w sumie wybudowano 60 maszyn, jedna z nich, egzemplarz o numerze 82-0190 spłonął 17 września 1987 roku. Ostatni KC-10 dostarczono do US Air Force 29 listopada 1988 roku. Był to zarazem pierwszy Extender wyposażony w podskrzydłowe zasobniki Cobham Mk.32B z elastycznymi przewodami. W sumie do przenoszenia zasobników przystosowano 20 samolotów.

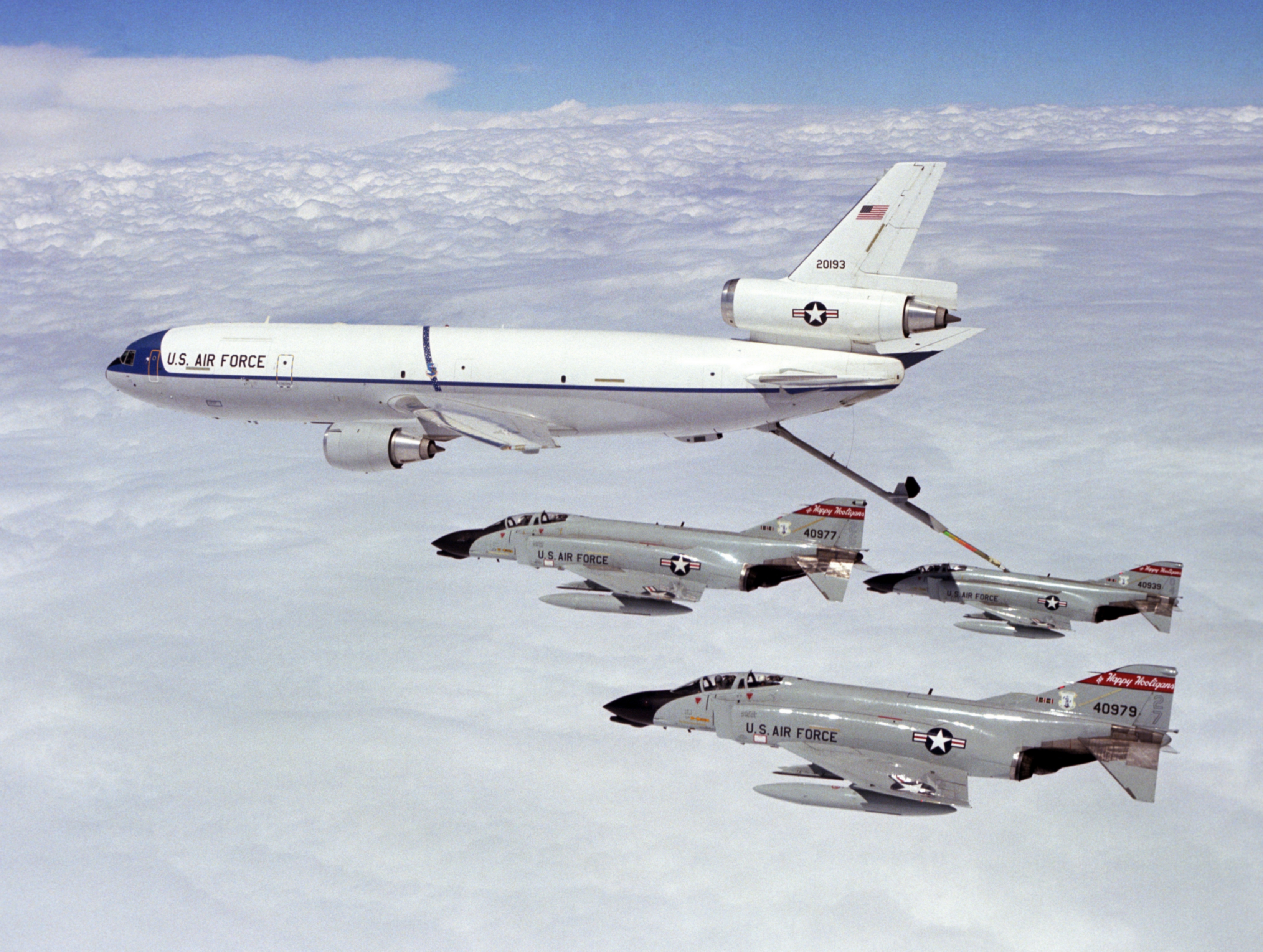
F-4D pobierający paliwo od KC-10A (1985 rok)

Swoją skuteczność KC-10 zaprezentowały podczas operacji El Dorado Canyon. 5 kwietnia 1986 roku w dyskotece La Belle w Berlinie Zachodnim wybuchła bomba. Lokal był częstym miejscem odwiedzin amerykańskich żołnierzy stacjonujących w mieście. W wyniku ataku śmierć poniosły dwie osoby w tym dwóch Amerykanów, a dalszych 229 odniosło rany. Zamach zorganizowali i przeprowadzili libijscy agenci Muammara Kaddafiego. Odwet administracji Ronalda Reagana nastąpił dziesięć dni później. W nocy z 14 na 15 kwietnia z baz położonych na terenie Wielkiej Brytanii wystartowały samoloty F-111F i EF-111A Raven. Celem nalotu była Libia. Z powodu odmowy Francji i Hiszpanii, które nie wyraziły zgody na przelot nad ich terytorium, samoloty musiały lecieć nad Zatoką Biskajską, okrążyć Półwysep Iberyjski i przelatując nad Cieśniną Gibraltarską polecieć w kierunku Libii. Samoloty miały do pokonania 2100 km w jedną stronę i drugie tyle podczas drogi powrotnej, odbywającej się po tej samej trasie. Udział w operacji samolotów z Wielkiej Brytanii byłby niemożliwy bez wsparcia KC-10 i KC-135. W drodze nad Libię F-111 po raz pierwszy pobierały paliwo w locie od KC-10 zaraz po starcie, drugie tankowanie miało miejsce w okolicach Gibraltaru, po wcześniejszym uzupełnieniu paliwa w KC-10 przez KC-135. Operacja tankowania była o tyle niebezpieczna, że odbywała się w nocy i przy zachowaniu całkowitej ciszy radiowej, a niektóre załogi F-111 przeprowadzały manewr pobierania paliwa od KC-10 po raz pierwszy w swej służbie. Po akcji, F-111 zatankowane zostały ponownie w okolicach Sycylii. Od ataku na Libię, KC-10 wykorzystywane są we wszystkich konfliktach, w jakie zaangażowane były siły powietrzne Stanów Zjednoczonych Ameryki. W 1995 roku drugim po USA użytkownikiem KC-10 została Holandia. Holenderskie samoloty otrzymały oznaczenie KDC-10.
Wszystkie 59 KC-10 służy do dziś w US Air Force. W 2010 roku siły powietrzne podpisały kontrakt z Boeingiem, dzięki któremu zmodernizowane zostaną systemy komunikacyjne i nawigacyjne wszystkich KC-10. Dzięki temu, samoloty będą mogły swobodnie operować w cywilnej przestrzeni powietrznej, w ramach nowych, obowiązujących od 2015 roku przepisów narzuconych przez Organizację Międzynarodowego Lotnictwa Cywilnego i Federal Aviation Administration.
Wraz z rozpoczęciem prac nad pasażerskim McDonnell Douglas MD-11, McDonnell Douglas zaproponował również budowę wersji wojskowej, latającej cysterny zdolnej podobnie jak KC-10 do przewożenia towarów i wyposażenia, oznaczonej wstępnie jako KMD-11. Maszyna miała w przyszłości stać się następcą KC-135. Wraz z zakończeniem prac nad pasażerskim MD-11, cały projekt wersji wojskowej nie był dalej rozwijany.

## Po drugiej stronie Żelaznej Kurtyny

### Początki
Pierwsze eksperymentalne przetaczanie paliwa w Związku Radzieckim z jednego do drugiego samolotu podczas lotu odbyło się w 1931 roku. Instytut Naukowo-Badawczy Sił Powietrznych (NII WWS/Научно-испытательный институт ВВС РККА) zmodyfikował do tego celu dwupłatową maszynę R-5 do pełnienia roli latającego zbiornikowca. Autorem projektu był rosyjski inżynier i pilot Paweł Grochowski (Павел Игнатьевич Гроховский). Pobierającym paliwo samolotem został zmodyfikowany bombowiec TB-1. Podczas lotu, R-5 wypuszczał elastyczny wąż, który przechwytywany był ręcznie przez członka załogi bombowca i umieszczany w zbiorniku paliwa. Dzięki tej metodzie TB-1 podczas jednego z lotów utrzymał się w powietrzu przez 25 godzin. Eksperymentalna metoda nie była rozwijana aż do drugiej połowy lat 40. XX wieku, kiedy na uzbrojenie weszły pierwsze radzieckie samoloty z napędem odrzutowym. Podczas pierwszomajowej defilady w Moskwie w 1947 roku, nad Placem Czerwonym przeleciało 50 odrzutowych Jak-15. Nie byłoby w tym nic niepokojącego, gdyby nie fakt, iż dysponujące praktycznym zasięgiem zaledwie ok. 300 km maszyny mogły utrzymać się w powietrzu w szyku przez około 30 minut. Przelot musiał być starannie zaplanowany aby starczyło paliwa na cały lot. W 1948 roku zadanie opracowania instalacji uzupełniania paliwa w powietrzu otrzymał Władimir Siergjejewicz Wachmistrow (Владимир Сергеевич Вахмистров). Opracował on system oparty na brytyjskim rozwiązaniu firmy Flight Refuelling Limited z elastycznym wężem. Dość skomplikowany układ zakładał połączenie w powietrzu dwóch lin wypuszczonych z maszyny pobierającej paliwo oraz latającej cysterny, a następnie przeciągnięciu po połączonych linach węża z tankowca i połączeniu go z odbiorcą paliwa. Przeprowadzono badania w locie opracowanego systemu, wykorzystując do tego celu maszyny Tu-2 i Tu-4.

### Metoda skrzydło w skrzydło

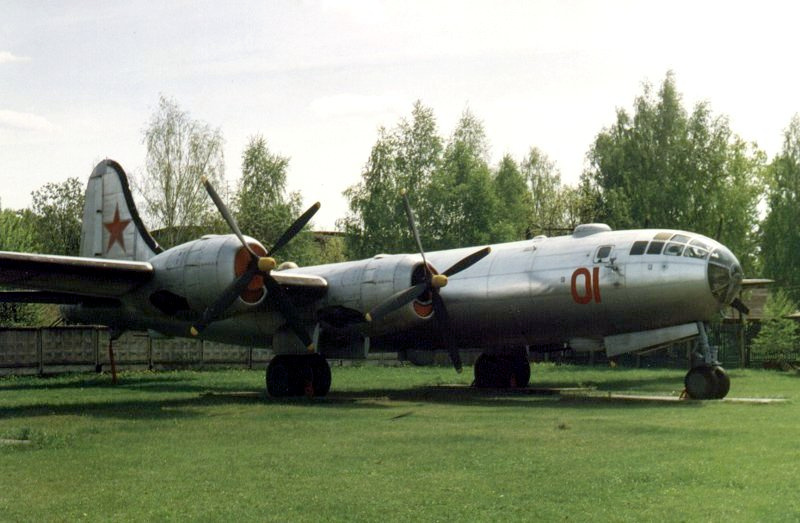
Radziecka kopia B-29, bombowiec Tu-4

Podobną metodę opracowali również piloci doświadczalni Igor Szelest (Игорь Иванович Шелест) i Wiktor Wasianin (Виктор Сергеевич Васянин). Obaj byli autorami przyjętej przez lotnictwo Związku Radzieckiego metody tankowania skrzydło w skrzydło (крыло – крыло). Makietę opracowanego przez pilotów urządzenia zamontowano na dwóch, specjalnie do tego celu zmodernizowanych samolotach Tu-2, z których jeden pełnił rolę samolotu pobierającego paliwo, a drugi tankowca. 16 czerwca 1949 roku wykonano pierwsze udane połączenie wykorzystujące metodę skrzydło w skrzydło. W dalszej kolejności instalacje do pobierania paliwa zamontowano na doświadczalnym samolocie Jak-15. 6 czerwca 1945 roku w Związku Radzieckim podjęto decyzję o skopiowaniu amerykańskiego B-29 i uruchomieniu produkcji seryjnej tak powstałego samolotu, pierwszego radzieckiego bombowca strategicznego, który otrzymał oznaczenie Tu-4. Cztery lata później w 1949 roku obydwaj wynalazcy otrzymali zadanie zainstalowania systemu do pobierania paliwa na nowej maszynie. Tu-4 miał mieć możliwość pobierania paliwa w powietrzu, jak również pełnić rolę latającej cysterny. Podczas manewru tankowania w powietrzu, samolot pobierający paliwo leciał z przodu. Na końcu prawego skrzydła zainstalowany był zasobnik z liną, którą bombowiec wypuszczał. Lina zakończona była niewielkim spadochronem stabilizującym jej położenie w powietrzu oraz obciążona na końcu. Lecący za bombowcem tankowiec, manewrował tak aby przykryć swoim lewym skrzydłem wypuszczoną linę i zaczepić ją o zaczep znajdujący się na końcu lewego płata. Po zaczepieniu, lina wypuszczona z bombowca jest przez niego wciągana z powrotem, jednocześnie wyciągając elastyczny wąż z tankowca. W Tu-4 wąż podający paliwo umieszczony był płasko na całej długości krawędzi spływu, a nie nawinięty na bęben jak w przypadku seryjnych maszyn. Po wciągnięciu liny do skrzydła bombowca następowało podłączeni wyciągniętego z tankowca węża i przetaczano paliwo. W rozwiązaniu tym, cała odpowiedzialność za prawidłowe podłączenie obydwu samolotów i proces tankowania spoczywała na barkach załogi latającego tankowca odciążając załogę samolotu bombowego. System wprowadzono tylko na nielicznych samolotach Tu-4. Według niektórych źródeł do wersji samolotu – cysterny zmodernizowano 10 maszyn, a kolejne 10 Tu-4 przystosowano do pobierania paliwa w locie, wraz z wejściem na uzbrojenie maszyn Tu-16, podjęto decyzję o zaadaptowaniu również tych maszyn do roli latających cystern. Tak zmodyfikowane wersje samolotu otrzymały oznaczenie Tu-16Z. Dodatkowy zbiornik paliwa umieszczony był w komorze bombowej samolotu. Maszyny po zdemontowaniu instalacji do podawania paliwa w powietrzu mogły pełnić standardową rolę bombowca. W odróżnieniu od metody skrzydło w skrzydło zastosowanej na samolotach Tu-4, w przypadku Tu-16 to na barkach załogi maszyny pobierającej paliwo spoczywał obowiązek udanego przeprowadzenia całego manewru. Latająca cysterna wypuszczała przewód zakończony obciążnikiem i niewielkim, stabilizującym spadochronem, a samolot pobierający paliwo przykrywał go swoim skrzydłem, a następnie manewrował tak aby przewód ześlizgnął się wzdłuż płata i zaczepić go na jego końcu. Metoda była skomplikowana i wymagała od załogi bombowca doskonałego zgrania. Pilot praktycznie nie widział końcówki wypuszczonego przez tankowiec węża i manewrował maszyną tylko na podstawie wskazań swojego strzelca ogonowego. Do wersji Z przystosowano 114 maszyn Tu-16, a wycofano je na początku lat 90. XX wieku. Metodę skrzydło w skrzydło próbowano również zaadaptować dla lotnictwa taktycznego. W 1954 roku Artiom Mikojan i jego zespół przystosowali do pobierania paliwa samolot MiG-19. Odpowiedzialnymi za prace konstruktorami zostali inżynierowie A. Komissarow (А. И. Комиссаров) i współautor systemu skrzydło w skrzydło Igor Szelest. Takie rozwiązanie miało umożliwić samolotom eskorty towarzyszenie wyprawom bombowym. Specjalnie zmodernizowany do tego celu myśliwiec MiG-19, oznaczony jako SM-10 (СМ-10) wykonał serię zakończonych sukcesem prób tankowania w powietrzu. Instalacja do podawania paliwa w latającej cysternie pozostała bez zmian, z wyjątkiem zmniejszenia średnicy podającego paliwo przewodu. Badania ukończono w 1956 roku i maszyna miała zostać skierowana do produkcji seryjnej. Był to okres, w którym kręgi decyzyjne Związku Radzieckiego z Nikitą Chruszczowem na czele zdecydowanie większą wagę przywiązywali do międzykontynentalnych rakiet balistycznych niż lotnictwa strategicznego i projekt został anulowany.

### Burłak
Metoda tankowania w powietrzu skrzydło w skrzydło była niezwykle skomplikowanym sposobem uzupełniania paliwa, wymagająca od załóg doskonałego opanowania manewru. Wraz ze wzrostem prędkości biorących w nim udział maszyn, stało się jasne, że potrzebny jest zdecydowanie bardziej przyjazny pilotom sposób. W Związku Radzieckim metodę skrzydło w skrzydło zastąpiono klasyczną metodą elastycznego węża jednak droga jaką do tego doszli radzieccy konstruktorzy była zupełnie inna niż ich zachodni rywale. Potrzeba zapewnienia myśliwskiej eskorty samolotom bombowym widoczna była już w latach 30. XX wieku. Władimir Wachmistrow, twórca jednego z pierwszych w ZSRR systemów uzupełniania paliwa w locie był również autorem projektu „Zwieno” mającego na celu stworzenie powietrznego lotniskowca. Początkowy projekt opracowania latającego celu dla strzelców pokładowych, przerodził się w potężną konstrukcję samolotu maszyny określanej jako Zwieno Awiamatka, która składał się z nosiciela, samolotu TB-3, dwóch maszyn I-5 na jego płacie, dwóch maszyn I-16 podpiętych pod płatem i jednego samolotu I-Z podpiętego pod kadłubem TB-3. W okresie poprzedzającym napaść Niemiec na ZSRR, Wachmistrow zaprojektował kilka takich konstrukcji. Kilku z nich użyto podczas odpierania niemieckiej agresji. 22 lutego 1949 roku zapadła decyzja o budowie kolejnego systemu mającego umożliwić myśliwskiej eskorcie towarzyszenie bombowcom. Tym razem planowano zaprojektować układ holowania przez maszyny Tu-4 samolotów myśliwskich. Projekt otrzymał kryptonim Burłak, a pracami zajął się zespół konstrukcyjny OKB-115 Aleksandra Jakowlewa. Jakowlew był zaznajomiony z pracami prowadzonymi w Stanach Zjednoczonych nad samolotem McDonnell XF-85 Goblin, który umieszczany był wewnątrz komory bombowej. W zamierzeniu radzieckich konstruktorów, system holowniczy nie wymagał tworzenia nowego samolotu, który mógłby zostać wzięty na pokład a mógłby zostać zastosowany na istniejącej już konstrukcji. Nie trzeba było również mocno modyfikować bombowca holującego myśliwiec. Połączenie miało następować dopiero w powietrzu zatem bombowiec mógł zabierać w powietrze pełny zapas bomb i paliwa. Zaprojektowano system składający się z liny holowniczej zakończonej stabilizującym stożkiem. Jako że zakładano wielokrotne użycie oraz możliwość przeprowadzania operacji również w nocy, stożek wyposażony był światła odblaskowe i lampy sygnałowe. Lina holownicza umieszczona była na bębnie. Całość zainstalowano na tylnym stanowisku strzeleckim North American B-25 Mitchell. Jednego z setek samolotów jakie Stany Zjednoczone dostarczyły do Związku Radzieckiego w latach wojny w ramach umowy Lend-Lease. Holowanym myśliwcem został Jak-25. Na jego dziobie zainstalowano rodzaj harpuna. Na trwale zamontowaną do kadłuba rurę, w środku której znajdowała się kolejna rura zakończona grotem. Myśliwiec podlatywał do wysuniętej przez holownik 80-100-metrowej liny zakończonej stożkiem i przy pomocy sprężonego powietrza wysuwał harpun, który zaczepiał o stożek. Następnie harpun był chowany do wnętrza rury przyciągając jednocześnie stożek liny holującej. Po połączeniu obydwu samolotów, myśliwiec wyłączał silnik i dalej leciał jak szybowiec. Podobny system testował w 1947 roku, w Stanach Zjednoczonych Lockheed z samolotem P-80A-1-LO. Myśliwiec mógł w każdej chwili dokonać rozłączenia, a zapas sprężonego powietrza wystarczał na oddanie 3-4 wystrzałów. Na przegrodzie dzielącej kanał wlotowy powietrza do silnika w dziobie myśliwca umieszczono reflektor pozwalający zlokalizować przechwytywany stożek podczas lotu w nocy. 1 czerwca 1949 roku rozpoczęto badania w locie całego systemu i do 30 września 1950 roku wykonano dziewięć, udanych połączeń. Udane próby stały się podstawą do wyposażenia w system docelowych maszyn, samolotu Tu-4 i myśliwca MiG-15 Bis. Tu-4 (o numerze 221001) wyposażono w bęben z nawiniętą na niego liną zakończoną stożkiem, a myśliwiec MiG-15 Bis (o numerze 53210408) w taki sam harpun jaki zastosowano na Jak-25. Tu-4 został zmodyfikowany przez biuro konstrukcyjne OKB-30 należące od 1954 roku do zespołu Tupolewa. 2 lutego 1951 roku rozpoczęto badania w locie obydwu maszyn, które zakończono 26 marca tego samego roku. 30 października 1951 roku rada ministrów wydała zarządzenie o przygotowaniu kolejnych pięciu zestawów dla takiej samej liczby Tu-4 i MiG-15. Przygotowano Tu-4 o numerach 1840848, 2805003, 2805005, 2805110 i 2805203 oraz MiG-15 Bis o numerach 2115370, 2115375, 2115376, 2115390 i 2215304. Od 9 lipca do 8 września 1952 roku wykorzystując bazę lotniczą niedaleko Homla na Białorusi trwały próby wojskowe systemu z użyciem wszystkich pięciu maszyn holujących i pięciu holowanych myśliwców. Łącznie wykonano 142 udanych połączeń z czego 17 wykonanych w nocy. Najdłużej pojedynczy MiG-15 Bis holowany był przez dwie i pół godziny w tym 2 godziny i 27 minut z wyłączonym silnikiem. Zebrane doświadczenia zaowocowały dalszą modernizacją. Wyłączenie silnika w holowanym samolocie powodowało również wyłączanie wentylacji i ogrzewania kabiny pilota. Zaczepienie na holu myśliwca zmniejszało również prędkość holującego go Tu-4, podczas gdy reszta wyprawy bombowej lecąc ze swoją prędkością przelotową oddalała się od holujących maszyn. Podjęto decyzje o wyposażeniu systemu w łączność telefoniczną pomiędzy myśliwcem a holownikiem, zapewnieniu ogrzewania i odpowiedniego ciśnienia w kabinie holowanej maszyny, przystosowania maszyn Tu-16 i Tu-95 oraz uzupełnienie liny holującej o przewód do podawania paliwa w locie. Do dalszych prób wybrano po jednym egzemplarzu Tu-4 (o numerze 1840848) i myśliwca MiG-15 Bis (o numerze 2215304). Od 24 września 1954 roku do 2 marca 1955 roku prowadzono badania w locie, podczas których przeprowadzono pięć połączeń w tym trzy z podaniem paliwa. Po zaczepieniu liny holującej, wzdłuż niej zsuwany był przewód podający paliwo zakończony własnym stożkiem. Tankowanie przeprowadzono na wysokości 2000 i 4000 metrów. Próba, która miała się odbyć na wysokości 8000 metrów nie powiodła się z powodu zamarznięcia gumowych uszczelek.

## Pora na śmigłowce

### Na ratunek

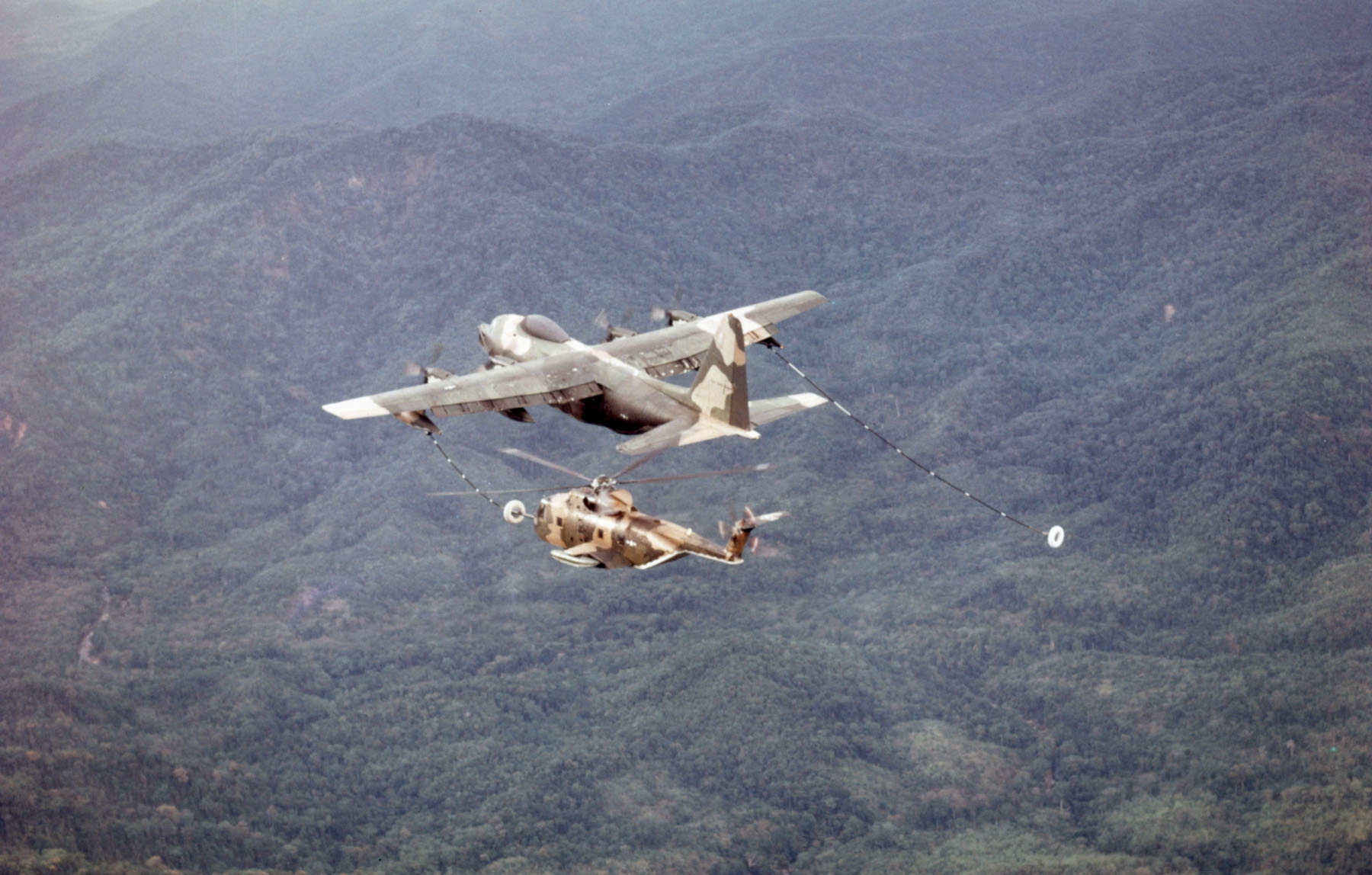
HH-3E pobierający paliwo z HC-130P

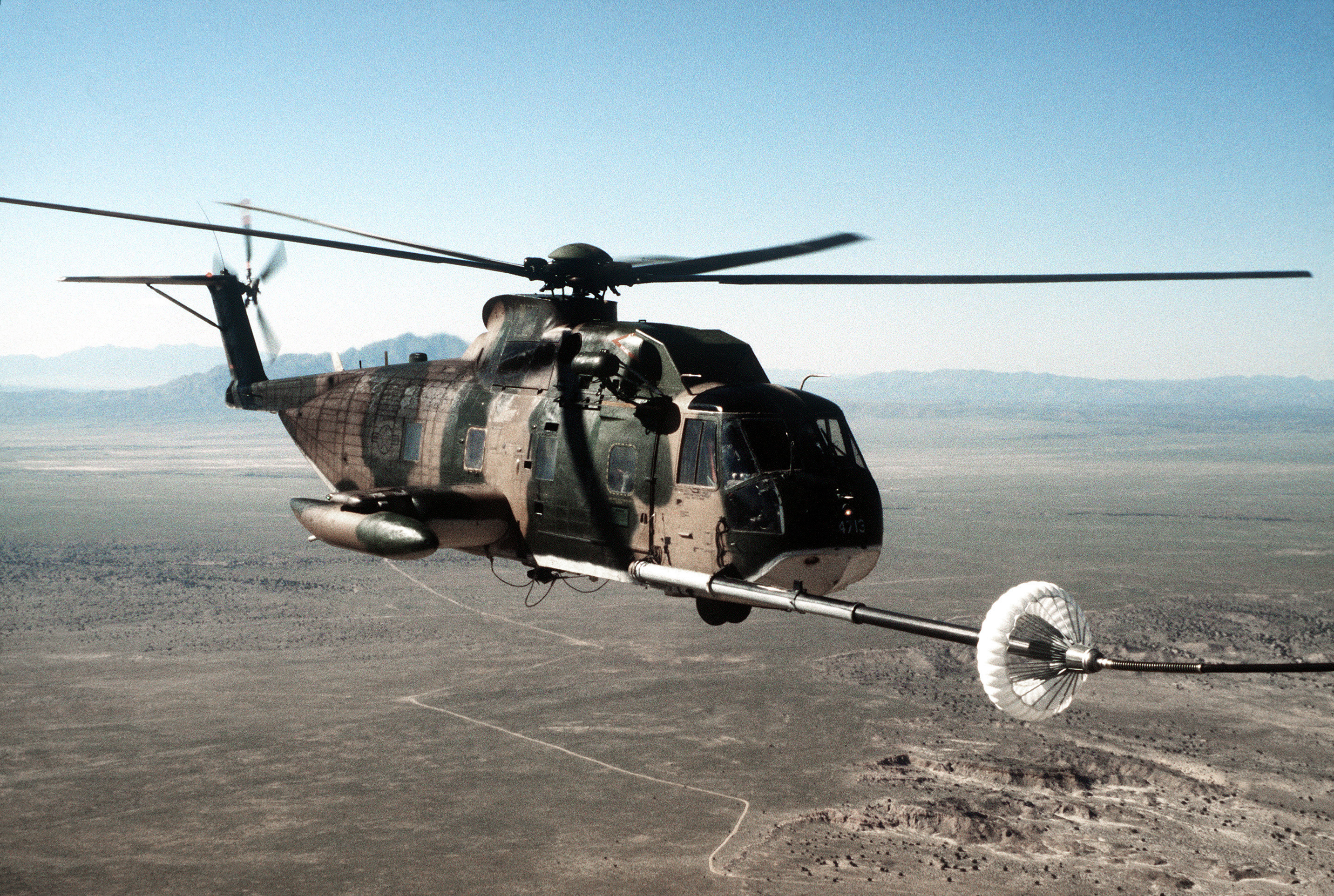
HH-3E w trakcie pobierania paliwa

Impulsem, który umożliwił śmigłowcom pobieranie paliwa w powietrzu była wojna w Wietnamie. Podczas tego konfliktu po raz pierwszy użyto śmigłowców na tak ogromną skalę. Wykorzystywano je do zadań patrolowych, transportowych, szturmowych, sanitarnych. Stały się również najbardziej wyczekiwanym widokiem dla zestrzelonych amerykańskich pilotów, biorąc udział w akcjach ratowniczych. Air Rescue Service (przemianowana 8 stycznia 1966 roku na USAF Aerospace Rescue and Recovery Service) rozpoczęła swoje działania w Indochinach przy użyciu śmigłowców w marcu 1964 roku. Początkowo wykorzystywano do tego celu maszyny Kaman HH-43 Huskie, które operowały nad Wietnamem Południowym i Laosem. Śmigłowce opancerzono i wyposażono w wyciągarkę. Zasięg maszyny nie był imponujący. Aby go zwiększyć budowano niewielkie bazy zaopatrzeniowe, określane mianem Forward Operating Landings lub skrótowo Lima Sites, w których śmigłowce podczas dolotu do strefy, w której znajdował się zestrzelony pilot mogły pobrać paliwo. Szybko okazało się, że niewielkie HH-43 nie nadają się do działań w Wietnamie. Amerykańskie służby ratownicze potrzebowały maszyny większej, dysponującej większym zasięgiem, udźwigiem i szybkością. Takimi cechami charakteryzował się specjalnie wyposażonych do działań ratowniczych Sikorsky CH-3C. Pierwsze z nich przybyły do Wietnamu 5 lipca 1965 roku. Ich wykorzystanie ujawniło iż dysponujące dodatkowymi zbiornikami paliwa CH-3C nadal nie dysponują odpowiednim zasięgiem. Dolot do strefy działań, manewry wykonywane bardzo często pod ogniem nieprzyjaciela, poszukiwanie ewakuowanych żołnierzy skracały czas jaki CH-3C mogły spędzić w powietrzu. Już rok wcześniej, w sierpniu 1964 roku, Air Rescue Service zleciło specjalistom z Aeronautical Systems Division mieszczącej się we Wright-Patterson Air Force Base opracowanie systemu tankowania śmigłowców w powietrzu. W tym celu CH-3CE wyposażono w wystający z dziobu maszyny sztywny przewód zakończony sondą do tankowania. 17 grudnia 1965 roku przeprowadzono pierwsze połączenia tak zmodernizowanego śmigłowca z należącym do piechoty morskiej KC-130F wykorzystującym elastyczny przewód, ale bez przetaczania paliwa. Za sterami śmigłowca siedzieli piloci Harry Dunn i Richard Wright. Przeprowadzone próby udowodniły, iż śmigłowiec może pobierać paliwo z latającej cysterny. Lockheed zmodyfikował jedenaście HC-130H do wersji HC-130P z dwoma podskrzydłowymi zasobnikami do podawania paliwa w powietrzu z giętkimi przewodami, z których pierwsze sześć dostarczono siłom powietrznym na przełomie 1966 i 1967 roku, a 14 grudnia 1966 roku po raz pierwszy dokonano transferu paliwa z HC-130P do HH-3E bo takie oznaczenie otrzymał wyposażony w sondę do pobierania paliwa zmodyfikowany CH-3. Przykładem efektywności wprowadzonego systemu był lot non stop jaki wykonały dwa HH-3E z Nowego Jorku do Paryża. Maszyny wystartowały 31 maja 1967 roku aby po 30 godzinach i 46 minutach, pokonaniu 6870 km, tankując dziewięć razy w powietrzu wylądować 1 czerwca w Paryżu. Do dziś jest to najdłuższy i najdłużej trwający lot śmigłowca. Zdecydowanie bardziej praktyczne wykorzystanie możliwości tankowania paliwa w powietrzu miało miejsce w Wietnamie, w którym HH-3E nazwane z racji koloru „Jolly Green Giant” weszły do akcji w czerwcu 1967 roku. HH-3 stał się pierwszym seryjnie produkowanym śmigłowcem wyposażonym w sondę do pobierania paliwa w powietrzu. Pomimo bardzo pozytywnych ocen jakie zbierał HH-3E, do dalekich misji nad terytorium Wietnamu Północnego potrzebny był śmigłowiec szybszy i charakteryzujący się jeszcze większym zasięgiem. Z braku czasu na poszukiwanie i konstruowanie zupełnie nowej maszyny sięgnięto po gotowe rozwiązanie jakim był śmigłowiec Sikorsky CH-53 Sea Stallion. 15 marca 1967 roku po raz pierwszy w powietrze wzniósł się specjalnie zmodyfikowany CH-53A, który otrzymał oznaczenie HH-53B. Maszyna otrzymała opancerzenie, stanowiska strzeleckie, dodatkowe zbiorniki paliwa mieszczące się w bocznych sponsonach oraz sztywną sondę do pobierania paliwa. Zbudowano osiem maszyn, pierwsza z nich dotarła do Tajlandii do bazy w Udon Thani we wrześniu 1967 roku. Śmigłowce otrzymały nazwę własną Super Jolly Green Giant. Maszyny działały w zespole składającym się z dwóch śmigłowców ratowniczych Jolly Green, samolotu dowodzącego akcją pełniącego również rolę latającej cysterny HC-130 Kingship oraz czterech maszyn eskortujących śmigłowce Douglas A-1 Skyraider (zawołanie Sandy). Podczas działań ratowniczych prowadzonych nad Wietnamem utracono dwa śmigłowce HH-53B.

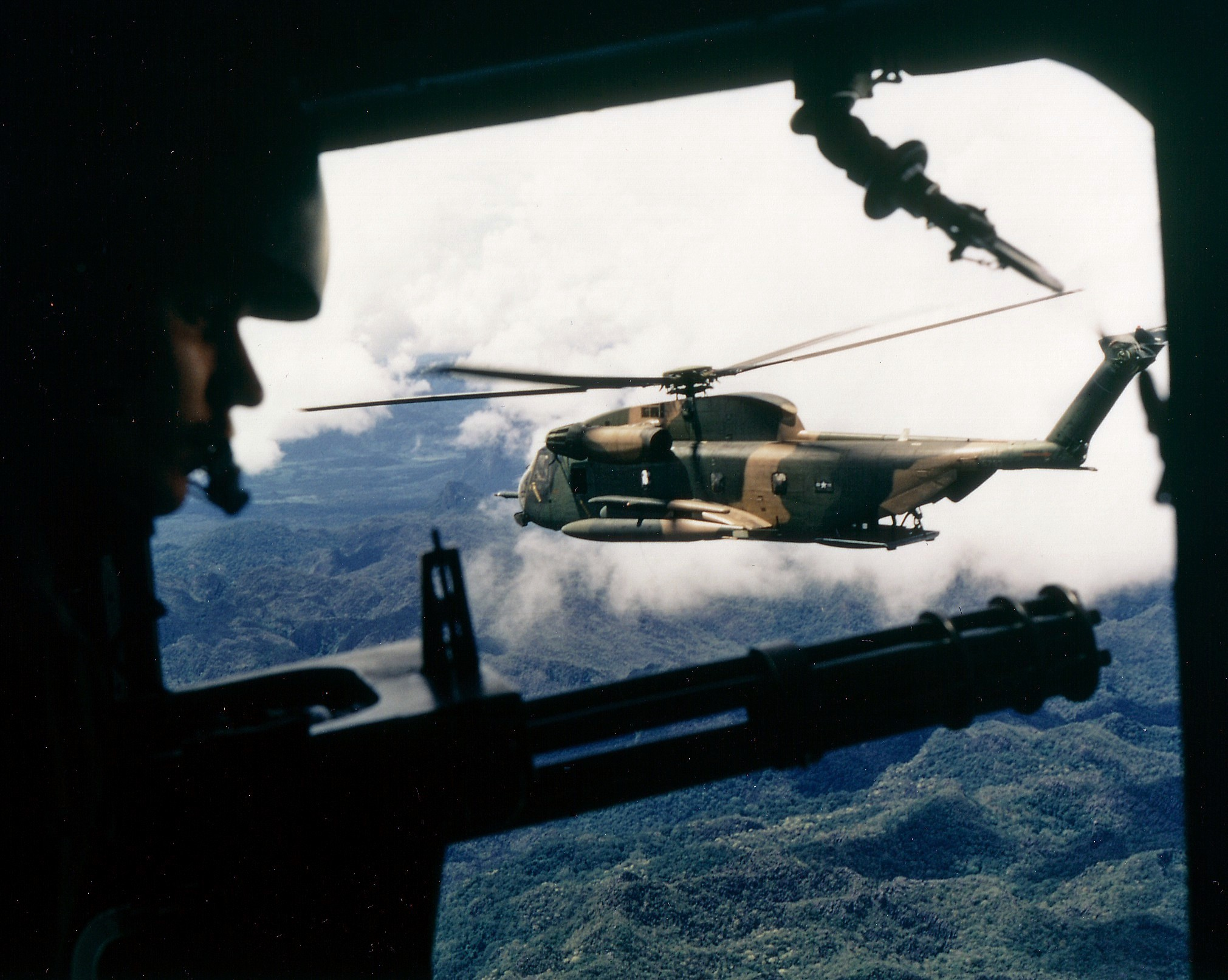
HH-53C widziany z okna strzelca pokładowego

Doświadczenia zebrane podczas eksploatacji HH-53B zaowocowały powstaniem ulepszonej wersji oznaczonej jako HH-53C. Zmniejszono pojemność zewnętrznych zbiorników paliwa, opancerzono kabinę załogi oraz najbardziej newralgiczne systemy śmigłowca, zainstalowano mocniejsze silniki. Łącznie wybudowano 44 śmigłowce wersji C, które zaczęły wchodzić do służby późnym latem 1968 roku. Część maszyn skierowano do działań ratowniczych nad Wietnamem. Najbardziej znaną akcją, w której uczestniczył HH-53C była akcja ratunkowa przeprowadzona w kwietniu 1972 roku. Jej bohaterem był podpułkownik Iceal Hambleton, który 2 kwietnia 1972 roku wyruszył na misję nad terytorium wroga na pokładzie rozpoznawczego EB-66. Maszyna pełniła rolę samolotu przeciwdziałania elektronicznego w osłonie bombowców B-52 podczas ich misji. EB-66 na pokładzie którego Hambleton pełnił funkcję nawigatora została zestrzelona północnowietnamskim pociskiem rakietowym S-75, a on sam jako jedyny przeżył zestrzelenie i bezpiecznie wylądował na spadochronie na terytorium wroga. Zadanie uratowania podpułkownik uzyskało wysoki priorytet, Hambleton był oficerem posiadającym dostęp do ściśle tajnych informacji na temat amerykańskich systemów walki z pociskami ziemia-powietrze i jego dostanie się w ręce wroga mogło przynieść ogromne straty. Cała akcja trwała 11 dni, podczas których utracono dwa UH-1, dwa samoloty Rockwell OV-10 Bronco oraz śmigłowiec HH-53C. Zginęło jedenastu amerykanów, a dwóch dostało się do niewoli. Była to najdłużej trwająca akcja ratunkowa podczas konfliktu w Wietnamie. Podczas akcji ratowniczej, Hambleton otrzymał kryptonim Bat 21 Bravo, a jego epopeja została przeniesiona na ekran w 1988 roku. W filmie Bat 21 rolę podpułkownik zagrał Gene Hackman. Szczątki zestrzelonej załogi HH-53C, który podczas operacji ratunkowej nosił kryptonim Jolly Green 67 zostały odnalezione w połowie lat 90. XX wieku, a w listopadzie 1997 roku uroczyście pochowano je na terenie Narodowego Cmentarza w Arlington.
W 1981 roku US Air Force podpisały z firmą Sikorsky Aircraft kontrakt na dostawę śmigłowców UH-60A, które miały zastąpić używane w misjach ratunkowych maszyny HH-3E. Początkowo maszyny nie posiadały wyposażenia umożliwiającego im pobieranie paliwa w locie. Dopiero w latach 90. XX wieku rozpoczęto ich modernizacje do wersji HH-60 Pave Hawk, z zainstalowanym sztywnym wysięgnikiem do tankowania w powietrzu. Ich intensywna eksploatacja podczas konfliktów w Iraku i Afganistanie doprowadziła do szybkiego zużycia konstrukcji. W samym tylko 2010 roku HH-60G wykonały ponad 9700 lotów ratując ponad 1900 osób. Aby zaradzić sytuacji, w ramach programu CSAR-X rozpoczęto poszukiwania nowej maszyny ratownictwa bojowego, wśród stawianych wymagań była możliwość tankowania w powietrzu. W 2006 roku zwycięzcą ogłoszono konstrukcję Boeinga HH-47 co wzbudziło protesty pozostałych oferentów. W ich wyniku, w połowie 2009 roku cały program został anulowany, a siły powietrzne zostały zmuszone do kolejnej modernizacji śmigłowców HH-60. 19 października 2012 roku ogłoszono wstępne zapytanie ofertowe w ramach nowego programu CRH – Combat Rescue Helicopter, rozpoczynając tym samym kolejne podejście do pozyskania maszyn mających zastąpić wysłużone HH-60. I tym razem, wśród stawianych wymagań jest możliwość pobierania paliwa w locie. Wybór zwycięzcy i podpisanie ostatecznego kontraktu planowane jest na 2013 rok.

### Siły specjalne

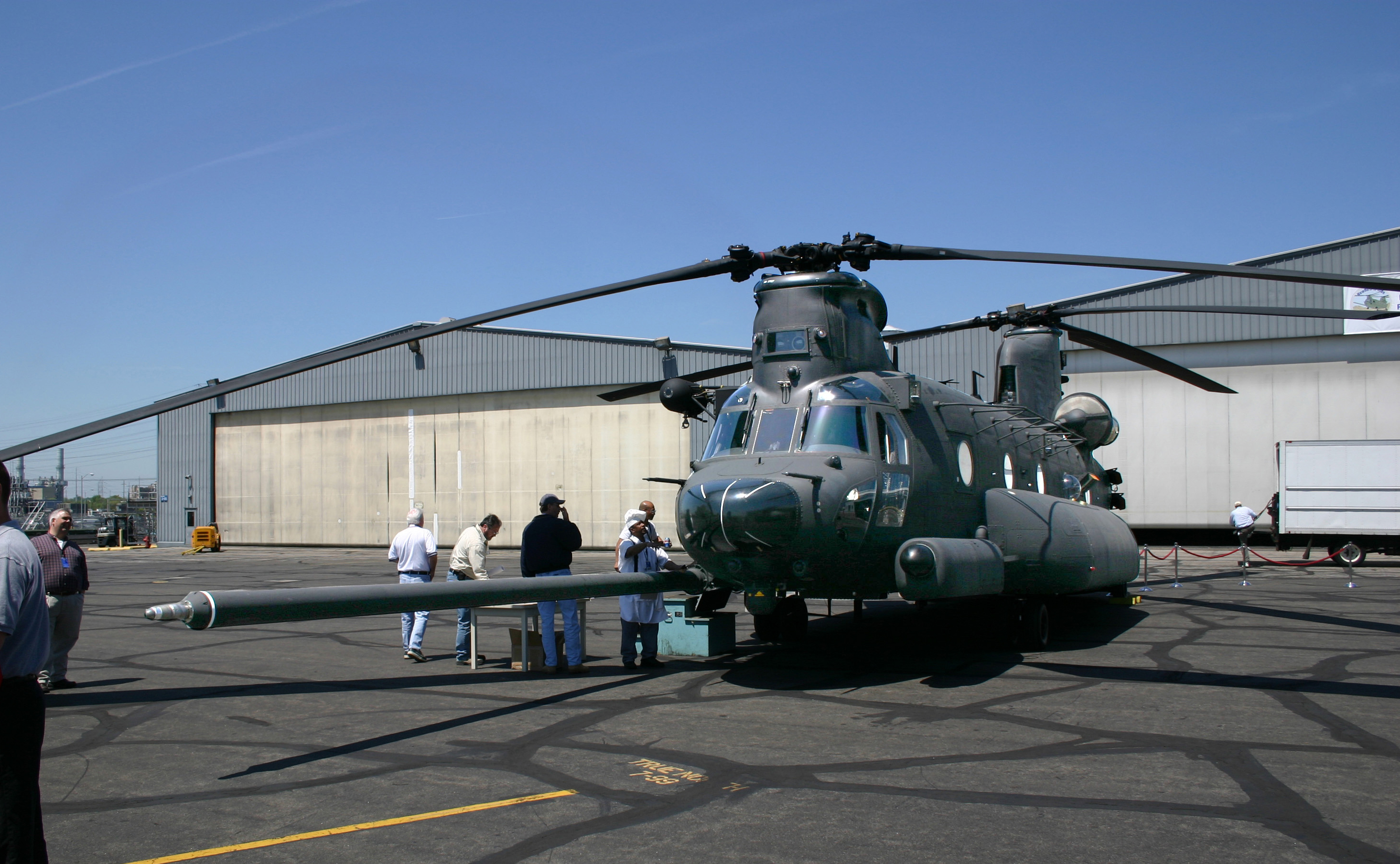
Boeing MH-47G

Inną formacją, która doceniła fakt posiadania zdolności do pobierania w powietrzu paliwa przez śmigłowce były amerykańskie siły specjalne. 16 października 1981 roku powołano do życia 160th Special Operations Aviation Regiment (160 Pułk lotniczy Działań Specjalnych US Army). Jednostka miała za zadanie wspierać działania sił specjalnych zabezpieczając ich przerzut na miejsce działania i ewakuację, zapewniać wsparcie ogniowe i logistyczne. W 1985 roku w jednostce pojawiły się pierwsze maszyny CH-47D z dodatkowym wyposażeniem. Pod koniec lat 80. XX wieku śmigłowce zmodernizowano przystosowując je do tankowania w locie, maszyny otrzymały oznaczenie MH-47D i stały się pierwszymi tak zmodyfikowanymi maszynami US Army. W 1987 roku powołano do życia zintegrowane dowództwo amerykańskich sił specjalnych znane obecnie jako United States Special Operations Command. Dzięki temu Chinooki z możliwością pobierania paliwa w locie zaczęły wykorzystywać obok jednostek US Army również specjalne jednostki US Air Force. Działania MH-47D zabezpieczały Herculesy HC-130H/N/P wyposażone w dwa podskrzydłowe zasobniki z elastycznymi wężami z 1 Skrzydła Operacji Specjalnych (1st Special Operations Wing). W 1991 roku powstała kolejna modyfikacja śmigłowca dla sił specjalnych MH-47E, która również trafiła na wyposażenie 160 Pułku Lotniczego. Intensywna eksploatacja maszyn przez amerykańskie siły specjalne w Afganistanie i Iraku zmusiła siły zbrojne do rozpoczęcia w połowie lat 90. XX wieku programu modernizacji floty śmigłowców znanego jako Improved Cargo Helicopter. Jego efektem jest powstanie wersji CH-47F oraz wersji dla sił specjalnych, z sondą do pobierania paliwa MH-47G. Obok wysięgnika do pobierania paliwa w powietrzny, MH-47G wyposażone zostały w powiększone boczne sponsony kadłubowe mieszczące dodatkowe zbiorniki paliwa. Pierwszy egzemplarz MH-47G znalazł się na wyposażeniu 160th Special Operations Aviation Regiment 7 maja 2004 roku. Na przełomie lat 80. i 90. pojawiły się pierwsze śmigłowce MH-60K Black Hawk będące zmodernizowanymi pod kątem działań specjalnych maszynami Sikorsky UH-60 Black Hawk, wyposażonymi w sztywny bom do pobierania paliwa. Dostawy zamówionych 23 egzemplarzy MH-60K rozpoczęto w lutym 1992 roku.
Śmigłowce nie tylko pobierają paliwo w locie od innych maszyn, ale również same pełnią rolę latających cystern, dosłownie. Do tego typu zadań przystosował swoje Sikorsky CH-53 Sea Stallion United States Marine Corps. Maszyny pełnią rolę naziemnego stanowiska zaopatrywania w paliwo śmigłowców Bell AH-1 Cobra i Bell UH-1 Iroquois podczas ich operacji na terenie Afganistanu. W kabinie ładunkowej CH-53 zainstalowano dodatkowe zbiorniki paliwa oraz system do przetaczania paliwa do innych maszyn. Dzięki takiemu rozwiązaniu zwiększono promień działania śmigłowców oraz uniknięto kosztów związanych z zakładaniem stałych instalacji paliwowych w wysuniętych bazach zaopatrzeniowych. Instalacji narażonych na ostrzał ze strony przeciwnika. Pierwsza tego typu operacja, w której Sea Stallion pełnił rolę latającej cysterny i stacji benzynowej miała miejsce 17 sierpnia 2011 roku.
Również europejscy producenci śmigłowców budują maszyny zdolne do uzupełniania paliwa w locie. Przyjęty w styczniu 2000 roku na uzbrojenie RAF śmigłowiec Merlin HC.3 wyposażono w sztywny, prawoburtowy wysięgnik umożliwiający tankowanie w locie. Wysięgnik może być demontowany w przypadku wykonywania misji niewymagających jego użycia. Maszyna przeznaczona została do wspierania działań sił specjalnych. Również Eurocopter, producent śmigłowca Eurocopter EC725 (Airbus H225M Caracal) wyposażył swoją maszynę w sztywny wysięgnik do uzupełniania paliwa podczas lotu. Przeprowadzone w październiku 2007 roku próby z udziałem włoskiego C-130J, podczas których EC725 wyposażony w sztywny wysięgnik przeprowadził 47 połączeń „suchych” (bez przetaczania paliwa) oraz 12 z pobraniem paliwa, umożliwiły Eurocopterowi certyfikowanie śmigłowca w wersji przystosowanej do pobierania paliwa w locie. W styczniu 2017 roku samolot C-295W wyposażony w moduł do podawania paliwa zatankował H225M Caracal.

## I bezzałogowe aparaty latające

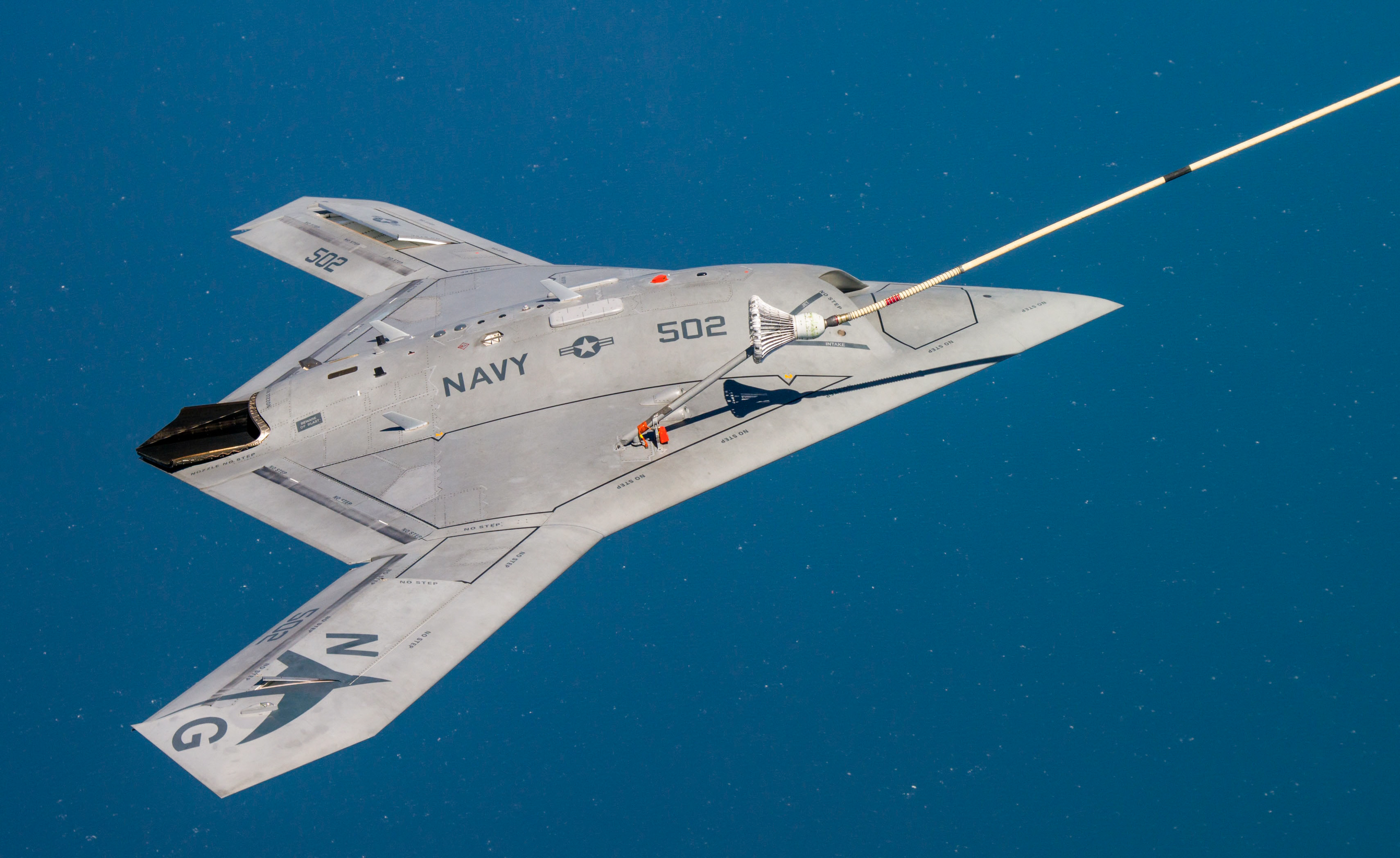
X-47B podczas pobierania paliwa z samolotu KC-707

Dynamiczny rozwój bezzałogowych aparatów latających (UAV), który rozpoczął się na przełomie wieków nie mógł pominąć elementu pobierania paliwa w powietrzu przez bezzałogowe samoloty. Jeden z programów rozwoju takiej technologii, rozpoczęty w 2010 roku, prowadzony jest pod egidą agencji Defense Advanced Research Projects Agency przez Northrop Grumman, a oznaczony jako KQ-X. W jego ramach dwie maszyny RQ-4 Global Hawk przystosowane zostały do podawania paliwa w powietrzu oraz jego odbioru. Automatyzacja procesu tankowania w powietrzu została już przetestowana. W sierpniu 2006 roku, w ramach programu Automated Aerial Refueling Demonstration (AARD) załogowy Learjet, zajął pozycję do tankowania za KC-135, a następnie, już bez udziału załogi, wykorzystując automatyczny układ kontroli lotu, utrzymywał pozycję za tankowcem, powtarzając wszystkie jego manewry. 30 sierpnia 2006 roku dokonano pierwszego w historii automatycznego połączeni dwóch maszyn. W roli cysterny wykorzystano należący do Omega Aerial Refueling Services samolot Boeing 707-300, który podał paliwo załogowemu F-18 z wykorzystaniem elastycznego przewodu. Cały proces przebiegał jednak pod kontrolą autopilota, który przy wykorzystaniu satelitarnego systemu naprowadzania i optycznego systemu śledzącego umieścił sondę pobierającą paliwo w koszu wysięgnika przewodu podającego paliwo. Israel Aerospace Industries prowadziła prace koncepcyjne nad wykorzystaniem niewielkich samolotów dyspozycyjnych w roli latających cystern, zaopatrujących w paliwo aparaty bezzałogowe. Użycie mniejszych i tańszych w eksploatacji samolotów niż klasyczne maszyny Boeinga lub Airbusa pozwoliłoby zmniejszyć koszty całej operacji. Pierwsze pobranie paliwa w powietrzu przez bezzałogowy aparat latający odbyło się 22 kwietnia 2015 roku. Amerykański Northrop Grumman X-47B przeprowadził cztery pobrania, w sumie 1800 kg paliwa z samolotu KC-707 należącego do prywatnego konsorcjum Omega Tanker. Cała operacja przebiegała nad Oceanem Atlantyckim i zakończyła się pełnym sukcesem. Do pobrania paliwa wykorzystany został elastyczny przewód. Kolejnym krokiem w rozwoju technologii zaopatrywania aparatów bezzałogowych w paliwo w powietrzu jest przystosowanie ich do pełnienia roli latających cystern. Po anulowaniu programu uderzeniowo-rozpoznawczego samolotu bezzałogowego UCLASS dla amerykańskiej marynarki, US Navy rozpoczęła prace nad nową pokładową bezzałogową maszyną oznaczoną jako MQ-25 Stingray. Aparat zachowa zdolność do prowadzenia ograniczonych zadań rozpoznawczych, ma być jednak również zdolny do zaopatrywania w powietrzu w paliwo innych samolotów. Według zapowiedzi amerykańskiej marynarki wojennej, w 2017 roku ma rozpocząć się program Carrier Based Aerial Refueling System (CBARS). Program ma celu pozyskanie bezzałogowego powietrznego tankowca, operującego z pokładu lotniskowców. Dzięki takiemu rozwiązaniu, możliwe byłoby odciążenie wykonujących tego typu zadania maszyn F-18 i skierowanie ich do zadań bojowych. Bezzałogowe powietrzne cysterny zachowały by ograniczone zdolności wykonywania misji uderzeniowo-rozpoznawczych.

## Tankowce specjalnego przeznaczenia
| Samolot                          | Liczba | Metoda tankowania i użytkownicy                 | Metoda tankowania i użytkownicy | Produkowane         | Służba              |
| Samolot                          | Liczba | Wysięgnik i gniazdo                             | Giętki wąż | Produkowane         | Służba              |
| -------------------------------- | ------ | ----------------------------------------------- | --- | ------------------- | ------------------- |
| Boeing KB-29                     | 282    | tak (KB-29P)                                    | tak (USA) | 1943–1946           | 1948–1955           |
| Boeing KB-50                     | 136    | nie                                             | tak (USA) | 1947–1953           | 1956–1965           |
| Boeing KC-97                     | 811    | tak (USA, Hiszpania)                            | nie | 1949–1954           | 1950–1978           |
| Boeing KC-135 Stratotanker       | 761    | tak (USA, Francja, Turcja, Singapur, Chile)     | nie (z adapterem, część doposażono w 2 zasobniki Mk.32B) | 1955–1965           | 1957–               |
| Tu-16Z Tu-16N                    | 134    | nie                                             | tak (ZSRR) | 1954–1962           | 1958–1963 1963–1993 |
| M-4-2/3MS-2                      | 33+    | nie                                             | tak (ZSRR) | 1955–1963           | 1958–1994           |
| Vickers Valiant                  | 44     | nie                                             | tak (Wielka Brytania) | 1952–1957           | 1958–1965           |
| Handley Page Victor              | 49     | nie                                             | tak (Wielka Brytania) | 1952–1963           | 1965–1993           |
| Lockheed HC-130                  | 36     | nie                                             | tak (USA) | 1959–               | 1959–               |
| Lockheed KC-130 Hercules         | 171    | nie                                             | tak (USA, Arabia Saudyjska, Argentyna, Brazylia, Francja, Hiszpania, Japonia, Indonezja, Izrael, Kanada, Kuwejt, Malezja, Maroko, Singapur, Szwecja, Włochy) | 1960–               | 1962–               |
| Lockheed MC-130                  | 83     | nie                                             | tak (USA) | 1964–               | 1966–               |
| Boeing 707                       | 53     | tak (Iran, Izrael, Arabia Saudyjska, Wenezuela) | tak (Arabia Saudyjska, Australia, Brazylia, Chile, Hiszpania, Iran, Kanada, Kolumbia, RPA, Wenezuela, Włochy, Omega)                                         | 1958–1992           | 1972–               |
| Boeing 747                       | 3      | tak (Iran)                                      | nie | 1970–1971           | 1975–               |
| McDonnell Douglas KC-10 Extender | 60     | tak (USA)                                       | tak | 1979–1987           | 1981–               |
| McDonnell Douglas KDC-10         | 4      | tak (Holandia)                                  | tak (Omega) | 1976–1978 1979–1980 | 1995–               |
| Avro Vulcan                      | 6      | nie                                             | tak (Wielka Brytania) | 1959–1965           | 1982–1984           |
| Vickers VC-10                    | 27     | nie                                             | tak (Wielka Brytania) | 1962–1970           | 1982–2013           |
| Lockheed TriStar                 | 6      | nie                                             | tak (Wielka Brytania) | 1979–1984           | 1984–2014           |
| Ił-78                            | 52     | nie                                             | tak (ZSRR, Rosja, Ukraina, Algieria, Indie, Pakistan) | 1984–2006           | 1984–               |
| Xi’an HY-6                       | 10     | nie                                             | tak (Chiny) | 1959–               | 1993–               |
| Airbus A310 MRTT                 | 7      | nie (1 prototyp)                                | tak (Niemcy, Kanada) | 1983–1998           | 2003–               |
| Airbus A330 MRTT                 | 29     | tak (Arabia Saudyjska, Australia, ZEA)          | tak (Arabia Saudyjska, Australia, Wielka Brytania, ZEA) | 2010–               | 2011–               |
| Boeing KC-767                    | 8      | tak (Japonia, Włochy)                           | tak (Włochy) | 2004–2011           | 2008–               |
| Boeing/IAI 767 MMTT              | 1      | nie                                             | tak (Kolumbia) | 1988                | 2012–               |
| Boeing KC-46                     | 0      | tak                                             | tak | 2013–               | 2019–               |

## Latające cysterny w siłach powietrznych
| Kraj             | Modele                                           |
| ---------------- | ------------------------------------------------ |
| Algieria         | 5 Ił-78                                          |
| Arabia Saudyjska | 6 A330 MRTT, 7 KC-130H                           |
| Argentyna        | 2 KC-130H                                        |
| Australia        | 6 KC-30A                                         |
| Brazylia         | 6 KC-390                                         |
| Chile            | 3 KC-135E, 1 B707                                |
| Chiny            | 10 HY-6U                                         |
| Francja          | 12 A330 MRTT                                     |
| Hiszpania        | 1 A330 MRTT                                      |
| Holandia         | 9 A330 MRTT                                      |
| Niemcy           | 9 A330 MRTT                                      |
| Norwegia         | 9 A330 MRTT                                      |
| Belgia           | 9 A330 MRTT                                      |
| Czechy           | 9 A330 MRTT                                      |
| Indie            | 7 Ił-78MKI                                       |
| Indonezja        | 1 KC-130B                                        |
| Iran             | 3 B747, 1 B707                                   |
| Izrael           | 7 KC-707, 5 KC-130H                              |
| Japonia          | 4 B767J, 1 KC-130H                               |
| Kanada           | 2 CC-150T, 5 CC-130T                             |
| Kolumbia         | 1 B767, 1 B707                                   |
| Malezja          | 4 KC-130H                                        |
| Maroko           | 2 KC-130H                                        |
| Pakistan         | 4 Ił-78                                          |
| Rosja            | 19 Ił-78 / 78M                                   |
| Singapur         | 4 KC-135R, 5 KC-130B/H                           |
| USAF             | 89 KC-46A, 375 KC-135R/T, 40 HC-130J, 57 MC-130J |
| USMC             | 69 KC-130J                                       |
| Szwecja          | 1 KC-130H/Tp.84T                                 |
| Turcja           | 7 KC-135R                                        |
| Wenezuela        | 2 B707                                           |
| Węgry            | 1 KC-390                                         |
| Wielka Brytania  | 12 A330 Voyager                                  |
| Włochy           | 4 KC-767A, 2 KC-130J                             |
| ZEA              | 6 A330 MRTT                                      |

Obecnie w siłach zbrojnych na całym świecie wykorzystywanych jest około 840 latających cystern z czego 3/4 przypada na siły powietrzne Stanów Zjednoczonych. Dziś, w odróżnieniu od pierwszych modeli KC-135 powietrzne tankowce nie pełnią tylko i wyłącznie roli latających stacji benzynowych. Wykorzystywane są również jako strategiczne samoloty transportowe przewożące ładunki, żołnierzy i rannych. Biorą udział zarówno w akcjach bojowych, jak również misjach humanitarnych.

### Algieria
Algierskie Siły Powietrzne wykorzystują pięć z sześciu zamówionych w 1998 roku samolotów Ił-78. Maszyny dostarczono w latach 2000–2001. W maju 2013 roku brytyjskie media ujawniły fakt testowania przez Algierię samolotu Airbus A330 MRTT (przeznaczonego dla konsorcjum AirTanker). Prawdopodobnie związane jest to z poszukiwaniem maszyn, które miałyby zastąpić drogie w eksploatacji Ił-78.

### Arabia Saudyjska
Królewskie Saudyjskie Siły Powietrzne na swoim wyposażeniu posiadają siedem maszyn Boeing KE-3A oraz siedem KC-130H (niektóre źródła podają osiem). Napędzane CFM-56 KE-3A oprócz przewodu do tankowania F-15 wyposażono w zasobniki Beech 1080 dla F-5 i Tornado. W styczniu 2008 roku Arabia Saudyjska zamówiła trzy samoloty Airbus A330 MRTT, a 27 lipca 2009 roku podpisała porozumienie w sprawie kupna kolejnych trzech. 16 marca 2011 roku oblatany został pierwszy z Airbusów. Maszyny mają zastąpić Boeingi, a wyposażone są w dwa systemy podawania paliwa. Dwa podskrzydłowe zasobniki z elastycznymi przewodami oraz sztywny wysięgnik podkadłubowy. Samoloty mogą przewozić 111 ton paliwa (wykorzystywanego do własnego napędu oraz do podawania innym samolotom) lub 45 ton ładunku. Przystosowane są również do zabrania na pokład 300 pasażerów lub w wersji medycznej 130 rannych na noszach. 18 października 2013 roku, amerykański Departament Obrony poinformował o przyznaniu środków w ramach Foreign Military Sales na budowę przez Lockheed Martin dwóch samolotów KC-130J Hercules w wersji transportowej/latającej cysterny, przeznaczonych dla Arabii Saudyjskiej. Królestwo deklaruje chęć zakupu co najmniej 25 maszyn C-130J w tym pięciu w wersji KC-130J.

### Argentyna
W 1978 roku Argentyna pozyskała dwie maszyny KC-130H, które wykorzystuje do dziś. Maszyny miały numery seryjne producenta 382-4814 i 382-4816, w Argentynie otrzymały numery TC-69 i TC-70 oraze nieoficjalną nazwę Chanchas (locha). Samoloty wzięły udział Wojny o Falklandy w 1982 zaopatrując w paliwo bazujące na południu kontynentu samoloty A-4 Skyhawk i Super Étendard. Około pięćdziesięciu A-4 i 4 Super Étendard musiało polegać na dwóch dostępnych tankowcach, co ograniczało liczbę maszyn jakie mogły brać udział w walce. Argentyńczycy zdecydowali się rozmieścić wszystkie swoje odrzutowce w bazach na macierzystym lądzie oddalonych o 500 km od Falklandów. Jedyne na Falklandach lotnisko zostało zbombardowane przez brytyjski Avro Vulcan jeszcze przed przybyciem lotniskowej grupy uderzeniowej Royal Navy. Pozbawione możliwości tankowania w locie myśliwce Fuerza Aérea Argentina, IAI Dagger i Mirage III były zdolne patrolować przestrzeń nad Falklandami przez ograniczony czas, tak aby starczyło im paliwa na powrót na kontynent. Podczas walk, obydwa argentyńskie tankowce wykonały razem 47 misji w akcjach skierowanych przeciwko Brytyjczykom. Paradoksalnie, dziesięć lat później, w 1990 roku, TC-69 wysłany do Iraku w ramach argentyńskiego kontyngentu bojowego, wchodzącego w skład sił koalicyjnych mających wyprzeć irackie wojska z Kuwejtu, brał udział w czterech misjach zabezpieczenia akcji samolotów RAF. Argentyńskie maszyny służą do dziś, biorąc udział nie tylko w misjach podawania paliwa, ale również akcjach humanitarnych, niosąc pomoc poszkodowanym w trzęsieniu ziemi na Haiti w 2010 roku. Począwszy od 2010 roku, oba samoloty są modernizowane. Wyposażono je w systemy TCAS, enhanced GPWS, nowy radar pogodowy Bendix/King RDR 2000 oraz nowy komputer pokładowy.

### Australia

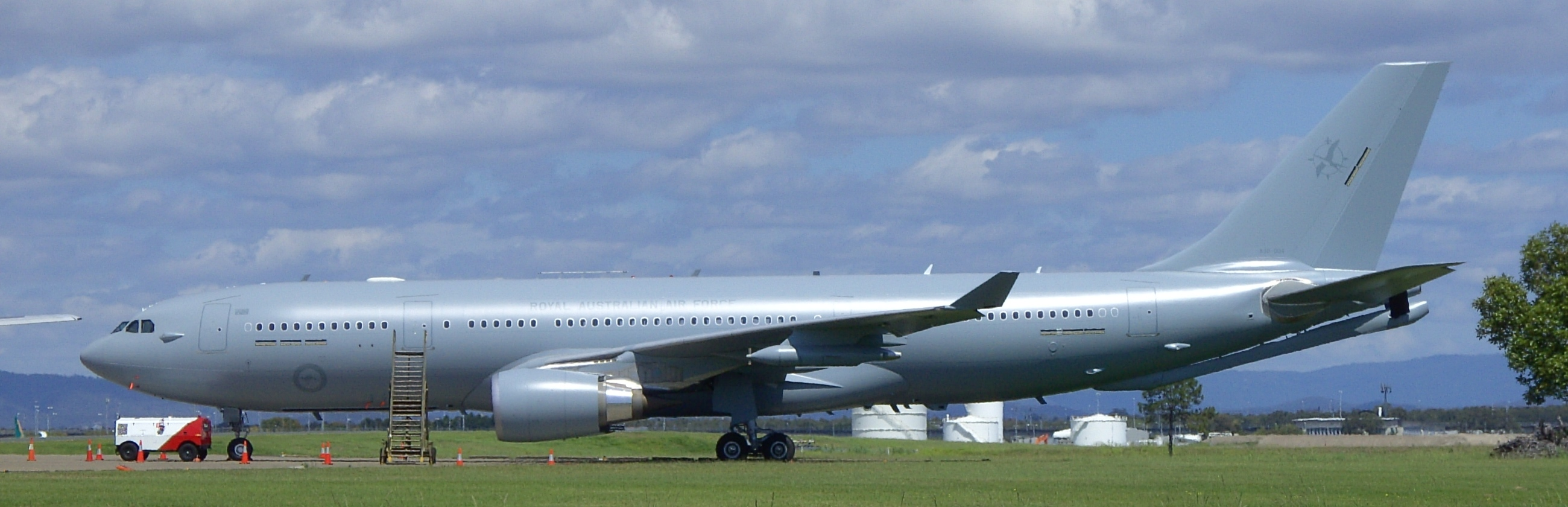
Australijski KC-30A

W 1979 roku Royal Australian Air Force (RAAF) zakupiła od linii lotniczych Qantas dwie maszyny Boeing 707-338C (VH-EAD i VH-EAG), a w 1983 roku kolejne dwie. Samoloty wykorzystywano do zadań transportowych, jednak kiedy w siłach powietrznych Australii pojawiły się maszyny McDonnell Douglas F/A-18 Hornet, postanowiono przystosować Boeingi również do wypełniania zadań latających cystern. W październiku 1987 roku ogłoszono konkurs na wykonawcę modernizacji, który wygrał izraelski Israel Aerospace Industries (IAI). IAI wraz z australijskim partnerem de Havilland Australia przystosowała wszystkie cztery samoloty do przenoszenia podskrzydłowych zasobników z przewodem elastycznym. Pierwszy z tak zmodyfikowanych Boeingów został przejęty przez RAAF w lutym 1990 roku. Wszystkie samoloty znalazły się na wyposażeniu No. 33 Squadron RAAF. Na przełomie wieków Australia rozpoczęła w ramach programu oznaczonego jako Project AIR 5402 poszukiwania nowych latających cystern w celu zastąpienia leciwych Boeingów 707. Do walki o zamówienie stanęły wytwórnie Boeing z samolotem KC-767-200C i EADS CASA (wraz ze swoim australijskim partnerem Qantas Defence Services) i samolotem Airbus A330 MRTT. Efektem ogłoszonego konkursu był wybór europejskiej maszyny, o czym oficjalnie poinformował australijski minister obrony Robert Hill 16 kwietnia 2004 roku. 20 grudnia 2004 roku Australia podpisała kontrakt dotyczący zakupu pięciu maszyn konstrukcji Airbusa, zostawiając w pokonanym polu ofertę Boeinga. Harmonogram prac zakładał przejęcie pierwszych samolotów w 2008 roku, wraz z wycofywaniem ze służby Boeingów 707. Problemy z prawidłowym działaniem sztywnego przewodu (Aerial Refuelling Boom System), w jakie miały być wyposażone Airbusy, opóźniły prace. Podczas jednego z lotów, które przeprowadzano 19 stycznia 2011 roku, doszło do urwania fragmentu wysięgnika podczas próby tankowania portugalskiego F-16. W efekcie dopiero 1 czerwca 2011 roku Defence Material Organisation (Austalijska Agencja Zamówień Wojskowych) odebrała od koncernu EADS pierwszy z zamówionych KC-30A, bo takie oznaczenie otrzymały australijskie airbusy. Ostatni z zamówionych samolotów odebrany został 3 grudnia 2012 roku. Tym samym Australia stała się pierwszym krajem, w którym Airbus Military zrealizował całość zamówienia na swoje tankowce A330 MRTT. Australijskie maszyny weszły w skład 33 Dywizjonu Sił Powietrznych (No. 33 Squadron). Maszyny wyposażone są w dwa podskrzydłowe zasobniki z przewodami elastycznymi oraz jeden przewód sztywny. Pierwszy z zamówionych Airbusów powstał w zakładach EADS CASA w Getafe w Hiszpanii, pozostałe konwersje zaplanowane zostały w zakładach Qantas Aviation Services w Brisbane w Australii. Pojedynczy KC-30A umożliwia przebazowanie sześciu samolotów F/A-18 z Darwin w Australii do Butterworth w Malezji, zapewniając lot bez międzylądowania i zabierając na pokład dodatkowo 43 tony wyposażenia. Samolot zdolny jest również do przewozu 293 pasażerów. 1 lipca 2015 roku Ministerstwo Obrony poinformowało, iż podjęto decyzję o zakupie dodatkowych dwóch egzemplarzy A330MRTT. Do konwersji zostaną przekazane dwie maszyny A330-200 eksploatowane przez Qantas Airways. Pierwsza z nich, o numerze rejestracyjnym VH-EBH zakończyła służbę 21 lipca 2015 roku a druga, VH-EBI zakończy swoją służbę w lotnictwie pasażerskim 21 listopada tego samego roku. Obydwie maszyny zostaną zmodernizowane do standardu MRTT w zakładach Airbusa w Getafe w Hiszpanii i będzie to pierwszy przypadek w historii A330MRTT, gdy do konwersji przekazane zostały używane samoloty. W przypadku całej reszty tankowców A330MRTT, wszystkie powstawały w oparciu o nowe płatowce. Nowe samoloty według planów mają zostać dostarczone do 2018 roku.

### Brazylia

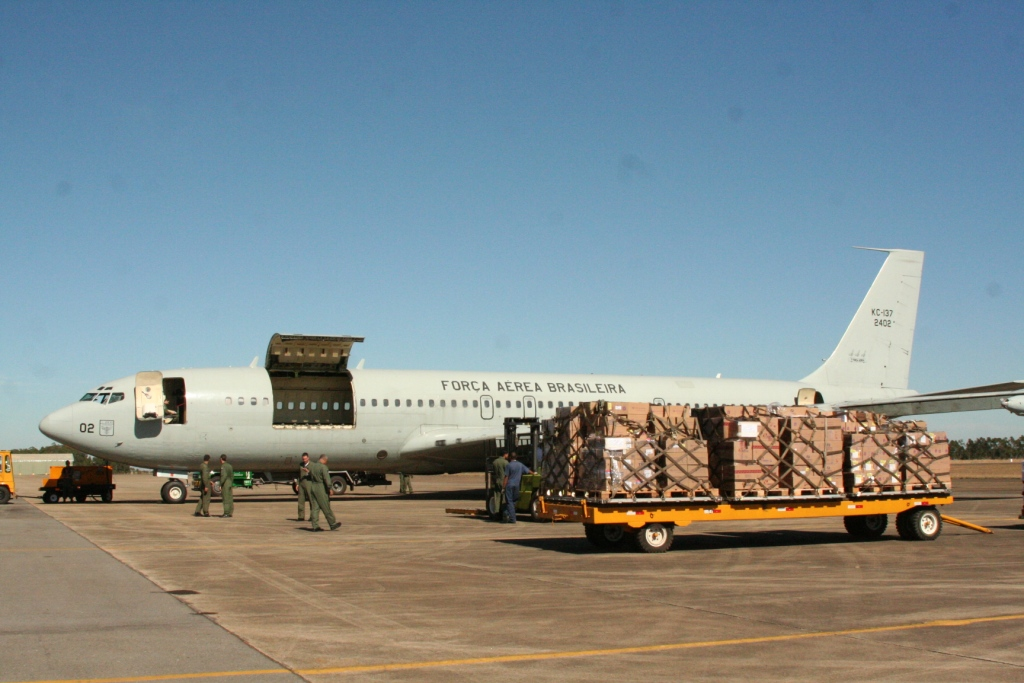
Brazylijski KC-137 przygotowywany do załadunku

Brazylia posiadała flotę czterech pozyskanych od linii lotniczych Varig samolotów Boeing 707-300. Maszyny zakupione w latach 1986–1987 otrzymały oznaczenie KC-137 i po modernizacji w Stanach Zjednoczonych zostały przystosowane do roli latających tankowców zaopatrzonych w dwa podskrzydłowe zasobniki z elastycznym wężem. Maszyny należały do drugiej eskadry 2° Grupo de Transporte „Corsário”, a na co dzień stacjonującej w bazie Galeão w Rio de Janeiro. 10 października 2013 roku Brazylia wycofała ze służby swoje ostatnie dwa tankowce – FAB-2401 oraz FAB-2402. Podczas swojej służby cztery samoloty spędziły w powietrzu 44 183 godziny, przewożąc 29 384 ton ładunków oraz 712 360 pasażerów. 5239 godzin w powietrzu spędziły przewożąc na swoich pokładach prezydenta państwa. 2112 godzin w powietrzu poświęcone było zadaniom tankowania w powietrzu. W tej samej bazie znajdują się również pozyskane w 1975 roku dwa KC-130H, również przystosowane do podawania paliwa przy użyciu elastycznego węża z podskrzydłowych zasobników. Jedną z planowanych wersji nowego brazylijskiego samolotu Embraer C-390 będzie latająca cysterna oznaczona jako KC-390. Maszyna będzie przystosowana do podawania paliwa poprzez dwa elastyczne przewody umieszczone w zasobnikach podskrzydłowych, które dostarczy brytyjska firma Cobham. Wersją latającej cysterny zainteresowane są Força Aérea Brasileira. Obok produktu własnego przemysłu lotniczego, Brazylia zainteresowana jest również wymianą swoich czterech Boeingów 707 na dwie maszyny pełniące obok funkcji latającej cysterny również zadania transportowe. Pod uwagę brane są Airbus A330 MRTT i Boeing KC-767. Możliwe jest również pozyskanie maszyn używanych, których konwersją zajęłyby się firmy izraelskie. Marinha do Brasil zleciła modernizację 4 Grumman C-1 Trader do wersji KC-2 Turbo Trader, dzięki temu od 2014 roku będzie dysponować samolotami pokładowymi, które oprócz zadań zaopatrzeniowych na rzecz lotniskowca São Paulo (A12) będą mogły tankować bazujące na nim McDonnell Douglas A-4 Skyhawk.
14 marca 2013 roku wojska lotnicze FAB wybrały ofertę Israel Aerospace Industries, oferującej konwersję dwóch używanych Boeing 767-300ER na latające tankowce w ramach prowadzonego od 2008 programu KC-X2, mającego zastąpić wykorzystywane przez 2°/2°GT KC-137. Brazylia zainteresowana jest przebudową maszyn wchodzących w skład floty TAM Linhas Aéreas. Boeingi wersji 767-300ER będą pierwszymi samolotami tej wersji, przystosowanymi do zadań transportowych i latających tankowców. W 2014 roku kontrakt rozszerzono do trzech samolotów.
26 maja 2013 KC-137 o numerze 2404 wypadł z pasa podczas nieudanej próby startu z lotniska w Port-au-Prince na Haiti, co spowodowało złożenie się podwozia, nikt ze 141 osób na pokładzie nie został ranny, w tym 131 żołnierzy wracało z misji OZN MINUSTAH.

### Chile

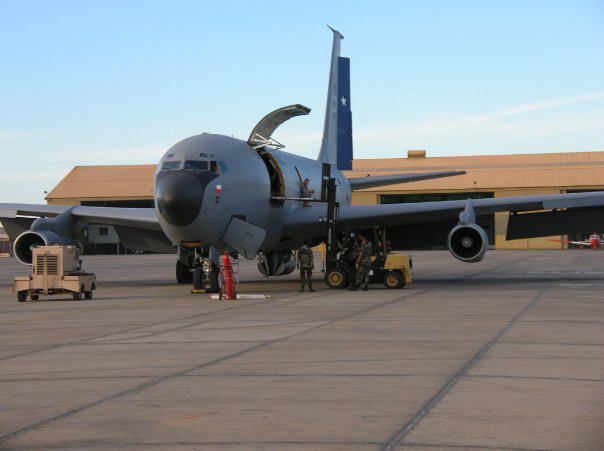
Pierwszy z zakupionych przez Chile KC-135E

Chile posiada jeden egzemplarz samolotu Boeing KC-707 Águila przystosowanego do podawania paliwa z dwóch podskrzydłowych zasobników przy pomocy elastycznego przewodu. Boeing 707-330B o znakach CC-CEA, należący wcześniej do narodowego przewoźnika LAN Airlines, pozyskano w lipcu 1996 roku. Maszyna weszła w skład Grupo de Aviación N°10 na co dzień stacjonującego na lotnisku w Santiago de Chile. Samolot został przekształcony w latającą cysternę w miejscowych zakładach Empresa Nacional de Aeronáutica de Chile przy współudziale i pomocy izraelskich inżynierów z firmy IAI Bedek Aviation Group. Samolot przystosowano do podawania paliwa z elastycznych przewodów, montując dwa podskrzydłowe zasobniki Sargent Fletcher URS 34000. Jednak wraz z nabyciem samolotów F-16 z Holandii i Stanów Zjednoczonych koniecznym stało się znalezienie maszyny zdolnej do podawania paliwa przy użyciu sztywnego przewodu, do jakiego przystosowane są F-16. Chile zaakceptowało ofertę USA nabycia trzech, używanych, wycofanych z eksploatacji samolotów KC-135E, wyprodukowanych pod koniec lat 50. XX wieku (o numerach 57-1501, 57-2594 i 58-0014, które w Chile otrzymały oznaczenia odpowiednio FACh 981, FACh 982 i FACh 983), rezygnując tym samym z rozważanych równolegle maszyn Airbus A310. W lipcu 2009 roku podpisano kontrakt z USA, a 16 lutego 2010 roku do Chile przybył pierwszy z trzech zamówionych KC-135E, który zaraz potem został wykorzystany podczas akcji niesienia pomocy poszkodowanym w trzęsieniu Ziemi, które miało miejsce 27 lutego 2010 roku. W sierpniu 2011 pozyskano drugi egzemplarz, a 9 marca 2012 w Chile wylądował ostatni KC-135E. Chilijskie maszyny przystosowane są do podawania paliwa zarówno przy użyciu sztywnego wysięgnika, z tego systemu korzystać będą F-16, jak również przy użyciu elastycznego węża dla maszyn F-5. Na końcu bomu można zamontować adapter do tankowania elastycznym wężem.

### Chiny
W 1957 roku Chiny podpisały ze Związkiem Radzieckim umowę o uruchomieniu licencyjnej produkcji bombowców Tu-16. Ich budową zajęły się fabryki w Harbinie i Xi’an. Pierwszy chiński Tu-16 zmontowany na miejscu z dostarczonych przez Rosjan części wzbił się do swojego dziewiczego lotu 27 września 1959 roku. Maszyny otrzymały lokalne oznaczenie Hōngzhaji-6 (Bombowiec Typ 6), w skrócie Hōng-6 lub H-6. Tym samym Chiny zyskały maszynę zdolną do przenoszenia własnej bomby atomowej, jak również wykorzystując radzieckie doświadczenia, latającej cysterny. Pierwsze zweryfikowane informacje o tym, iż Chiny przystosowały H-6 do pełnienia zadań zaopatrywania w paliwo innych samolotów w powietrzu, pochodzą z 1 października 1999 roku, kiedy to podczas defilady wojskowej w Pekinie H-6 z dwoma elastycznymi wężami wyciągniętymi z podskrzydłowych zasobników przeleciał nad miastem. Niektóre źródła podają, iż pierwszy chiński lot, w którym odbyło się tankowanie w powietrzu, odbył się w 1990 roku. W 1996 roku HY-6 (lub HU-6/H-6U), bo takie oznaczenie otrzymał chiński tankowiec, został sfotografowany przez amerykańskiego satelitę zwiadowczego. Wejście do służby wersji H-6U miało zwiększyć zasięg operacyjny samolotów Shenyang J-8D. Rolę latających tankowców mogą pełnić również nosiciele przeciwokrętowych pocisków manewrujących, samolotu wersji H-6D, tak zmodyfikowane maszyny oznaczone są jako H-6DU. Obydwie wersje wyposażone są w dwa podskrzydłowe zasobniki z elastycznymi wężami oznaczone jako RDC-1, produkowane przez lokalny przemysł. W 2011 roku pojawiły się doniesienia o podjęciu w Chinach prób z tankowcem wyposażonym w sztywny wysięgnik. Tego typu próby podjęto na specjalnie do tego celu zmodernizowanym Tu-204. Obecnie Chiny posiadają około tuzina latających cystern H-6 obydwu wersji. We wrześniu 2005 roku Chiny zamówiły cztery maszyny Ił-78MK oraz 34 transportowe Ił-76MD. Ze strony rosyjskiej umowę podpisało przedsiębiorstwo Rosoboronexport (Рособоронэкспорт). Mają one zwiększyć możliwości operacyjne samolotów Su-30MKK. Realizacja kontraktu została opóźniona w stosunku do przewidywań Chińczyków. Zakład w Taszkencie odpowiedzialny za wybudowanie zamówionych samolotów, z braku środków nie był zdolny do wykonania kontraktu. Pomimo zwiększenia liczby zamówionych tankowców do ośmiu, do dziś kontrakt nie został zrealizowany. Negocjacje prowadzone były od 2003 roku, determinacja Rosjan pozwala sądzić, że Chiny wejdą w posiadanie ośmiu samolotów Ił-78, jednak w obecnej chwili brak informacji o dalszych losach chińskiego zamówienia.

### Francja

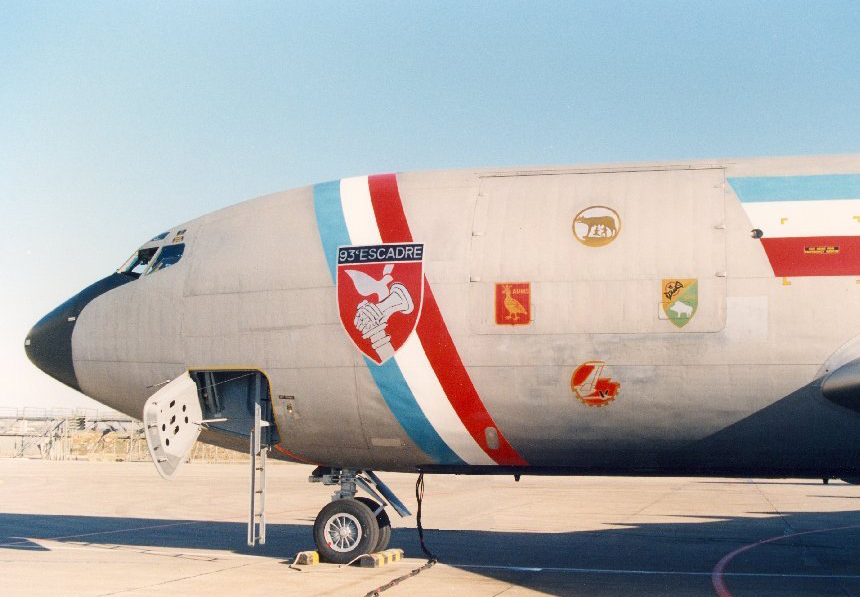
CF-135FR w okolicznościowym malowaniu

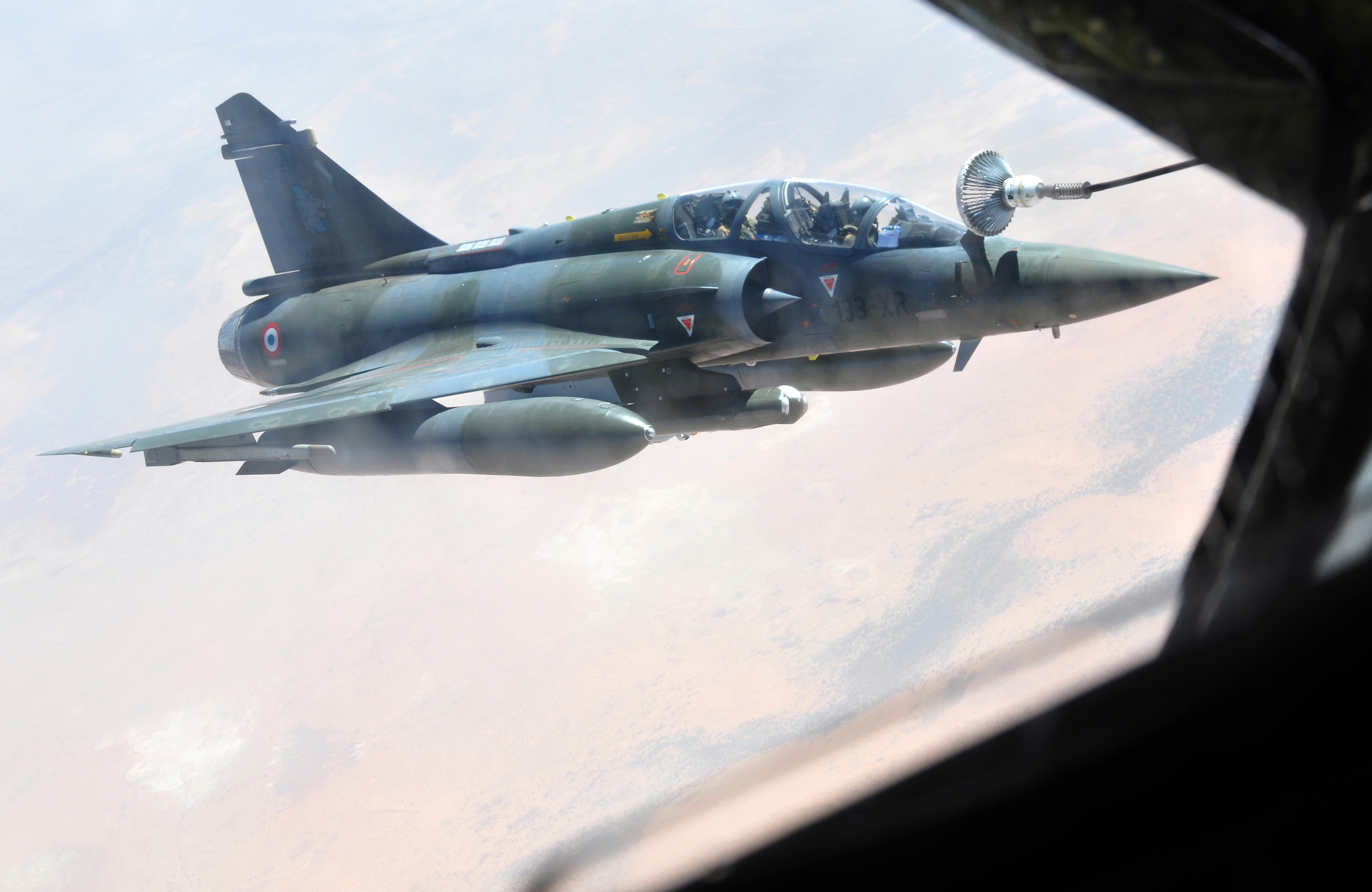
Tankujący Dassault Mirage 2000D w trakcie operacji Serwal

13 lutego 1960 roku Francja przeprowadziła swój pierwszy próbny wybuch atomowy na algierskiej Saharze. Równolegle prowadzono prace nad maszyną zdolną do przenoszenia ładunków jądrowych. 12 października 1961 roku do swojego dziewiczego lotu wzbił się Dassault Mirage IV, nowy bombowiec z napędem odrzutowym. Aby jednak samolot mógł wykonywać planowane dla niego misje, musiał być zaopatrywany w paliwo w powietrzu. Zasięg z wykorzystaniem własnych zbiorników paliwa Mirage IV wynosił 2872 km. Jednorazowe tankowanie w powietrzu zwiększało zasięg maszyny do 5512 km. Pierwotnie zamierzano do roli powietrznych tankowców przystosować 35 samolotów Sud Aviation Vautour II wersji A i B jednak przeprowadzone próby z maszyną wyposażoną w podwieszany zasobnik do przetaczania paliwa nie przyniosły zadowalających rezultatów. Rozwiązania problemu zaczęto szukać za granicą. Jedyną dostępną wówczas maszyną zdolną do zaopatrywania bombowca, dysponującego odpowiednią prędkością i pułapem lotu był KC-135. Na początku 1960 roku rozpoczęły się negocjacje pomiędzy Francją a Boeingiem i amerykańskim Departamentem Obrony w sprawie zakupu dziesięciu KC-135. Amerykanie początkowo byli niechętni sprzedaży tankowców. Publicznie swój sprzeciw wyraził prezydent Kennedy. W tym samym tonie wyrażał się sekretarz obrony Robert McNamara zarzucając francuskiemu programowi nuklearnemu brak wiarygodności. Jednak jeszcze w trakcie publicznych wystąpień polityków, zastępca sekretarza obrony, Roswell Gilpatric, po cichu zaakceptował sprzedaż Francji dwunastu latających tankowców. Powodem zmiany decyzji były pieniądze. Francja zamówiła dwanaście maszyn, które otrzymały oznaczenie C-135F (F oznaczało France). Pierwszy z zamówionych samolotów dotarł do odbiorcy 3 lutego 1964 roku a ostatni 10 października 1964 roku (inne źródła podają, iż miało to miejsce w lipcu 1965 roku). Podobnie jak amerykańskie samoloty, francuskie maszyny zaopatrzone zostały w sztywny wysięgnik, jednak posiadał on również możliwość zastosowania adaptera, umożliwiającego użycie elastycznego węża (podobne rozwiązanie zastosowano na chilijskich KC-135). Jeden z tuzina C-135F uległ rozbiciu na Południowym Pacyfiku, na wyspie Hao 30 czerwca 1972 roku (niektóre źródła podają, iż miało to miejsce 1 lipca 1972 roku) podczas testów nuklearnych jakie Francja prowadziła w tym rejonie. Na początku lat 80. XX wieku francuskie tankowce przeszły program modernizacyjny polegający na wymianie jednostek napędowych. Dotychczasowe silniki zastąpiono jednostkami CFM International CFM56/F-108. Zmodernizowane maszyny otrzymały oznaczenie C-135FR. W 1995 roku samoloty zmodernizowano dodając im po dwa podskrzydłowe zasobniki z giętkimi przewodami MPRS (Multi Point Refuelling System). W styczniu 2009 roku francuska agencja zamówień wojskowych podpisała kontrakt z Air France Industries, którego celem była modernizacja systemów awioniki na czternastu wykorzystywanych tankowcach. Dzięki tej modernizacji oraz wymianie jednostek napędowych samoloty i ich wyposażenie spełniają wymagania Organizacji Międzynarodowego Lotnictwa Cywilnego. Pierwszy ze zmodernizowanych tankowców przyjęto w 2011 roku. Z kolei Boeing odpowiedzialny został za modernizacje awioniki w samolotach wersji KC-135. Obecnie 11 C-135FR oraz trzy dokupione w 1997 roku ze Stanów Zjednoczonych KC-135R (w ramach programu „Peace Amagnac”) maszyny stacjonują w Base aérienne 125 Istres-Le Tubé położonej w Istres. Samoloty wchodzą w skład jednostki Groupe de ravitaillement en vol 02.091 Bretagne. Obok zadań tankowania w powietrzu samoloty wykorzystywane mogą być również jako maszyny transportowe, ewakuacji medycznej oraz retranslatory. Możliwość transportu 102 żołnierzy posiadają maszyny wersji C-135. W roli samolotów ewakuacji medycznej, francuskie tankowce można wyposażyć w system MORPHEE (Modules de Réanimation pour Patients à Haute Elongation d’Evacuation). W takiej konfiguracji na pokładzie można przewieźć 6 rannych monitorowanych przez aparaturę reanimacyjną lub w innej wersji, 4 rannych z aparaturą reanimacyjną i 8 lżej rannych. Tak wyposażonych samolotów używano do ewakuacji rannych w 2008 i 2011 roku z Afganistanu i Kosowa. Doświadczenia wyniesione podczas trwania konfliktu w Libii, skłoniły Francję do rozpoczęcia starań nad pozyskaniem nowych latających cystern. 19 listopada 2011 roku, dowódca sił powietrznych ogłosił zamiar zakupu Airbusów A330 MRTT, maszyny zastąpiły by KC-135F oraz samoloty transportowe A310 i A340-300. Rok później, 19 października 2012 roku francuski minister obrony ogłosił, iż zakup europejskich tankowców rozpocznie się w 2013 roku. Cała procedura zakupów, zorganizowana bez przetargu ma zakończyć się w 2020 roku. Z drugiej strony, opublikowana w 2008 roku trzecia edycja „Białej Księgi” (Livre Blanc Défense et Sécurité National – LBDSN) zakłada ograniczenie zakupu maszyn MRTT do dwunastu sztuk z terminem ich wprowadzenia do służby w 2025 roku. Wątpliwości zostały rozstrzygnięte 20 listopada 2014 roku, kiedy to minister obrony ogłosił zawarcie umowy na zakup dziewięciu maszyn A330 MRTT (oraz trzech w opcji). Samoloty otrzymały nazwę własną Phénix a pierwszy z nich został dostarczony w październiku 2018 roku. 13 grudnia 2018 roku Francja zamówiła trzy dodatkowe egzemplarze, przewidziane w opcji zakupu z 2014 roku, podwyższając tym samym liczbę pozyskanych tankowców do dwunastu. 1 i 19 grudnia 2017 roku, do 123. Bazy Lotniczej (fr. Base aérienne 123 Orléans-Bricy) dotarły dwa Airbusy A400M wyposażone po raz pierwszy w urządzenia do tankowania innych samolotów w powietrzu. A400M w wersji latającej cysterny ma uzyskać pełną zdolność do podawania paliwa maszynom typu Dassault Mirage 2000 i Dassault Rafale do końca 2018 roku. Nierozwiązanym problemem pozostaje jednak podawania paliwa w powietrzu śmigłowcom. W przypadku tankowania tego typu maszyn, A400M musi zwolnić do prędkości rzędu 200–240 km/h. Przy takiej prędkość Airbus musi lecieć z wysuniętymi klapami. Z drugiej strony jednak, ich wysunięcie generuje bardzo silne wiry zaskrzydłowe, które wpływają na końcówkę giętkiego węża do podawania paliwa, jak i na sam śmigłowiec. Rozwiązaniem jest wydłużenie węża o 13 metrów, co pozwoli wyprowadzić jego sondę paliwową i sam śmigłowiec poza strefę turbulencji. Niestety nowe rozwiązanie wymaga badań w locie i wstępne prognozy przewidują osiągnięcie pełnej gotowości w 2021 roku. Nie chcąc czękać tyle czasu Francja wybrała rozwiązanie tymczasowe polegające na zakupie dwóch maszyn typu KC-130J, ich przydatność w tankowaniu w powietrzu francuskich śmigłowców została wielokrotnie sprawdzona w praktyce. Oba Herculesy zostały zamówione w styczniu 2016 roku a ich dostawa planowana jest na 2019 rok. Obok wersji KC-130J, zakupiono również dwie maszyny w wersji C-130J-30, pierwszy z nich dotarł do Francji 21 grudnia 2017 roku.

### Hiszpania

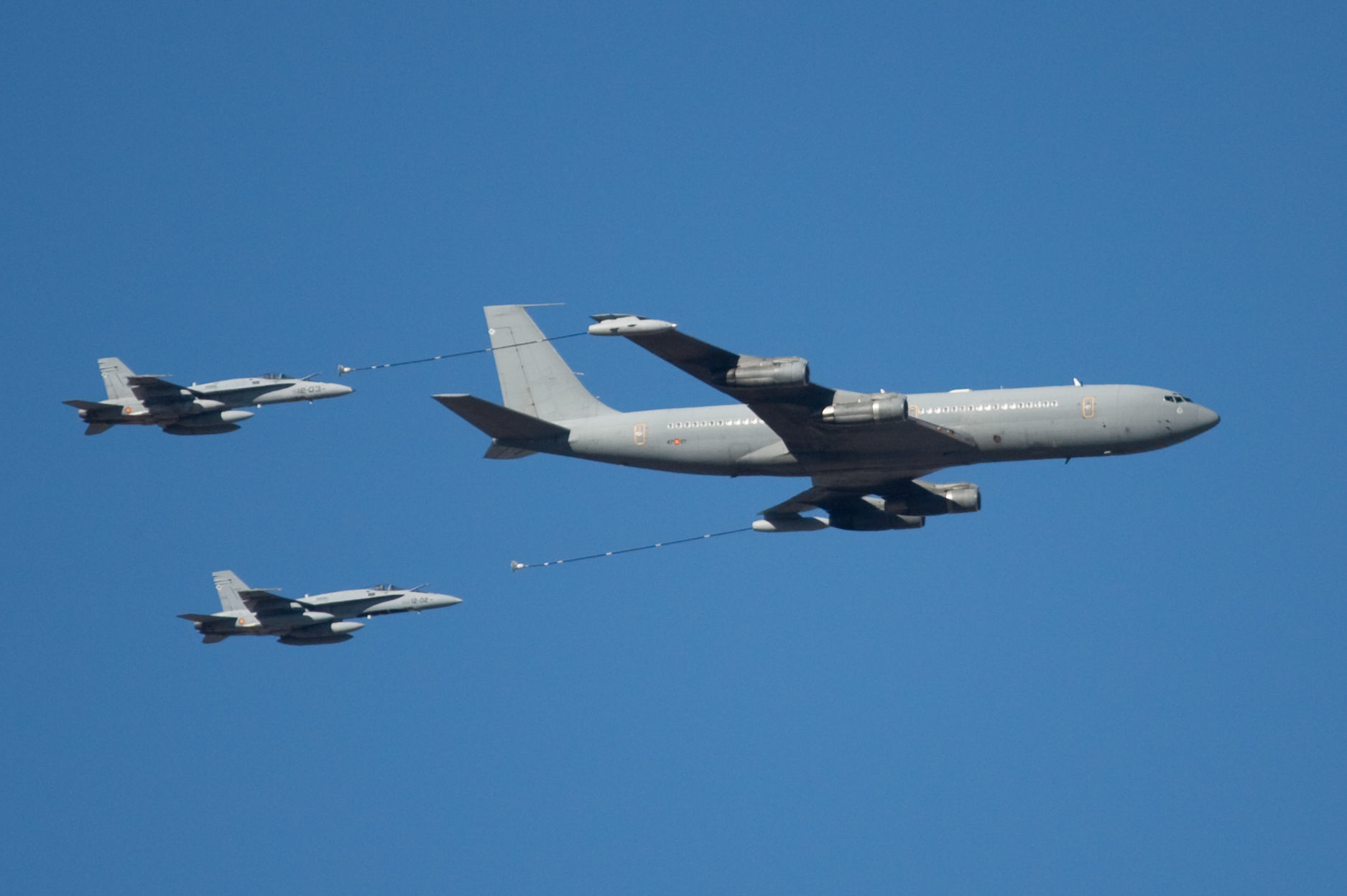
Hiszpański Boeing 707-331B podający paliwo dwóm F/A-18B

Hiszpania już w latach 60. XX wieku pozyskała pięć Boeingów KC-97 Stratotanker, które zastąpiono zakupionymi w 1976 roku trzema samolotami KC-130H. Kolejne dwa KC-130H dostarczono w 1980 roku. Większe zaangażowanie Hiszpanii w operacjach lotniczych NATO zmusiło siły powietrzne do uzupełnienia floty tankowców. W 1987 roku zakupiono cztery Boeingi 707 z czego dwa przystosowano do pełnienia roli latających cystern z dwoma podskrzydłowymi zasobnikami z elastycznym przewodem. Dwa samoloty służące pod oznaczeniem TK.17 wycofano z końcem 2015 roku. Wojska lotnicze (Ejército del Aire) zamierzają kupić trzy A330 MRTT, ale z powodów finansowych nie wcześniej niż w 2020 roku.

### Holandia

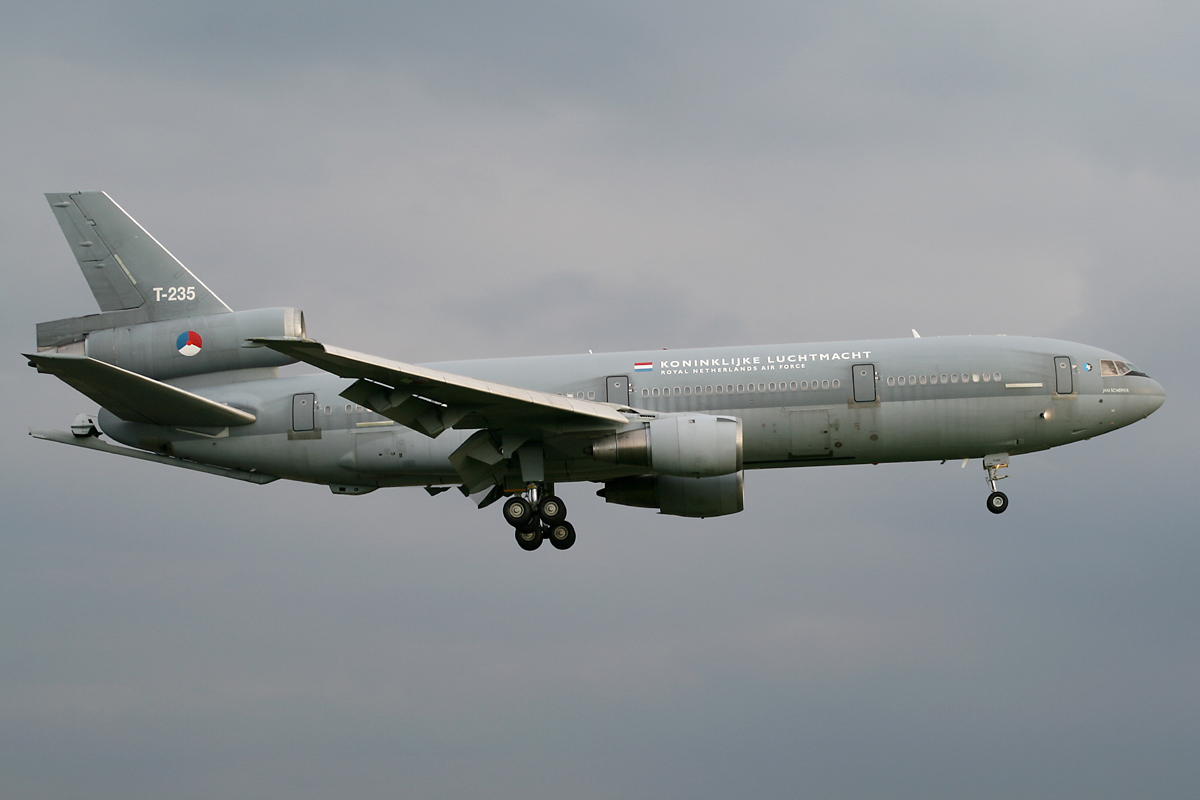
Holenderski KDC-10 Jan Schäfer

W 1995 roku Holandia zakupiła dla swoich Koninklijke Luchtmacht dwa samoloty DC-10-30CF. Były to cywilne samoloty pasażerskie pozyskane od linii lotniczych Martinair. Zakup miał na celu zabezpieczenie działań własnych wielozadaniowych myśliwców F-16. Obie maszyny przystosowano do pełnienia roli latających tankowców wykorzystując własną infrastrukturę dostępną na lotnisku Amsterdam-Schiphol, ale przy udziale specjalistów z McDonnell Douglas. Obydwa samoloty otrzymały oznaczenie KDC-10 i nazwy własne Prins Bernhard i Jan Schäfer. KDC-10 podobnie jak ich amerykańskie odpowiedniki zaopatrzone są w sztywny przewód podający paliwo w tempie 5678 litrów na minutę jednak w odróżnieniu od swoich „kolegów” zza oceanu, stanowisko holenderskiego operatora bomu znajduje się tuż za kabiną pilotów. Wykorzystując obraz z kamer telewizyjnych umieszczonych w tyle kadłuba, operator, dzięki użyciu specjalnych okularów zapewniających wrażenie trójwymiarowości naprowadza wysięgnik do otworu wlewu paliwa w kadłubie F-16. To nie jedyne różnice pomiędzy amerykańskimi i holenderskimi maszynami. W KDC-10 nie zainstalowano dodatkowych zbiorników paliwa. Do tankowania innych samolotów wykorzystywane jest paliwo zgromadzone w zbiornikach skrzydłowych samolotu. Dzięki takiemu rozwiązaniu obydwie maszyny zachowały zdolność transportu pasażerów i ładunków. Samoloty posiadają również możliwość zainstalowania dwóch podskrzydłowych zasobników do przetaczania paliwa przewodem elastycznym. KDC-10 przydzielone zostały do 334th Squadron (w użyciu jest również trzeci egzemplarz KDC-10/DC-10 jednak jest on pozbawiony możliwości zaopatrywania innych maszyn w paliwo i pełni tylko zadania transportowe).
W lipcu 2016 roku Holandia podpisała memorandum ws. zakupu dwóch A330 MRTT, które powinny zastąpić KDC-10 około 2020 roku.

### Indie
30 listopada 1996 roku Indie i Rosja podpisały porozumienie w sprawie zakupu samolotów Su-30MKI, wersji rosyjskiego Su-30. Pierwsze z zakupionych maszyn znalazły się na uzbrojeniu Indyjskich Sił Powietrznych w 2002 roku (w 1997 i 1999 roku dostarczono samoloty w wersji Su-30K). W celu zwiększenia zasięgu operacyjnego maszyn równolegle Indie rozpoczęły starania o pozyskanie latających cystern. Naturalnym wyborem były rosyjskie samoloty z rodziny Ił-76, które znajdowały się już w użyciu od 1985 roku i były maszynami cenionymi w Indiach. W lutym 2001 roku Indie podpisały z Rosją porozumienie, ratyfikowane w sierpniu tego samego roku, na mocy którego zakupiły samoloty Ił-78M wymagając jednocześnie aby były to maszyny nowe. Rosja wcześniej zaproponowała przejęcie samolotów pochodzących z jej własnych zapasów. W marcu 2003 roku w Indiach znalazł się pierwszy z sześciu zbudowanych w Uzbekistanie samolotów Ił-78MKI, wyposażonych w izraelski system zaopatrywania samolotów w paliwo w powietrzu. W grudniu 2004 roku dostarczono ostatnią z zamówionych maszyn, które na co dzień stacjonują w Agrze w stanie Uttar Pradesh. W 2006 roku Indie ogłosiły program zakupu kolejnych sześciu latających cystern. Do rywalizacji stanął Rosoboronexport (Рособоронэкспорт), rosyjska agencja handlu uzbrojeniem z Ił-78 oraz EADS z Airbusem A330 MRTT. 25 maja 2009 roku Indyjskie Siły Powietrzne ogłosiły, że zwycięzcą w rywalizacji został Airbus. Wybór sił powietrznych miał zostać zaakceptowany przez rząd, tak się jednak nie stało. 15 grudnia 2009 roku pojawiły się pierwsze informacje ze strony indyjskiego rządu, że transakcja może nie zostać sfinalizowana a 6 stycznia 2010 roku ogłoszono anulowanie całego przetargu. Powodem takiej decyzji była cena Airbusa, zakwestionowana przez Ministerstwo Finansów, przekraczająca zarezerwowane w przetargu środki. Nie zakończyło to starań o pozyskanie kolejnych latających cystern. 29 września 2010 roku indyjskie ministerstwo obrony ogłosiło ponowne rozpoczęcie przetargu na zakup sześciu wielozadaniowych samolotów tankowania powietrznego. 31 października 2012 roku ogłoszono zwycięzcę rywalizacji, którym został Airbus A330 MRTT. Również i tym razem pomimo wyboru samolotu Airbusa, jego cena nie została zaakceptowana przez stronę indyjską i przetarg zakończył się fiaskiem. 25 stycznia 2018 roku Indyjskie Siły Powietrzne ogłosiły kolejne wysłanie zapytań do producentów latających cystern, w sprawie ewentualnej dostawy sześciu samolotów tankowania powietrznego.

### Indonezja
W latach 80. XX wieku kraj ten zakupił dwie maszyny w wersji KC-130B, z których do dziś używany jest jeden w jednostce Skadron Udara 32. 30 czerwca 2015 wyprodukowany w 1961 roku KC-130B Hercules o numerze A-1310 rozbił się krótko po starcie z lotniska Medan. Samolot przewoził 113 osób z których nikt nie przeżył, na ziemi zginęły też 22 osoby.

### Iran
Za panowania szacha Pahlawiego w latach 1974–1978 zakupiono 14 tankowców Boeing 707-3J9C i 3 Boeing 747-131(SF) (odkupione od Trans World Airlines). Samoloty były wykorzystywane w czasie wojny z Irakiem w latach 80. do tankowania F-4 Phantom II i F-14 Tomcat lotnictwa Iranu. Maszyny zaopatrzone były w dwa podskrzydłowe zasobniki Beech Model 1800 z elastycznym przewodem (dwanaście Boeingów 707), z których korzystały F-14 oraz sztywny wysięgnik dla F-4. W najdłuższym nalocie dokonanym 4 kwietnia 1981 osiem F-4E startujących z bazy koło Hamadan przeleciało ponad 1300 km, uzupełniając paliwo najpierw od pary B707 w okolicach jeziora Urmia, a następnie nad granicą iracko-syryjską od dwóch B747 startujących z Damaszku, by następnie zbombardować kompleks dwóch baz lotniczych „H-3”, mieszczący się 70 km od granicy z Jordanią. Najdłuższe patrole wykonany w czasie wojny przez F-14 trwały po 9, 11 lub 12 godzin godzin i wymagały ośmiokrotnego uzupełniania paliwa (rekord dla F-16 USAF wynosi 11,8 h). Większość z Boeingów 707 trafiła po wojnie do należących do wojska linii lotniczych Saha Air, dwie sztuki latają w nich jako ostatnie B707 w lotnictwie cywilnym, pojedyncza maszyna jest nadal wykorzystywana jako tankowiec w siłach powietrznych. Prezydent Iranu wykorzystuje tankowiec z salonką VIP przerejestrowany jako maszyna cywilna. Boeingi 747 o numerach 5-8105 i 5-8107 pozostają w służbie, status maszyny o numerze 5-8103 jest nieznany jednak niektóre źródła podają, iż trzy maszyny 747 nadal wykorzystywane są jako powietrzne tankowce. Iran planuje przystosować swoje 747 do lotów w europejskiej przestrzeni powietrznej zgodnie z przepisami Agencji Unii Europejskiej ds. Bezpieczeństwa Lotniczego, pierwsza a maszyn została skierowana do modernizacji we wrześniu 2009 roku. Pracę ukończono w 2014 roku kiedy to 4 marca wzbiła się ponownie w powietrze. Możliwość zaopatrywania w locie w paliwo innych maszyn posiadają również irańskie Su-24. W Iranie przeprowadzono też testowe tankowania na MiG-29UB i F-5F wyposażonych w sondy.

### Izrael
Pierwsze doświadczenia z latającymi tankowcami Izrael rozpoczął od pozyskania z linii Pan Am w 1962 (niektóre źródła podają, iż miało to miejsce w 1963 roku) dziesięciu maszyn Boeing 377 Stratocruiser (według innych źródeł było ich tylko pięć). Po zakupieniu w 1967 roku maszyn McDonnell Douglas A-4 Skyhawk dwa Boeingi 377 przystosowano własnymi siłami do pełnienia roli latających cystern poprzez zamontowanie dwóch podskrzydłowych zasobników z elastycznymi wężami, dzięki którym można było zaopatrywać w paliwo samoloty A-4. W latach 1965–1973 Izrael pozyskał od US Air Force osiem samolotów KC-97G i jednego KC-97F (według innych źródeł Izrael pozyskał cztery maszyny KC-97). Z samolotów usunięto wyposażenie do tankowania w powietrzu jednak przywrócono je na trzech KC-97G, dwa podskrzydłowe zasobniki i sztywny podkadłubowy wysięgnik, dzięki temu ostatniemu mogły zaopatrywać w paliwo samoloty F-4. Samoloty znajdowały się na wyposażeniu 120 Eskadry IAF. Obecnie na wyposażeniu lotnictwa Izraela znajduje się siedem Boeingów KC-707 przystosowanych do podawania paliwa z wykorzystaniem podkadłubowego sztywnego wysięgnika. Boeingi zostały bojowo użyte podczas operacji Drewniana Noga. Jej celem było zbombardowanie kwatery głównej Organizacji Wyzwolenia Palestyny zlokalizowanej w osadzie Hammam asz-Szatt, 19 km od Tunisu. 1 października 1985 roku dziesięć izraelskich F-15 wystartowało w celu wykonania zadania. Dolot i powrót znad celu, mieszczącego się ponad 2000 km od bazy w Izraelu był możliwy dzięki dwukrotnemu pobraniu paliwa z Boeingów KC-707. Izrael wykorzystuje również pięć samolotów KC-130H z podskrzydłowymi zasobnikami z elastycznymi wężami do tankowania w powietrzu śmigłowców CH-53 i UH-60. Herculesy mogą być wyposażone w pomocnicze rakietowe silniki startowe umożliwiające start z niewielkich pasów startowych. W kwietniu 2010 roku Izrael podpisał ze Stanami Zjednoczonymi porozumienie o zakupie trzech maszyn C-130J-30 Super Hercules z opcją na kolejne sześć egzemplarzy. Samoloty będą miały możliwość instalacji elastycznych przewodów do podawania paliwa w powietrzu. Izrael zainteresowany jest również pozyskaniem najnowszych amerykańskich tankowców, samolotów KC-46A Pegasus. 10 lutego 2016 roku izraelska prasa podała informację o wydaniu zgody przez amerykański Departament Stanu na sprzedaż do tego kraju maszyn KC-46A. Amerykanie przez kilka miesięcy wstrzymywali się z decyzją, która mogła pogorszyć ich stosunki z Iranem jak twierdzi izraelska prasa.

### Japonia
Japonia zamówiła w 2003 roku cztery samoloty Boeing KC-767J. Pierwszy z japońskich KC-767 oblatano 21 grudnia 2006 roku. Lot trwał około 3,5 h. Japońskie zbiornikowce wyposażono w dodatkowe zbiorniki paliwa umieszczone w skrzydłach samolotu. Pierwszy z zamówionych Boeingów, po rocznym opóźnieniu, dotarł do Japonii 19 lutego 2008 roku, kolejny w marcu tego samego roku a trzeci w marcu 2009 roku. Ostatnia z maszyn przyleciała 20 grudnia 2009 roku a przejęta została oficjalnie na uzbrojenie 8 stycznia 2010 roku. Japońskie Boeingi jako pierwsze na świecie uzyskały wstępną gotowość operacyjną. Obok maszyn 767, możliwość podawania paliwa w powietrzu uzyskały również japońskie samoloty C-130H. Maszyny zaopatrzone są w dwa podskrzydłowe zasobniki z elastycznymi przewodami. Głównym zadaniem tak zmodernizowanych C-130H jest wspieranie działań ratowniczych śmigłowców UH-60J budowanych na licencji w Japonii. Dzięki temu wydłużony został ich zasięg operacyjny co w przypadku prowadzenia akcji ratunkowych na wodach Oceany Spokojnego ma bardzo duże znaczenie. 14 grudnia 2013 roku, japoński rząd przyjął plan zakupów mający wzmocnić potencjał sił zbrojnych, wśród przyjętych propozycji wymieniono zakup następnych trzech sztuk latających cystern. 21 września 2016 roku amerykański Departament Stanu wydał zgodę na sprzedaż Japonii czterech samolotów typu KC-46A. 22 grudnia 2017 roku Departament Obrony Stanów Zjednoczonych i producent samolotów KC-46A, firma Boeing, podpisały kontrakt na budowę i dostarczenie do Japonii samolotów Pegasus. Wraz z maszynami ma zostać dostarczony pakiet logistyczny. Tym samym Japonia zostanie pierwszym zagranicznym użytkownikiem KC-46A.

### Kanada
28 lutego 1970 Kanada otrzymała pierwszy z pięciu Boeing 707-347C (oznaczenie wojskowe CC-137) używanych przez 437 Eskadrę „Husky” w bazie w Trenton, Ontario. Ostatni z pięciu Boeingów dostarczono 12 maja 1971. Dwa z samolotów (nr 13703 i 13704) w połowie 1972 roku wyposażono w dwa podskrzydłowe zasobniki do tankowanie wężem giętkim Beech 1050. Do tankowania w locie przystosowane były operujące na terenie Kanady lekkie myśliwce Canadair CF-5A (CF-116). W 1970 roku CF-5 po raz pierwszy wzięły udział w ćwiczeniach NATO w Niemczech, w celu ich przebazowania musiały zatrzymywać się na Grenlandii i Islandii. W drodze na ćwiczenia w Norwegii w 1971 roku Kanadyjczycy zatrzymali się w Prestwick (Szkocja), aby przećwiczyć tankowanie z Victor K.1A z 55 Sqn RAF. 6 czerwca 1972 osiem CF-5 przeleciało z bazy Bagotville, Quebec na Andøya (Norwegia) pięć razy uzupełniając paliwo od dwóch towarzyszących CC-137. W latach 1974–1987 CF-5 pokonywały kilkukrotnie Atlantyk z pomocą CC-137 w drodze na ćwiczenia NATO w Europie. Między 1977 i 1989 kanadyjskie CF-5 sześciokrotnie brały udział w ćwiczeniach Red Flag na terenie bazy USAF Nellis, Nevada, w przelotach także towarzyszyły im CC-137. W kolejnych latach Boeingi wspierały loty nowych wielozadaniowych CF-18 Hornet (CF-188), dostarczonych od 1982 roku. W czasie operacji Desert Storm w styczniu 1991 do Kataru wysłano tankowiec CC-137, który wspierał dwie zaangażowane eskadry CF-18. Kariera dwóch cystern CC-137 zakończyła się wraz z ich wycofaniem w 1997 roku. Wszystkie CC-137 trafiły do USA w celu ich przebudowy na Northrop Grumman E-8 Joint STARS.
Samoloty CC-137 zastąpiło pięć używanych Airbusów A310-304 MRT, znanych jako CC-150 Polaris, pozbawionych możliwości tankowania. Od 1991 Kanada posiadała pięć CC-130T(H) Hercules z zasobnikami do podawania paliwa w 435 eskadrze, 17 skrzydła w bazie Winnipeg. 16 października 2002 Deparament Obrony podpisał z EADS umowę na przebudowę dwóch Polarisów (15004 i 15005) na wersję transportowo-tankującą MRTT. Dwa samoloty wyposażone w dwa podskrzydłowe zasobniki do tankowania Mk32B, przemianowane na CC-150T, dostarczono ze znacznym opóźnieniem w 2007 roku. Samoloty osiągnęły gotowość operacyjna w czerwcu 2009. 19 marca 2011 w bazie Trapani-Birgi na Sycylii wylądował kanadyjski kontyngent Task Force Libeccio, składający się z siedmiu CF-18A 425 „Alouettes” i 409 eskadry myśliwskiej oraz dwóch CC-150T z 437 eskadry transportowej „Husky”, wspierający operację Mobile nad Libią. W związku z planami zakupu samolotów Lockheed Martin F-35 Lightning II, z systemem tankowania zgodnym z USAF, Kanada rozważa wyposażenie ich w sondy do tankowanie wężem. Przestrzeń na zamontowanie zdublowanej instalacji w wersji A pozostawił producent, jednak wiązało się to z pokryciem kosztów integracji. Pod koniec grudnia 2012 poinformowano, że Kanada może polegać na sojuszniczych samolotach tankujących, przez co kwestia metody tankowania „CF-35” nie jest kluczowa.

### Katar
Podczas odbywającej się w dniach 25–27 marca 2014 roku w Katarze lotniczej wystawy 4th Doha International Maritime Defence Exhibition (DIMDEX) ogłoszono chęć zakupu przez Katar dwóch maszyn Airbus A330MRTT. Przewiduje się, iż kontrakt na zakup i dostawę samolotów zostanie podpisany do końca 2014 roku. Maszyny mają stanowić wsparcie dla własnego lotnictwa, jak również umożliwić realizację misji humanitarnych.

### Kolumbia

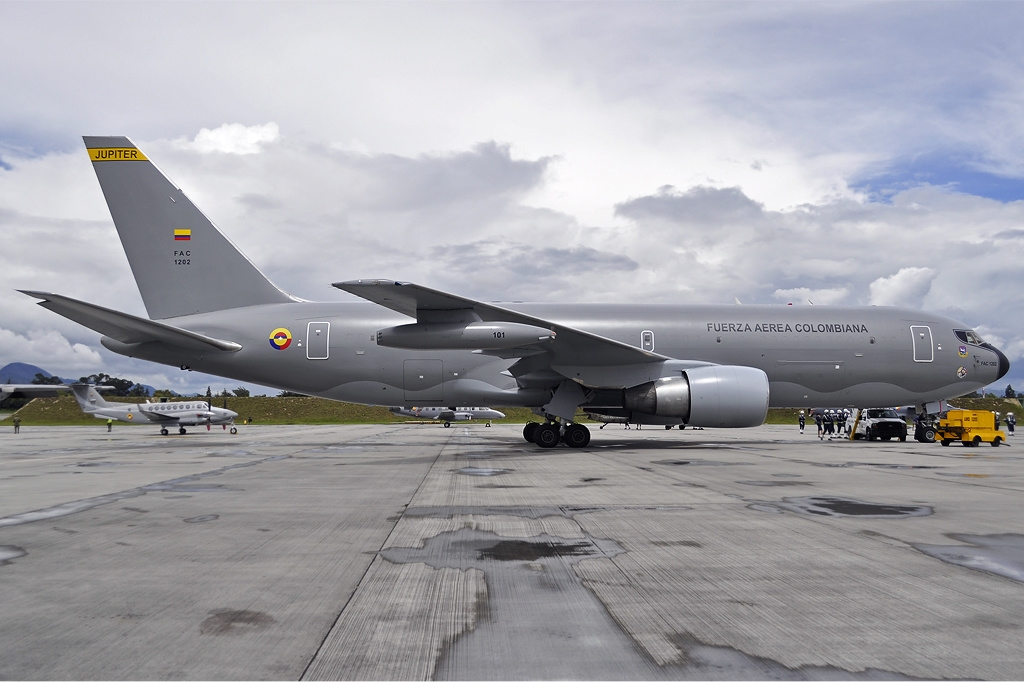
Kolumbijski Boeing 767 MMTT

Pod koniec lat 80. XX wieku Kolumbia rozpoczęła proces modernizacji swoich sił powietrznych. Jednym z jego elementów był zakupu izraelskich samolotów IAI Kfir w wersji C-2, maszyny jeszcze przed osiągnięciem gotowości bojowej zmodernizowano do standardu C-7. W ramach prowadzonych prac wyposażono Kfiry w sondy do tankowania w powietrzu. Z tego powodu, znajdujący się w Fuerza Aérea Colombiana pojedynczy egzemplarz Boeinga C-137 (Boeing 707-323C) eksploatowany od 1983 roku i nazwie własnej Zeus, wysłany został w 1990 roku do Izraela w celu zmodernizowania go do wersji KC-137. Samolot wybudowany został w 1967 roku i wcześniej służył w Korean Air. Modernizację przeprowadziła firma Badek Division, spółka Israel Aerospace Industries i rok później maszyna powróciła do Kolumbii będąc wyposażona w dwa podskrzydłowe zasobniki Flight Refuelling Limited Mk32B, z elastycznymi wężami. W 2008 roku na mocy kolejnego porozumienia z Izraelem Kolumbia zakupiła następne 24 Kfiry, które tym razem miały być zmodernizowane do standardu C-10. Również w tej wersji maszyny przystosowane są do pobierania paliwa w powietrzu. Aby podołać wyzwaniu jakim była zwiększona flota maszyn zdolna do tankowania w powietrzu, w ramach ostatniego kontraktu z Kolumbią, ponownie IAI Badek zmodernizowała zakupiony od linii lotniczych Air China pasażerski Boeing 767-2J6ER o numerze seryjnym 24157 i rejestracji B-2556 do standardu MMTT (Multi-Mission Tanker Transport). W kadłubie umieszczono dodatkowe zbiorniki paliwa oraz dwa podskrzydłowe zasobniki do przetaczania paliwa giętkim przewodem ARP3. Wzmocniona podłoga umożliwia transport ładunków. Samolot posiada również możliwość przewozu maksymalnie 250 pasażerów na swoim pokładzie. Po niezbędnej przebudowie może również służyć do transportu VIP-ów. 3 listopada 2010 roku gotowy samolot oznaczony jako KC-767 Jupiter FAC 1202, został uroczyście przekazany Kolumbii na lotnisku w Tel Awiwie. Obydwa latające tankowce, Jupiter i Zeus na co dzień stacjonują w wojskowej części lotniska Bogota-El Dorado.

### Korea Południowa
Korea planuje zwiększenie swojego potencjału bojowego poprzez wprowadzenie latających cystern już od lat 90. XX wieku. Jednak dopiero 8 listopada 2011 roku koreańskie Ministerstwo Obrony ogłosiło rozpoczęcie programu pozyskania czterech samolotów transportowo-tankujących. Wprowadzenie samolotów do linii planowane jest w latach 2017–2019. Latające cysterny będą istotnym rozszerzeniem możliwości bojowych maszyn F-15K Slam Eagle i F-16, które znajdują się już na uzbrojeniu miejscowych sił powietrznych. Pod uwagę brane były maszyny Airbus A330 MRTT, Boeing KC-46A Pegasus oraz Boeing 767 oferowane przez Israel Aerospace Industries. 2 lipca 2015 roku, agencja zamówień publicznych DAPA ogłosiła, że wybrano ofertę Airbus Defence & Space, dostawy czterech maszyn A330MRTT mają zostać zakończone do 2019 roku. Pierwszy z zamówionych A330MRTT dotarł do Korei 12 listopada 2018 roku. Jego uroczyste formalne przejęcie przez Siły Powietrzne odbyło się 30 stycznia 2019 roku w Pusan. Europejskie samoloty otrzymały lokalne oznaczenie KC-330 i na stałe wchodzą w skład 261. Dywizjonu Tankowanie Powietrznego będącego częścią 5. Skrzydła Mobilności Powietrznej.

### Kuwejt
W 2010 roku Kuwejt podpisał porozumienie z koncernem Lockheed Martin na dostawę trzech samolotów transportowo-tankujących KC-130J o czym koncern poinformował 27 maja 2010 roku. Maszyny wyposażone w elastyczne przewody wesprą w działaniach posiadane już przez ten kraj samoloty F/A-18 wyposażone w sondy do pobierania paliwa. Wszystkie trzy maszyny z numerami KAF326, KAF 327 i KAF328 dostarczono do odbiorcy w sierpniu i wrześniu 2014 roku.

### Malezja
Malezja posiada cztery maszyny KC-130H, które przystosowane są do podawania paliwa z dwóch podskrzydłowych zasobników przy użyciu elastycznego przewodu.

### Maroko
Maroko posiada dwie maszyny KC-130H przystosowane do podawania w powietrzu paliwa z dwóch podskrzydłowych zasobników z elastycznym wężem.

### Niemcy

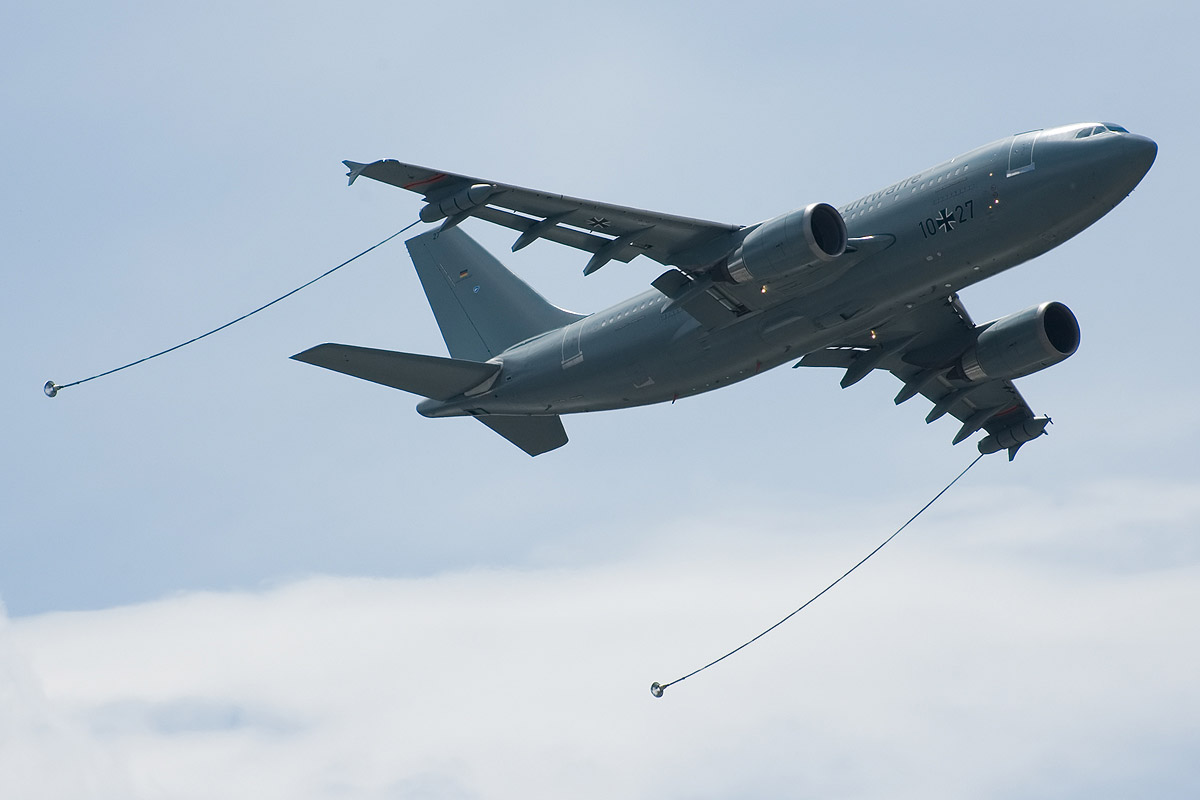
Niemiecki Airbus A310 MRTT

Niemiecka Luftwaffe posiada cztery samoloty Airbus A310 MRTT (wersja A310-304). Niemcy były pierwszym krajem, który zdecydował się na wyposażenie swoich sił powietrznych w tego typu maszyny. Pierwszy z samolotów został ukończony (roll-out) 9 grudnia 2003 roku. 29 września 2004 roku pierwszy egzemplarz został uroczyście przekazany Luftwaffe (równolegle przekazano pierwszy A310 MRTT Kanadyjskim Siłom Powietrznym). Airbusy wyposażone są w dwa, podskrzydłowe zasobniki do podawania paliwa z wykorzystaniem elastycznego przewodu Cobham Flight Refuelling Mk32B-907 oraz cztery dodatkowe zbiorniki, z których każdy może pomieścić 4446 kg paliwa. W przypadku przewozu ludzi i ładunków, samolot może pomieścić 214 żołnierzy lub 57 pasażerów i 40 000 kg ładunku. Samolot może również pełnić rolę sanitarną przewożąc sześć zestawów intensywnej opieki medycznej, 38 par noszy i 38 miejsc dla zespołu medycznego.

### Pakistan
2 grudnia 2008 roku Pakistan wszedł do grona państw posiadających własne latające cysterny. W tym dniu w Karaczi wylądowały pierwsze dwa z czterech zamówionych przez ten kraj samolotów Ił-78MP, samoloty odkupiono od Ukrainy. Z usług tankowców będą mogły korzystać należące do Pakistańskich Sił Powietrznych samoloty Dassault Mirage III, Chengdu FC-1 i Chengdu J-10.

### Republika Południowej Afryki
South African Air Force wykorzystywały w latach 1986–2007 dwa Boeing 707-328C przebudowane w Izraelu na tankowce. Przez okres swojej służby wspierały wykorzystywane przez SAAF Hawker Siddeley Buccaneer, Dassault Mirage F1 i Atlas Cheetah. Samoloty przed ich wycofaniem użyczono Szwecji do przeprowadzenia testów instalacji do tankowania w locie na samolotach Saab JAS 39C/D Gripen.

### Rosja
WKS RF użytkują 5 Ił-78 i 10 Ił-78M wg oceny Military Balance 2017. Prowadzone są zaawansowane prace nad przyjęciem do służby zmodyfikowanej wersji Ił-78M-90A, ma być zbudowanych 31 egzemplarzy tego modelu.

### Singapur
W latach 1985–1986 Singapur zmodernizował cztery maszyny C-130B do wersji KC-130B. Posiadaną flotę tankowców wzmocnił zakupiony w latach 80. XX wieku pojedynczy egzemplarz KC-130H. W 1997 roku Singapur zakupił cztery maszyny KC-135R, z których pierwsza została przekazana przez Boeinga we wrześniu 1999 roku. Samoloty pochodzą z rezerw US Air Force, ale zmodernizowano w nich instalacje i systemy służące tankowaniu w powietrzu. Singapur zakupił sześć samolotów typu Airbus A330MRTT, pierwszy z nich trafił do kraju 4 września 2018 roku. W 2019 roku zakończono służbę samolotów KC-135R. Ostatni oficjalny lot KC-135R odbył się 26 czerwca 2019 roku.

### Stany Zjednoczone Ameryki
Stany Zjednoczone Ameryki są posiadaczem największej floty latających cystern na świecie. Obecnie US Air Force jest w posiadaniu 583 tankowców, w tym 414 samolotów KC-135 w wersji R i T, 59 maszyn KC-10 oraz przystosowanych do podawania paliwa z wykorzystaniem elastycznego węża 44 MC-130 w wersji E, H i W, 27 MC-130P i 4 MC-130J (dodatkowo zostało zamówionych 16 samolotów z opcją na kolejne 65 maszyn) oraz 33 HC-130N/P i dwa HC-130J (z zapotrzebowaniem na 37 HC-130J). W miejsce KC-135 do służby wejdzie około 179 maszyn KC-46A. Lotnictwo United States Marine Corps wykorzystuje 35 samolotów KC-130 w wersji F, R i T oraz 44 KC-130J (trzy kolejne zamówione).

### Szwecja
Od 2005 Svenska Flygvapnet używa C-130E Hercules (dostarczony w 1981, lokalne oznaczenie TP-84) z F 7 Såtenäs wyposażonego w dwa zasobniki podskrzydłowe. Samolot ten skierowano wraz z ośmioma JAS 39 Gripen do działań nad Libią w 2011 roku. Także czescy piloci Gripenów trenowali w 2012 tankowanie z tym Herculesem.

### Turcja
W latach 1997–1999 Turcja pozyskała od Stanów Zjednoczonych siedem samolotów KC-135R. Samoloty zaopatrzone są w sztywny wysięgnik taki sam jaki stosowany jest na maszynach Stratotanker należących do US Air Force. Samoloty zgrupowane są w 10. Tanker Üs Komutanlığı i zaopatrują w paliwo tureckie F-16 i F-4. Trzy KC-135R ze 101 Eskadry na co dzień stacjonujące w bazie lotniczej w İncirlik wzięły aktywny udział w nieudanej próbie zamachu stanu w Turcji w 2016 roku zaopatrując w paliwo F-16 należące do puczystów. Samoloty (co najmniej jeden z nich) wspierały F-16 latające nad Ankarą podczas próby zamachu oraz w trakcie nieudanej akcji przechwycenia samolotu, na którego pokładzie znajdował się prezydent Turcji Recep Tayyip Erdoğan. Wierni rządowi piloci samolotów F-16 dostali rozkaz przechwycenia i zestrzelenia tankowca latającego nad Ankarą. KC-135R odleciał jednak znad stolicy nie niepokojony.

### Ukraina
Po rozpadzie Związku Radzieckiego, 17 lutego 1992 roku Ukraina przejęła znajdujące się na jej terytorium poradzieckie samoloty. Wśród nich było dwadzieścia egzemplarzy latających cystern Ił-78 wchodzących w skład lotnictwa strategicznego. Iły zgrupowano w 409 Pułku Samolotów Tankowania Powietrznego. Poza klasycznymi zadaniami tankowania samolotów w powietrzu, samoloty miały również wykonywać zadania transportowe. W drugiej połowie lat 90. XX wieku całkowicie zrezygnowano z zaopatrywania maszyn w paliwo w powietrzu, demontując wyposażenie do tankowania z Iłów wykorzystując je tylko jako klasyczne transportowce. Wszystkie 18 maszyn jakie miała na swoim stanie Ukraina zgrupowano w 25 Brygadzie Lotnictwa Transportowego (25 транспортна авіабригада) w Melitopolu, ale żadna z nich nie była przystosowana do pełnienia roli powietrznych tankowców. Obecnie Ukraina nie ma już ani jednej maszyny Ił-78.

### Wenezuela
W 1990 roku Wenezuela pozyskała od linii lotniczych Olympic Air Boeinga 707-384 o numerze seryjnym 18950, znakach SX-DBC i nazwie własnej City of Knossos. Maszyna w barwach greckiego przewoźnika spędziła 24 lata. W kwietniu tego samego roku, przy udziale izraelskich specjalistów z firmy IAI Bedek rozpoczęto modernizacje mającą przystosować samolot do pełnienia roli powietrznego tankowca. W styczniu 1991 roku samolot przekazano siłą powietrznym. Boeing wyposażony został w dwa podskrzydłowe zasobniki z elastycznym przewodem oraz podkadłubowy sztywny wysięgnik. Obecnie maszyna wchodzi w skład Escuadrón de Transporte N°1 będącej częścią Grupo Aéreo de Transporte N°6 Los Pegasos, stacjonującej w Base Aérea Libertador w Maracay.

### Wielka Brytania

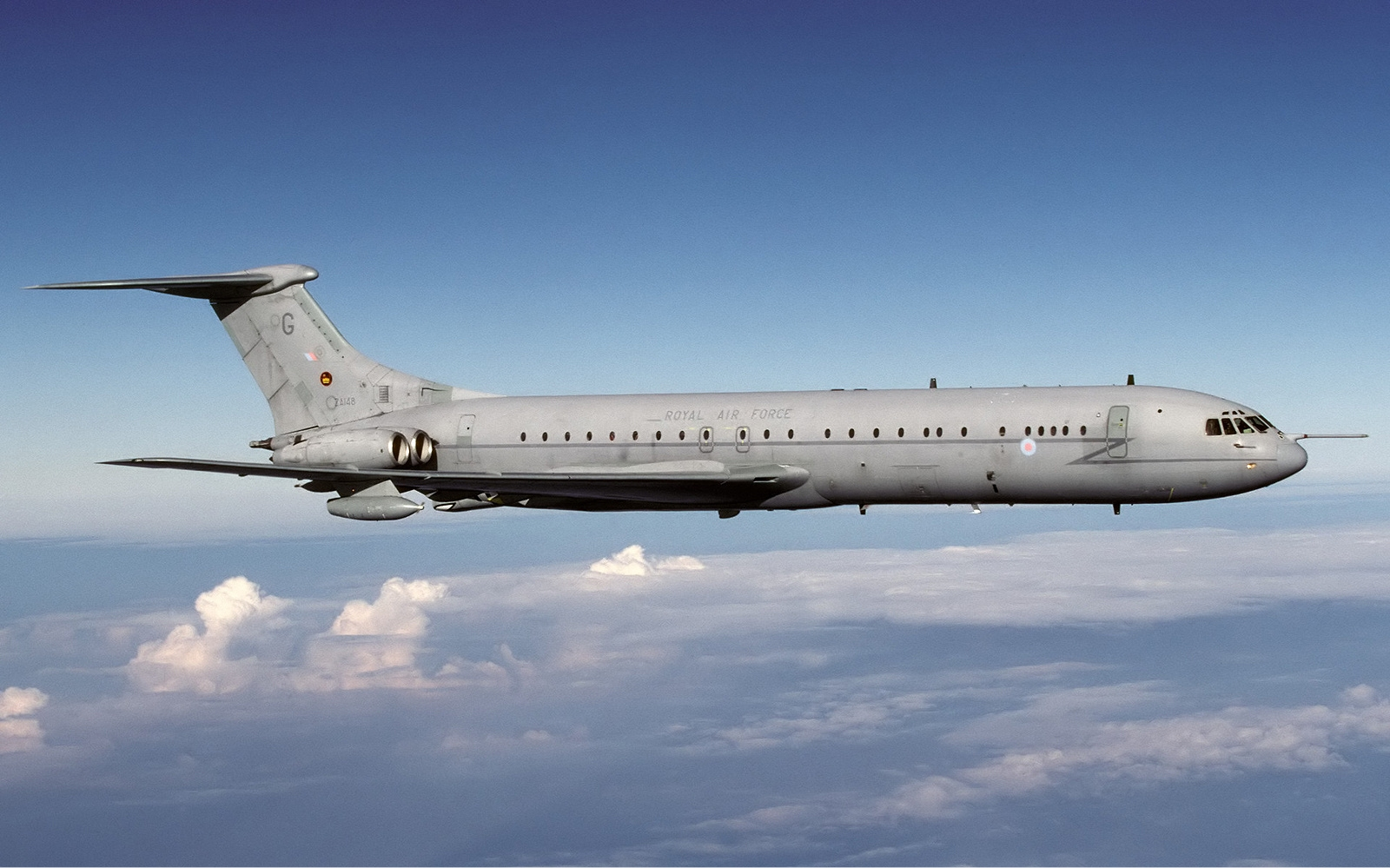
VC-10 K.3

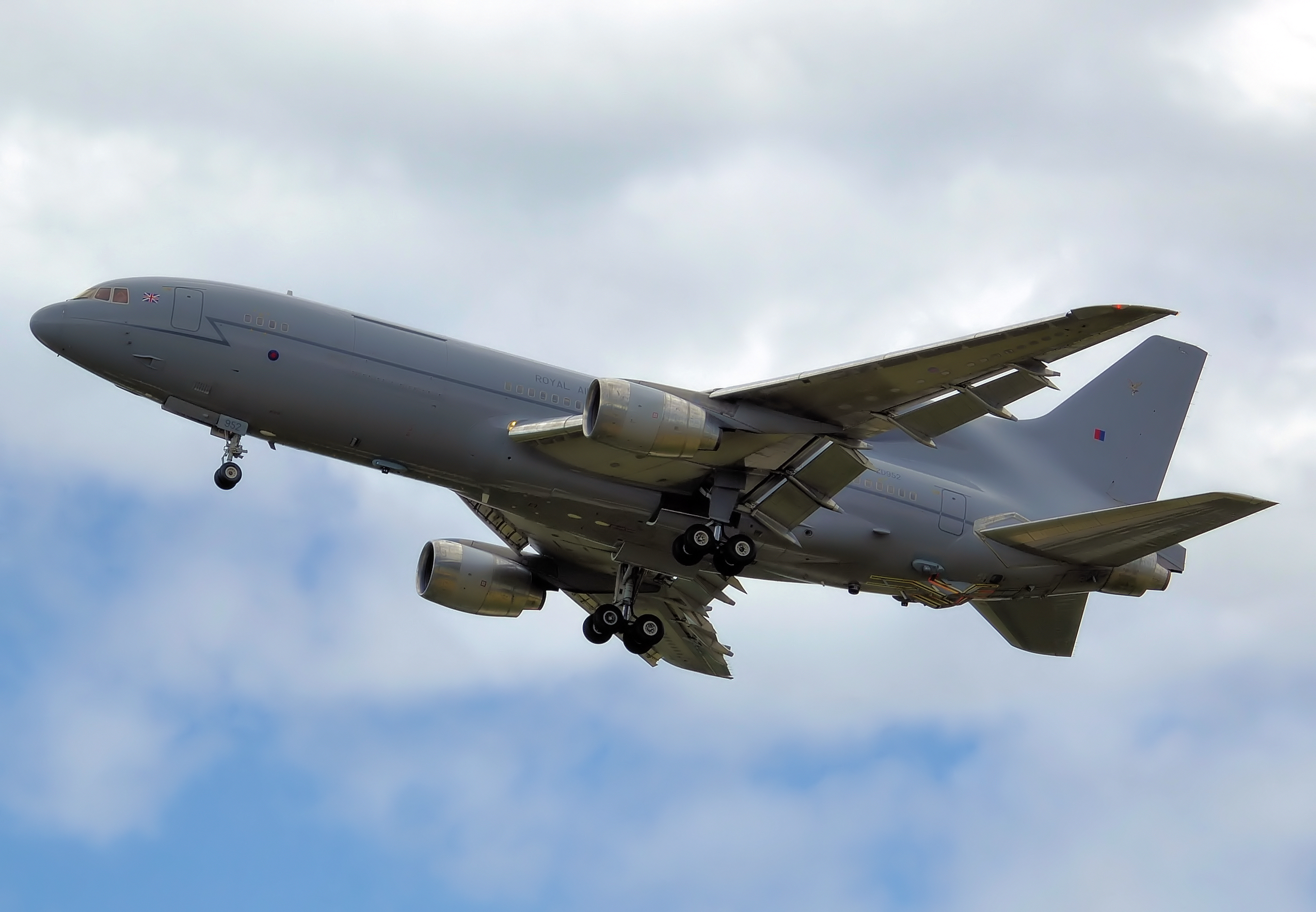
TriStar KC1 (KC Mk.1)

W 1978 roku Wielka Brytanie postanowiła rozbudować swoją flotę latających cystern opartych w tamtym okresie na maszynach Handley Page Victor. Do pełnienia nowej roli wybrany został używany w Royal Air Force od początku lat 60. XX wieku samolot Vickers VC-10. W lipcu 1978 roku podpisano umowę z British Aerospace, w ramach której firma miała dokonać odpowiednich modyfikacji pięciu samolotów VC-10 pozyskanych od linii lotniczych Gulf Air i czterech Super VC-10 pochodzących od linii East African Airways. Samoloty otrzymały po dwa podskrzydłowe zasobniki z elastycznym przewodem oraz jeden, podkadłubowy z tyłu, również z przewodem elastycznym. Podskrzydłowe punkty tankowania, charakteryzujące się wydajnością rzędu 1000 kg/min przeznaczone były do zaopatrywania w paliwo samoloty myśliwskie. Punkt podkadłubowy, o większej wydajności rzędu 2000 kg/min zaopatrywał większe maszyny. Samoloty oznaczono jako VC-10 K.2 (pozyskane z Gulf Air) a Super VC-10 jako VC-10 K.3. Wersja K.3 otrzymała dodatkowy zbiornik paliwa umieszczony w kadłubie. Do swojego dziewiczego lotu VC-10 K.2 wzbił się 22 czerwca 1982 roku a dwa lata później maszyna została przekazana do No. 101 Squadron RAF. VC-10 K.3 po raz pierwszy wzbił się w powietrze 4 lipca 1984 roku a 1 lutego 1985 roku trafił na wyposażenie RAF. Do końca 1986 roku dostarczono wszystkie z zamówionych tankowców VC-10. Na początku lat 90. XX wieku do pełnienia roli latających cystern zmodernizowano pięć samolotów Super VC-10 pozyskanych od British Overseas Airways Corporation. W odróżnieniu od Super VC-10 pochodzących z East African Airways w nowych maszynach, oznaczonych jako VC-10 K.4 nie zainstalowano dodatkowego zbiornika w kadłubie. Do swoje pierwszego lotu K.4 wzbił się 30 lipca 1993 roku a 28 kwietnia 1994 pierwszą z maszyn dostarczono RAF. W 1992 roku podjęto decyzję o przystosowaniu do roli latających cystern trzynastu z czternastu posiadanych VC-10 C.1, wersji transportowej samolotu. Tak zmodyfikowane maszyny otrzymały oznaczenie VC-10 C.1K. Pierwszy z C.1K wzbił się do swojego dziewiczego lotu 11 czerwca 1992 roku a cały program modernizacji ukończono w lutym 1996 roku po dostarczeniu RAF ostatniego egzemplarza C.1K. Samolot zaopatrzony był w dwa podskrzydłowe zasobniki z elastycznym przewodem Flight Refueling Mk.32. Mógł również przewozić na swoim pokładzie 124 pasażerów oraz ładunki na paletach lub niewielkie pojazdy. Samoloty wzięły udział w operacji „Pustynna burza”, podczas której zabezpieczały działania maszyn Panavia Tornado i SEPECAT Jaguar. Jednak gdy brytyjskie siły zbrojne zmuszone zostały do przerzucenia większej liczby żołnierzy na teren działań, wykorzystano do tego celu Vickersy a zadania powietrznego tankowania wzięły na swoje barki Victory, dla których była to ostatnia operacja bojowa. 30 listopada 1993 roku Victor odbył swój ostatni lot w siłach powietrznych RAF. W celu zwiększeni możliwości tankowania samolotów podczas trwania operacji Corporate w trakcie wojny o odzyskanie zajętych przez Argentynę Falklandów, zlecono firmie Marshall Aerospace zmodyfikowanie samolotów C-130 do pełnienia funkcji latających cystern. W tym celu w czterech maszynach Hercules C Mk.1 zainstalowano system z elastycznym wężem w ładowni samolotu. Pierwszy tak zmodernizowany samolot, oznaczony jako Hercules C1K wzniósł się do swojego dziewiczego lotu 8 czerwca 1982 roku a 21 czerwca tego samego roku dokonano pierwszego tankowania w powietrzu. Odbiorcą paliwa był Blackburn Buccaneer. Herculesy C1K nie zdążyły wziąć udziału w konflikcie. Po zakończeniu wojny o Falklandy Wielka Brytania zainteresowana była pozyskaniem dużej maszyny transportowej, przystosowanej do wsparcia logistycznego własnych wojsk i jednocześnie pełniącej rolę latającej cysterny. W 1982 roku rozpoczęto negocjacje z British Aerospace, która zaoferowała zmodernizowane DC-10 pozyskane od linii lotniczych British Caledonian oraz z Marshall of Cambridge (obecnie Marshall Aerospace), która zaoferowała pozyskane od British Airways samoloty L-1011-500. Z rywalizacji zwycięsko wyszedł Marshall, z którym podpisano umowę 2 lutego 1983 roku. Zmodernizowane samoloty, które otrzymały oznaczenie Lockheed TriStar K1(K Mk.1) do swojego dziewiczego lotu wzbił się 9 czerwca 1985 roku. Maszyna przystosowana była zarówno do przewozów pasażerskich (mogła zabrać na pokład 196 pasażerów), jak również podawania paliwa. W tym celu w ładowni samolotu zamontowano dodatkowe siedem zbiorników mieszczących 45 360 kg paliwa, które podawane było poprzez dwa elastyczne przewody umieszczone w dolnej, tylnej części kadłuba samolotu. Cała operacja tankowania monitorowana była przez operatora poprzez system kamer telewizyjnych. Dodatkowo w przodzie samolotu zainstalowano sondę do pobierania paliwa przez cysternę. 25 marca 1986 roku maszyna została przekazana RAF a 2 grudnia 1988 roku uzyskała pełną gotowość operacyjną. RAF pozyskał cztery samoloty w wersji K Mk.1. Dwa z nich przebudowano do wersji pasażersko-towarowej KC Mk.1, ale nie pozbawiając ich możliwości podawania paliwa w locie. 9 grudnia 1988 roku RAF otrzymał pierwszą z tego typu maszyn. W sumie RAF posiadał cztery samoloty tej wersji, dwa dodatkowe powstały w wyniku modyfikacji zakupionych specjalnie w tym celu ex-pasażerskich Lockheedów L-1011-500 od linii British Airways. Wszystkie maszyny RAF służyły w No. 216 Squadron RAF i stacjonowały na stałe w bazie Brize Norton. Samoloty wzięły udział w operacji „Pustynna burza” oraz w działaniach NATO na Bałkanach. W 2011 roku rozpoczął się proces wycofywania latających cystern opartych na płatowcu L-1011 i VC-10, ich miejsce mają zająć samoloty Airbus A330 MRTT. Ostatnie latające tankowce VC-10 zostały wycofane w 2013 roku. 20 września 2013 roku dwie maszyny wykonały ostatni lot w służbie RAF, pięć dni później, 25 września 2013 roku, ZA147/F przyleciał do Bruntingthorpe (Leicestershire), gdzie zostanie zezłomowany, był to ostatni lot tego typu maszyny w barwach RAF. Dzień wcześniej, inny VC-10 o numerze ZA150/J przyleciał na lotnisko Dunsfold gdzie zostanie przygotowany do ekspozycji w pobliskim Brooklands Museum. Ostatni TriStar został oficjalnie wycofany 28 marca 2014 roku. Wszystkie maszyny TriStar, zarówno powietrzne tankowce i transportowe zmagazynowane zostały na lotnisku Bruntingthorpe mieszczącym się w Leicestershire i sprzedane amerykańskiej firmie CSDS Aircraft zajmującej się leasingiem samolotów. Następnym właścicielem maszyn stała się firma AGD Systems, która 18 maja 2015 roku poinformowała o ich zakupie. Maszyny mają w przyszłości nadal pełnić swoje dotychczasowe funkcje powietrznych tankowców i transportowców. Ich cywilny właściciel ma zamiar udostępniać samoloty zamawiającym tego typu usługi siłom powietrznym.
Starzejąca się flota brytyjskich tankowców i zaangażowanie Royal Air Force w operacjach lotniczych na całym świecie zmusiło Ministry of Defence do rozpoczęcia starań o zakup nowych maszyn. W 1997 roku rozpoczęto program Future Strategic Tanker Aircraft (FSTA). Określono również zasadę, iż nowy powietrzny tankowiec pozyskany zostanie na zasadzie Private Finance Initiative. 26 stycznia 2004 roku brytyjski rząd ogłosił, iż zwycięzcą w projekcie FSTA zostało konsorcjum AirTanker i ich samolot Airbus A330 MRTT. Planowano, że pierwsze maszyny wejdą do służby w 2008 roku. Pierwszy brytyjski A330 MRTT wzniósł się do swojego dziewiczego lotu 4 czerwca 2009 roku. Pierwsze „suche” tankowanie brytyjskiego Airbusa odbyło się 13 grudnia 2010 roku a „odbiorcą” był hiszpański EF-18 (próba miała miejsce w Hiszpanii). W zbiornikach skrzydłowych Airbusa mieści się 111 690 kg paliwa, które podawane jest za pomocą trzech elastycznych węży, dwóch podskrzydłowych i jednego umieszczonego w tylnej części kadłuba. Paliwo podawane jest z maksymalną szybkością rzędu 3543 kg/min. Operator podajników ma swoją konsolę w kabinie pilotów, a trójwymiarowy system wizyjny umożliwia sprawne operowanie podajnikiem. Zaskakującym jest, iż nowy tankowiec nie ma zainstalowanego sztywnego bomu, do korzystanie z którego przystosowane są posiadane już przez RAF samoloty transportowe Boeing C-17 Globemaster III i większość samolotów NATO. Poza zadaniami tankowania w powietrzu, brytyjski samolot przystosowany jest do pełnienia funkcji transportowych. Dodatkowo poza paliwem może zabrać na swój pokład 42 tony ładunku lub 272 pasażerów. 18 kwietnia 2011 roku pierwszy z zamówionych samolotów wylądował w Wielkiej Brytanii. 8 kwietnia 2012 roku Voyager odbył swój pierwszy lot operacyjny. Nie obeszło się bez problemów, jak poinformował RAF, występuje problem z tankowaniem szturmowych Panavia Tornado. Podczas podawania im paliwa dochodzi do przecieku na złączu sondy samolotu pobierającego paliwo i elastycznego przewodu tankowca.

### Włochy

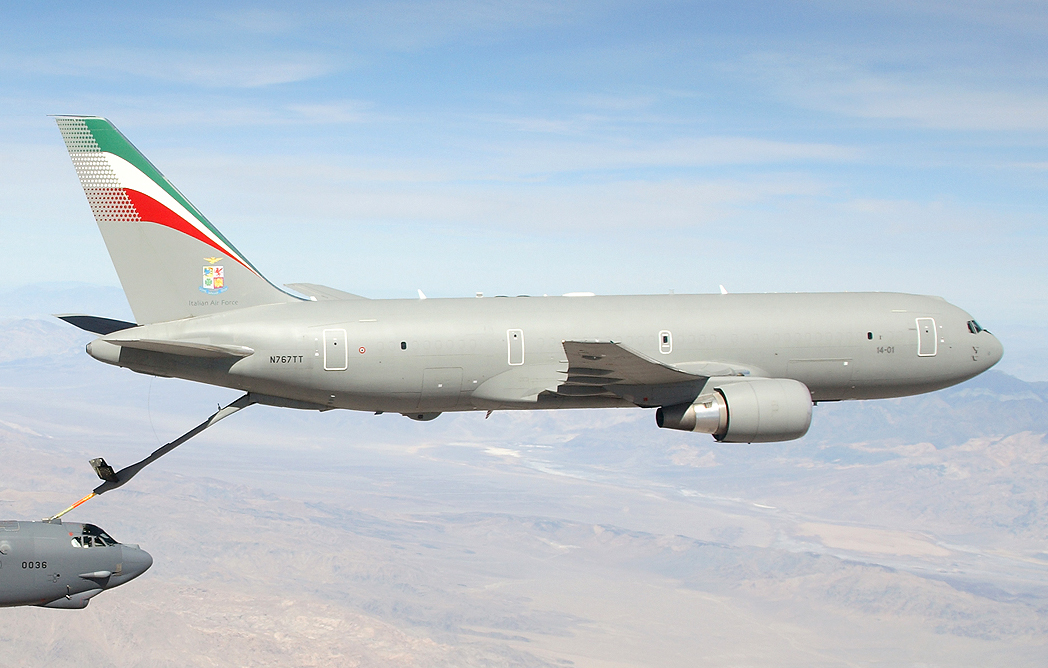
Włoski KC-767

Aeronautica Militare Italiana od 2011 roku wykorzystują cztery Boeing KC-767A, które zastąpiły Boeing 707T/T. Samoloty należą do 8º Gruppo wchodzącej w skład 14 skrzydła bazy Pratica di Mare koło Rzymu. Wyprodukowane między 1968 a 1971 rokiem Boeingi 707 odkupiono w 1989 od linii TAP Air Portugal i od 1993 roku rozpoczęły służbę jako tankowce. Nowe Boeingi 767 są wyposażone w trzy przewody elastyczne i sztywny podkadłubowy podajnik paliwa, w starych cysternach występowały tylko elastyczne sondy. Pierwszy z zamówionych Boeingów 767 wzbił się do swojego dziewiczego lotu 16 lipca 2003 roku. Pierwsze dwie maszyny osiągnęły gotowość operacyjną w maju 2011 roku i skierowano je do działań bojowych. Samoloty wzięły udział w operacji Odyssey Dawn. Włoskie KC-767A poza zadaniami tankowania w powietrzu mogą również pełnić funkcję latającego szpitala. Maszyny te, jako pierwsze nie należące do US Air Force latające cysterny zostały certyfikowane do współpracy z F-35 Lightning II, od 29 lipca 2015 roku trwały próby w locie. Przeprowadzono w sumie 25 połączeń z F-35, podczas których przetoczono łącznie 7,5 tony paliwa. Od 2003 w Pizie stacjonują również dwa zamówione 11 stycznia 2000 roku samoloty KC-130J-30. Maszyny należą do 46. Skrzydła Transportowego (46ª Brigata Aerea Silvio Angelucci). 23 listopada 2009 jeden z nich rozbił się po starcie powodując śmierć pięciu członków załogi. Przeprowadzone w listopadzie 2008 roku przez Alenia Aeronautica próby wykazały, że KC-130J z powodzeniem może być wykorzystywany do tankowania w powietrzu maszyn Eurofighter Typhoon. Dzięki temu zwiększają się możliwości operacyjne włoskich samolotów wielozadaniowych.

### Zjednoczone Emiraty Arabskie
Siły Powietrzne Zjednoczonych Emiratów Arabskich zakupiły trzy maszyny Airbus A330 MRTT. O wyborze maszyny EADS poinformowano podczas salonu International Defence Exhibition odbywającego się w 2007 roku w Abu Zabi, a 25 lutego 2008 roku podpisano ostateczny kontrakt. 9 kwietnia 2011 roku pierwszy z zamówionych tankowców wzbił się do swojego dziewiczego lotu. W odróżnieniu od Australijskich maszyn, należący do ZEA Airbus jest pierwszym wyposażonym w silniki Rolls-Royce Trent 700. Pierwsza z zamówionych maszyn dotarła do Emiratów pod koniec 2011 roku. Do końca marca 2012 roku trwały wstępne próby operacyjne z wykorzystaniem samolotów F-16 i Mirage 2000. W maju 2013 roku Airbus dostarczył drugi samolot, a ostatnia z zamówionych maszyn trafiła do kraju na początku sierpnia 2013 roku. W tym samym miesiącu również pierwsze pięć załóg tankowców ukończyło szkolenie na Airbusach. Cała trójka A330 MRTT stacjonuje na lotnisku Al-Ajn. Maszyny wyposażone są w podkadłubowy, sztywny wysięgnik Aerial Refuelling Boom System (ARBS) oraz dwa podskrzydłowe zasobniki z elastycznymi przewodami Cobham 905E.

## W prywatnych rękach

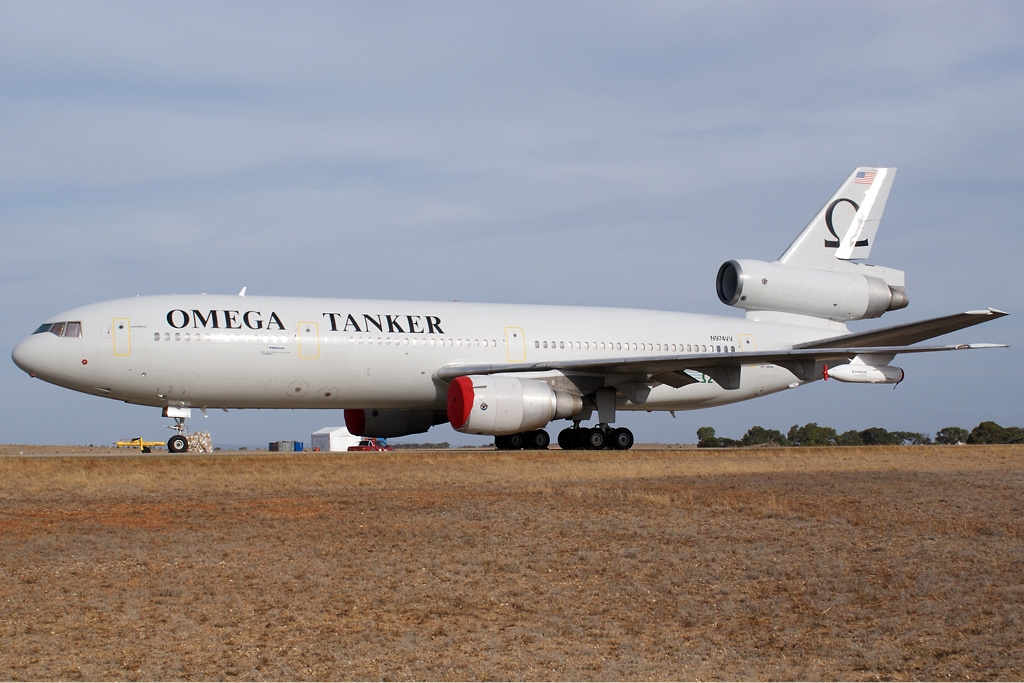
KDC-10 Omega Tanker.

Nie tylko siły powietrzne dysponują flotą tankowców powietrznych. Podobne zadania wykonują również przedsiębiorstwa prywatne. Jednym z nich jest Omega Aerial Refueling Services. Prywatna firma oferująca komercyjne usługi zaopatrywania samolotów w paliwo w powietrzu odbiorcom wojskowym. Omega dysponuje flotą dwóch samolotów: Boeing 707-320 (oznaczony też K-707, rejestracja N707MQ) mieszczącym po 44 450 kg paliwa lotniczego i DC-10-40 (oznaczony KDC-10, N974VV, dawniej w Japan Airlines) zdolnym do przewozu 61 235 kg paliwa. Od 2004 do 2009 Omega używała inny DC-10-40 (ex-JAL N852V). Drugi wykorzystywany Boeing 707 (ex-Pan Am N707AR) spłonął bez ofiar w ludziach po wypadnięciu z pasa przy starcie z Naval Air Station Point Mugu (Kalifornia) w 2011 roku. Samoloty zaopatrzone są w dwa podskrzydłowe zasobniki Cobham FRL 909E wyposażone w elastyczne przewody i zdolne do przetaczania 1225 kg nafty na minutę. Maszyny Omegi na stałe stacjonują na terenie Stanów Zjednoczonych jednak wykonują zadania na obszarze całej kuli ziemskiej. Konstrukcja systemu płatności sprawia, że potencjalny odbiorca usług firmy płaci tylko za pobrane paliwo bez pozostałych kosztów. Pierwsze komercyjne tankowanie w powietrzu odbyło się w 1999 roku. Z usług Omegi korzystały między innymi Royal Air Force, Royal Australian Air Force, Royal Canadian Air Force, US Navy. Innym prywatnym operatorem jest amerykańska firma AGD Systems, która w 2015 roku zakupiła brytyjskie TriStary w wersji powietrznych tankowców i transportowej. Firma ma zamiar udostępniać maszyny zgodnie z ich przeznaczeniem zainteresowanym tego typu usługom siłom powietrznym. Z kolei amerykańska firma Metrea, 17 maja 20924 roku podpisała z Francją porozumienie, na mocy którego zakupiła wszystkie znajdujące się na wyposażeniu jej sił powietrznych KC-135 Stratotanker, jedenaście C-135FR i trzy KC-135RG. Francja zastępuje samoloty Boeinga maszynami Airbus A330 MRTT. 11 lipca 2024 Metrea roku ogłosiła finalizacje zakupu francuskich KC-135 Stratotanker. W pierwszej kolejności przejęto C-135FR, które formalnie zostały przkazane firmie Metrea 26 czerwca 2024 roku. Francuskie samoloty dołączyły do znajdujących się już na stanie Metrea czterech KC-135R zakupionuch w Singapurze. Przedsiębiorstwo jest największym prywatnym użytkownikiem latających cystern.